# Liste der Biografien/Ot
Liste der Biografien |
Portal Biografien |
Personensuche
# |
A |
B |
C |
D |
E |
F |
G |
H |
I |
J |
K |
L |
M |
N |
O |
P |
Q |
R |
S |
T |
U |
V |
W |
X |
Y |
Z |
?
 
Oa |
Ob |
Oc |
Od |
Oe |
Of |
Og |
Oh |
Oi |
Oj |
Ok |
Ol |
Om |
On |
Oo |
Op |
Oq |
Or |
Os |
Ot |
Ou |
Ov |
Ow |
Ox |
Oy |
Oz
Die Liste der Biografien führt alle Personen auf, die in der deutschsprachigen Wikipedia einen Artikel haben. Dieses ist eine Teilliste mit 1345 Einträgen von Personen, deren Namen mit den Buchstaben „Ot“ beginnt.

## Ot

### Ota
- Ōta, Akihiro (* 1945), japanischer Politiker
- Ōta, Akio (* 1984), japanischer Eisschnellläufer
- Ota, Alessandro Saša (1957–1994), italienischer Journalist und Fotograf
- Ota, Aya (* 1995), japanische Kugelstoßerin
- Ōta, Dōkan (1432–1486), Mitglied einer japanischen HerrscherfamilieŌta Dōkan (1432–1486)

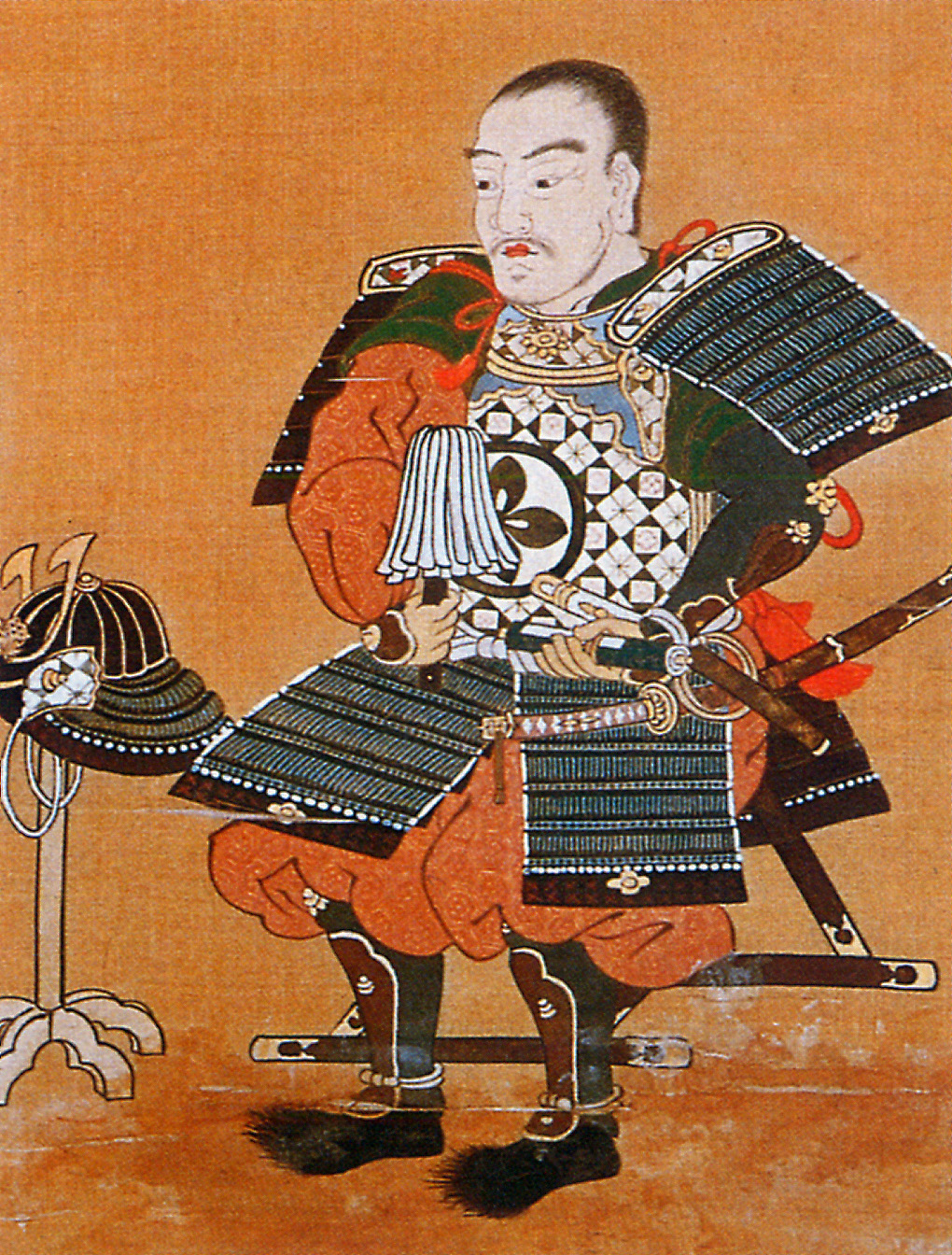
Ōta Dōkan (1432–1486)

- Ōta, Fusae (* 1951), japanische Politikerin
- Ōta, Gakuji (* 1990), japanischer Fußballspieler
- Ōta, Hidetoshi (* 1959), japanischer Herpetologe
- Ōta, Hirokazu (* 1971), japanischer Fußballspieler
- Ōta, Hiroko (* 1954), japanische Politikerin
- Ōta, Hisa (1868–1945), japanische Tänzerin und Schauspielerin
- Ōta, Kaiya (* 1999), japanischer Radrennfahrer
- Ōta, Kanji (* 1959), japanischer Jazzmusiker
- Ōta, Kaoru (1912–1998), japanischer Führer der Arbeiterbewegung und Politiker
- Ōta, Kazuki (* 1993), japanischer Fußballspieler
- Ōta, Keisuke (* 1979), japanischer Fußballspieler
- Ōta, Keisuke (* 1981), japanischer Fußballspieler
- Ōta, Kengo (* 1995), japanischer Fußballspieler
- Ōta, Kijirō (1883–1951), japanischer Maler
- Ōta, Kōsuke (* 1982), japanischer Fußballspieler
- Ōta, Kōsuke (* 1987), japanischer Fußballspieler
- Ōta, Masahiro (* 1970), japanischer Fußballspieler
- Ōta, Masayuki (* 1973), japanischer Fußballspieler
- Ōta, Minoru (1891–1945), Admiral der Kaiserlich Japanischen Marine, der die Marinebodentruppen bei der Schlacht von Okinawa kommandierte
- Ota, Miwa (* 1968), japanische Skilangläuferin
- Ōta, Mizuho (1876–1955), japanischer Schriftsteller
- Ōta, Nampo (1749–1823), japanischer Schriftsteller
- Ōta, Ryūnosuke (* 2002), japanischer Fußballspieler
- Ōta, Saburō (1884–1969), japanischer Maler der Yōga-Richtung
- Ōta, Seiichi (1945–2024), japanischer Politiker
- Ōta, Setsuko, japanische Badmintonspielerin
- Ōta, Shinji (* 1973), japanischer Badmintonspieler
- Ōta, Shinobu (* 1993), japanischer Ringer
- Ōta, Shūsuke (* 1996), japanischer Fußballspieler
- Ōta, Takamitsu (* 1970), japanischer Fußballspieler
- Ōta, Tetsurō (* 1989), japanischer Fußballspieler
- Ota, Tetsuya (* 1959), japanischer Rennfahrer
- Ōta, Tomoki (* 1997), japanischer Langstreckenläufer
- Ōta, Wataru (* 1981), japanischer Fußballspieler
- Ōta, Yōko (1906–1963), japanische Schriftstellerin
- Ōta, Yoshiaki (* 1983), japanischer Fußballspieler
- Ōta, Yoshiko, japanische Skeletonpilotin
- Ōta, Yūki (* 1985), japanischer Florettfechter
- Ōta, Yukina (* 1986), japanische Eiskunstläuferin
- Ota, Yukio (* 1939), japanischer Grafikdesigner
- Otabor, Kenneth (* 2002), nigerianischer Fußballspieler
- Otabor, Rhema (* 2002), bahamaische Speerwerferin
- Otacilia Severa, Marcia, Frau des römischen Kaisers Philippus Arabs
- Otacilius Catulus, Manius, römischer Suffektkonsul (88)
- Otacilius Crassus, Manius, römischer Konsul 263 v. Chr. und 246 v. Chr.
- Otacilius Crassus, Titus, römischer Konsul 261 v. Chr.
- Ōtagaki, Rengetsu (1791–1875), japanische Keramikkünstlerin, Kalligraphin und Nonne
- Otagiri, Michiharu (* 1978), japanischer Fußballspieler
- Otahal, Hannes (* 1960), österreichischer Blues- und Boogiepianist
- Otaiba, Yousef Al (* 1974), arabischer Diplomat, Botschafter der Vereinigten Arabischen Emirate in den Vereinigten Staaten von Amerika
- Otaibi, Mohammed bin Ibrahim bin Amer Al-, saudischer Diplomat
- Otaibi, Mukhlid al (* 1976), saudischer Langstreckenläufer
- Otaibi, Saud al- (* 1969), saudi-arabischer Fußballtorhüter
- Otaka, Hisatada (1911–1951), japanischer Komponist
- Ōtaka, Tomomi (* 1976), japanische Biathletin
- Otaka, Tomoo (1899–1956), japanischer Rechtsgelehrter
- Ōtaka, Yoshiko (1920–2014), japanische Sängerin, Schauspielerin und Politikerin
- Otakar I., Graf in Karantanien und königlicher Sendbote in der bayrischen Ostmark
- Otakar II., Graf im Traungau und im Chiemgau
- Otake, Chikuha (1878–1936), japanischer Maler der Nihonga-Richtung
- Otake, Fumio (1900–1962), japanischer Sinologe
- Ōtake, Futoshi (* 1974), japanischer nordischer Kombinierer
- Ōtake, Issei (* 1995), japanischer Volleyballspieler
- Ōtake, Masato (* 1971), japanischer Fußballspieler
- Ōtake, Nami (* 1974), japanische Fußballspielerin
- Ōtake, Naoto (* 1968), japanischer Fußballspieler
- Ōtake, Ryūto (* 1988), japanischer Fußballspieler
- Ōtake, Shinrō (* 1955), japanischer Maler
- Ōtake, Yōhei (* 1989), japanischer Fußballspieler
- Ōtake, Yūshin (* 2005), japanischer Fußballspieler
- Otakho, Best (* 2001), deutscher Basketballspieler
- Ōtaki, Ami (* 1989), japanische Fußballspielerin
- Otamanowskyj, Walentyn (1893–1964), ukrainischer Historiker, Bibliograph, Abgeordneter der Ukrainischen Zentralrada, Teilnehmer der Schlacht bei Kruty
- Otamendi, Nicolás (* 1988), argentinischer FußballspielerNicolás Otamendi (* 1988)

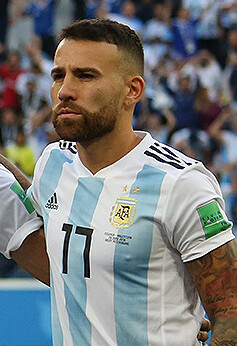
Nicolás Otamendi (* 1988)

- Otanes, Angehöriger des Adels in Persien
- Otanes, persischer Richter und Feldherr
- Otáñez, Aureliano (1911–1975), venezolanischer Oberst und Politiker
- Otang, Tion, kiribatischer Politiker, Präsident von Kiribati
- Ōtani, Hayato (* 1997), japanischer Fußballspieler
- Ōtani, Hidekazu (* 1984), japanischer Fußballspieler
- Ōtani, Ichiji (1912–2007), japanischer Fußballspieler
- Ōtani, Ikue (* 1965), japanische Synchronsprecherin
- Ōtani, Keishi (* 1983), japanischer Fußballspieler
- Ōtani, Kōki (* 1989), japanischer Fußballspieler
- Ōtani, Kōshō (1911–2002), japanischer buddhistischer Geistlicher; Chefpriester des Tempels Nishi Hongan-ji der Jōdo-Shinshū
- Ōtani, Kōzui (1876–1948), japanischer buddhistischer Geistlicher; Chefpriester des Tempels Nishi Hongan-ji der Jōdo-Shinshū
- Ōtani, Masashi (* 1983), japanischer Fußballspieler
- Ōtani, Masashi (* 1994), japanischer Fußballspieler
- Ōtani, Mio (* 1979), japanische Fußballspielerin
- Ōtani, Naoki (* 1995), japanischer Fußballspieler
- Otani, Soma (* 1990), japanischer Fußballspieler
- Ōtani, Takehiro (* 1980), japanischer Fußballspieler
- Ōtani, Takejirō (1877–1969), japanischer Unternehmer
- Ōtani, Yoshitsugu (1559–1600), japanischer Samurai
- Otani, Yukino (* 1990), japanische Kugelstoßerin
- Otaniyozov, Komiljon (1917–1975), sowjetischer Sänger, Musiker, Schauspieler und Komponist
- Otaño, Luis (* 1934), spanischer Radrennfahrer
- Otaño, Nemesio (1880–1956), baskischer Musikwissenschaftler und Komponist
- Otarbajew, Samat (* 1990), kasachischer Fußballtorwart
- Otarion (* 1961), deutscher Komponist
- Otárola, Alberto (* 1967), peruanischer Rechtsanwalt und Politiker
- Otarsultanow, Dschamal Sultanowitsch (* 1987), russischer Ringer
- Otaru, Muna (* 1978), britische Schauspielerin
- Otasowie, Owen (* 2001), US-amerikanischer Fußballspieler
- Otavă, Bogdan (* 1987), rumänischer Bobsportler
- Otávio (* 1994), brasilianischer Fußballspieler
- Otávio (* 1995), portugiesisch-brasilianischer FußballspielerOtávio (* 1995)

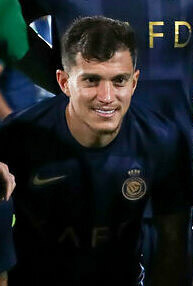
Otávio (* 1995)

- Otaxonov, Abbos (* 1995), usbekischer Fußballspieler
- Otayf, Abdoh (* 1984), saudi-arabischer Fußballspieler
- Otayf, Abdullah (* 1992), saudi-arabischer Fußballspieler

### Otb
- Otberg, Mari (* 1969), deutsche Modedesignerin, bildende Künstlerin und Illustratorin
- Otbert, deutscher Wunderheiler
- Otbert von Lüttich († 1119), Bischof von Lüttich
- O‘tbosarov, Abdumo‘min (1960–2016), usbekisch-sowjetischer Fernsehsprecher

### Otc
- Otcasek, Eron (* 1973), US-amerikanischer Schauspieler
- Otčenáš, Martin (* 1987), slowakischer Biathlet und Skilangläufer
- Otčenášek, Jan (1924–1979), tschechischer Schriftsteller und Drehbuchautor
- Otčenášek, Karel (1920–2011), tschechischer Theologe und Bischof von Königgrätz
- Otchere, Jacqueline (* 1996), deutsche StabhochspringerinJacqueline Otchere (* 1996)

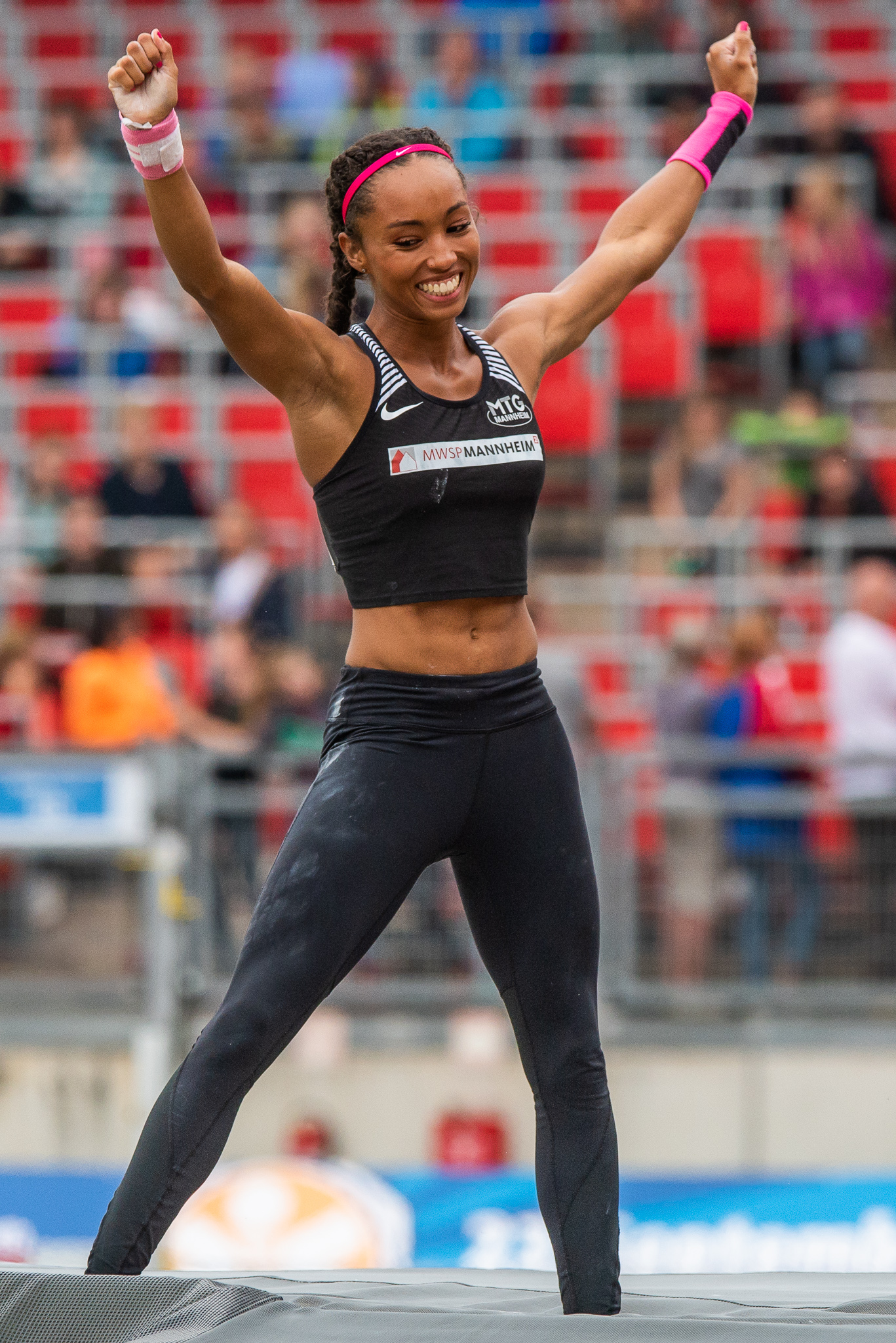
Jacqueline Otchere (* 1996)

- Otcovská, Kristýna (* 2000), tschechische Biathletin

### Otd
- Otdelnow, Pawel Alexandrowitsch (* 1979), russischer Künstler

### Ote
- Ote, Otélio (* 1969), osttimoresischer Journalist
- Ōte, Takuji (1887–1934), japanischer Dichter
- Oțeanu-Bunea, Smaranda (* 1941), rumänische Komponistin und Musikkritikerin
- Otegi, Arnaldo (* 1958), spanisch-baskischer nationalistischer Politiker
- Oteh, Arunma, nigerianisch-britische Wirtschaftswissenschaftlerin
- Oteiza, Jorge (1908–2003), baskischer Bildhauer und Maler
- Ötelbajew, Muchtarbai (* 1942), kasachischer Mathematiker
- Otele, Olivette (* 1970), kamerunisch-britische Historikerin und Hochschullehrerin
- Oțelea, Cornel (1940–2025), rumänischer Handballspieler, -trainer und Sportfunktionär
- Otellini, Paul (1950–2017), US-amerikanischer Manager, Chief Executive Officer von Intel
- Ötembajew, Jerik (* 1966), kasachischer Botschafter
- Ötenel, Tuna (* 1947), türkischer Jazzmusiker (Saxophon, Piano, Komposition)
- Oteng, Oteng (* 1990), botswanischer Boxer
- Oteo, David (* 1973), mexikanischer Fußballspieler
- Oteo, Jurgi (* 1996), spanischer Fußballspieler
- Oterholm, Anne (* 1964), norwegische Schriftstellerin
- Oteri, Cheri (* 1962), US-amerikanische Schauspielerin, Drehbuchautorin und ComedianCheri Oteri (* 1962)

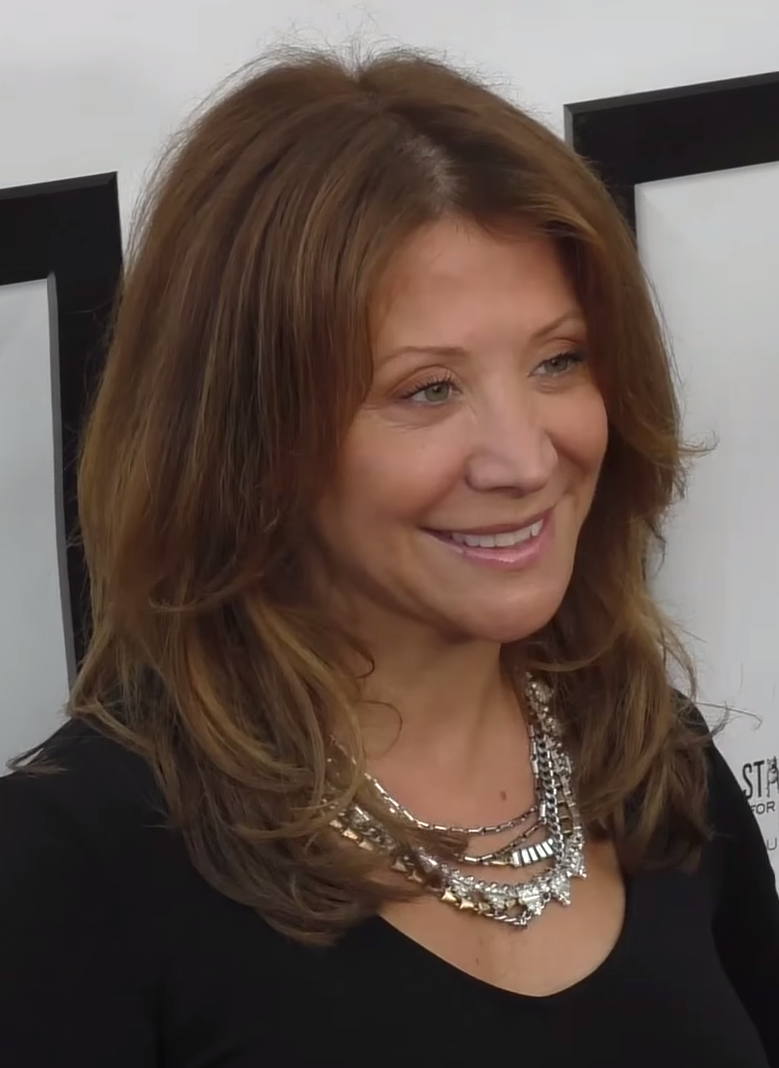
Cheri Oteri (* 1962)

- Oterma, Liisi (1915–2001), finnische Astronomin, Entdeckerin zahlreicher Asteroiden und Kometen
- Otero Alcántara, Luis Manuel (* 1987), kubanischer Künstler und politischer Aktivist
- Otero García, Huem (* 1984), österreichische Politikerin (Grüne), Landtagsabgeordnete
- Otero Largacha, Agustín (1940–2004), kolumbianischer Geistlicher, Weihbischof in Bogotá
- Otero Pedrayo, Ramón (1888–1976), spanischer Schriftsteller
- Otero Silva, Miguel (1908–1985), venezolanischer Schriftsteller, Journalist, Humorist und Politiker
- Otero, Alejandro (1921–1990), venezolanischer Künstler, Autor und Kulturveranstalter
- Otero, Alejandro († 2013), uruguayischer Polizist und Fußballschiedsrichter
- Otero, Blas de (1916–1979), spanischer Lyriker
- Otero, Celso (* 1958), uruguayischer Fußballtorhüter
- Otero, David (* 1980), spanischer Sänger, Gitarrist und Songwriter
- Otero, Jorge (* 1969), spanischer Fußballspieler
- Otero, Juan, uruguayischer Fußballspieler
- Otero, Lisandro (1933–2008), kubanischer Schriftsteller, Journalist und Diplomat
- Otero, Manolo (1942–2011), spanischer Sänger und Schauspieler
- Otero, Marcelo (* 1971), uruguayischer Fußballspieler
- Otero, Mariano S. (1844–1904), US-amerikanischer Politiker
- Otero, Marina (* 1984), argentinische Performancekünstlerin
- Otero, Miguel Antonio (1859–1944), US-amerikanischer Politiker
- Otero, Miguel Antonio senior (1829–1882), US-amerikanischer Politiker
- Otero, Miqui (* 1980), spanischer Schriftsteller, Journalist
- Otero, Sofía (* 2013), spanische Schauspielerin
- Otero-Warren, Nina (1881–1965), US-amerikanische Politikerin und Autorin
- Öteschow, Almas (* 1988), kasachischer Gewichtheber
- Otevřel, Jaroslav (* 1968), tschechischer Eishockeyspieler
- Otey, James Hervey (1800–1863), US-amerikanischer christlicher Lehrer und erster episkopalischer Bischof von Tennessee
- Otey, Peter J. (1840–1902), US-amerikanischer Politiker

### Otf
- Otfrid von Weißenburg († 875), althochdeutscher Mönch und DichterOtfrid von Weißenburg († 875)

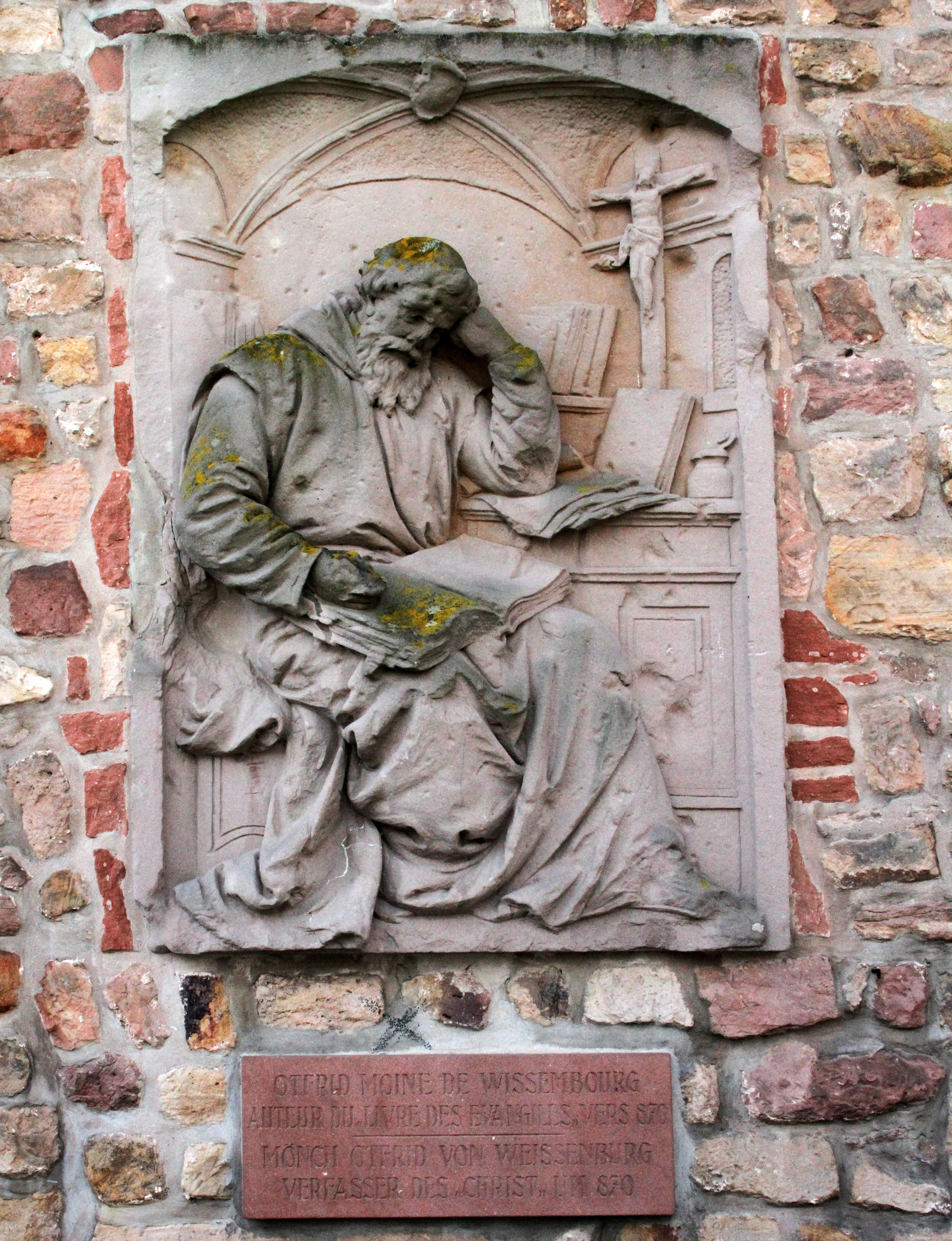
Otfrid von Weißenburg († 875)

### Otg
- Otgar, Fürstbischof von Eichstätt
- Otgar von Mainz († 847), Erzbischof von Mainz
- Otger, Heiliger; Diakon
- Otgiva von Luxemburg († 1030), durch Heirat Gräfin von Flandern
- Otgonbaatar, Lchagwasürengiin (* 1993), mongolischer Judoka
- Otgonbajar, Rawsalyn (* 1955), mongolischer Boxer
- Otgonbayar, Ershuu (* 1981), mongolischer Maler
- Otgondalai, Dordschnjambuugiin (* 1988), mongolischer Boxer
- Otgontsetseg, Dawaasüchiin (* 1990), mongolische Ringerin
- Otgontsetseg, Galbadrachyn (* 1992), kasachische Judoka
- Otgontsetseg, Tschinbatyn (* 1991), mongolische Skilangläuferin

### Oth
- Oth, Jean François (1926–2003), belgischer Chemiker und Hochschullehrer
- Othegraven, Albert von (1798–1866), preußischer Generalmajor
- Othegraven, August von (1864–1946), deutscher Komponist und Musikpädagoge
- Othegraven, Friedrich August von (1802–1878), preußischer Generalleutnant und Kommandant von Breslau
- Othegraven, Heinrich von (1821–1899), deutscher Theaterschauspieler, -regisseur und -intendant
- Othegraven, Karl Thomas von (1769–1844), preußischer Generalleutnant
- Otheguy, Santiago (* 1973), argentinisch-französischer Filmregisseur
- Othemsmeister, Freskenmaler auf Gotland
- Othenin-Girard, Dominique (* 1958), Schweizer Filmregisseur
- Othfar, Christian (1609–1660), Arzt und lutherischer Kirchenlieddichter
- Othma, Paul (1905–1969), deutscher Arbeiter, Streikführer beim Volksaufstand des 17. Juni 1953
- Othman, Abdul Hamid (1939–2011), malaysischer Politiker
- Othman, Adina binti, Beamte und erste Ministerin in Brunei
- Othman, Badaruddin (* 1942), Minister, Botschafter und Schriftsteller aus Brunei
- Othman, Dafallah al-Hajj Ali (* 1955), sudanesischer Diplomat und Interimsministerpräsident
- Othman, Jamal (* 1986), Schweizer Eiskunstläufer
- Othman, Mazlan (* 1951), malaysische Astrophysikerin, Direktorin der UNOOSA
- Othman, Mohamed al (* 1983), kuwaitischer Hürdenläufer
- Othman, Mohammed Adiq Husainie (* 1991), malaysischer Bahn- und Straßenradrennfahrer
- Othman, Mohammed Othman (* 1946), ägyptischer Politiker
- Othman, Ramatoulie, gambische Schriftstellerin
- Othmani, Saadeddine (* 1956), marokkanischer Politiker
- Othmann, Ronya (* 1993), deutsche Schriftstellerin und Journalistin
- Othmayr, Caspar (1515–1553), deutscher evangelischer Geistlicher und Komponist der Renaissance
- Othmer, Carl (1951–2019), deutscher Jurist und Bremer Staatsrat
- Othmer, Donald F. (1904–1995), US-amerikanischer Chemieingenieur
- Othmer, Hartwig (* 1963), deutscher Jurist
- Othmer, Markus (* 1965), deutscher Radio- und Fernsehmoderator
- Otho (32–69), römischer KaiserOtho (32–69)

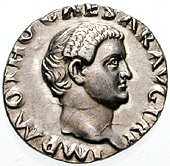
Otho (32–69)

- Otho, Georg (1634–1713), deutscher Orientalist
- Otho, Johann († 1581), flämischer Humanist, Pädagoge, Kartograph und Gelehrter
- Otho, Johanna, flämische Humanistin und Dichterin
- Otho, Valentinus († 1603), deutscher Mathematiker
- OTHON (* 1979), griechischer Komponist, Songschreiber und Pianist
- Othoneos, Alexandros (1879–1970), griechischer Politiker und Ministerpräsident
- Othoniel, Jean-Michel (* 1964), französischer Bildhauer
- Othwin († 984), Bischof von Hildesheim

### Oti
- Oti, Emmanuel (* 1996), ghanaischer Fußballspieler
- Oti, Patteson (* 1956), salomonischer Politiker
- Otiende, Sophie, Menschenrechtsaktivistin aus Kenia
- Otieno, Mercy Dorcas (* 1987), kenianische Film- und TheaterschauspielerinMercy Dorcas Otieno (* 1987)

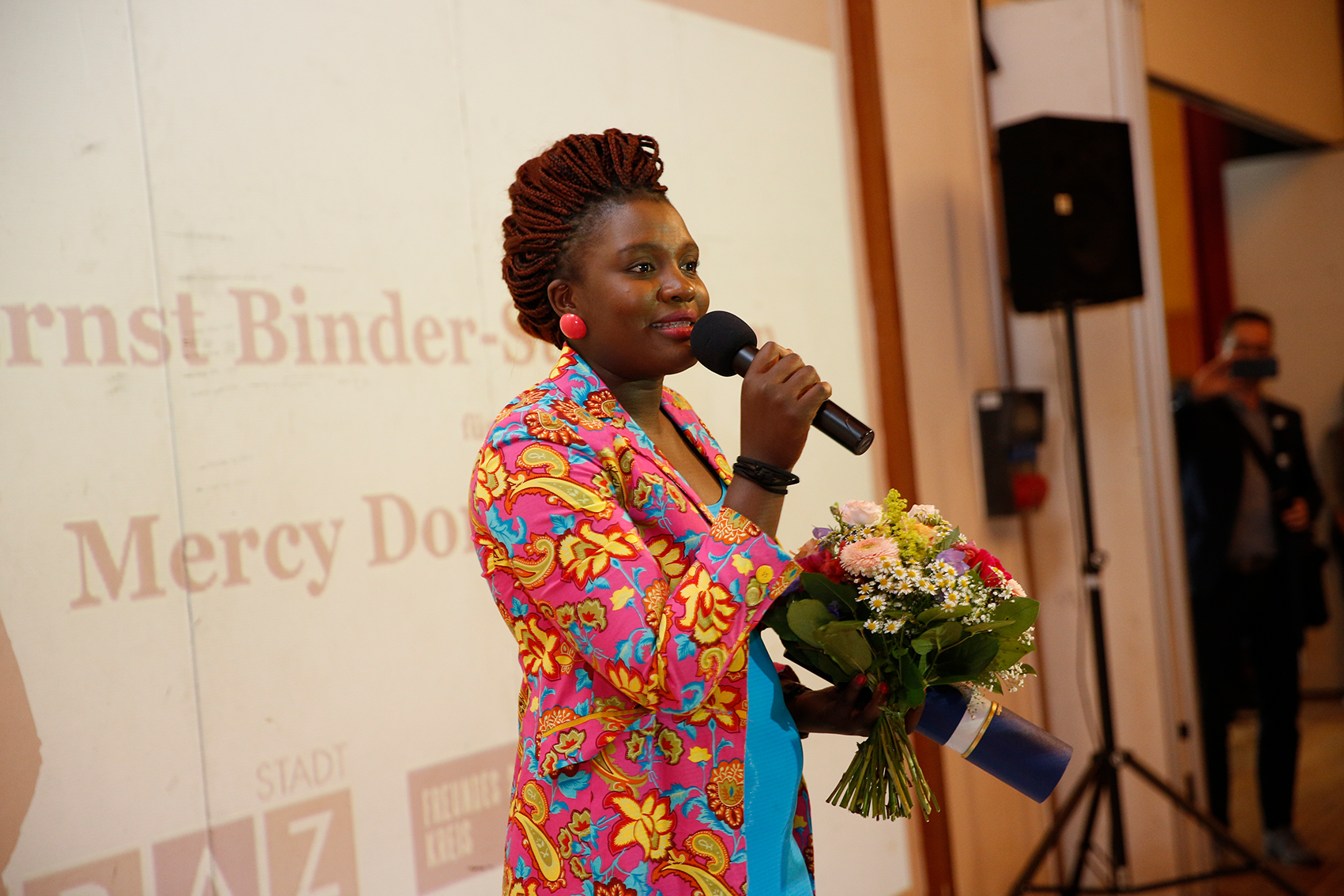
Mercy Dorcas Otieno (* 1987)

- Otigba, Kenny (* 1992), ungarischer Fußballspieler
- Otilia (* 1992), rumänische Sängerin
- Otim, Joel (1971–2021), ugandischer Leichtathlet
- Otiman, Păun (* 1942), rumänischer Agrarwissenschaftler und Universitätsrektor
- Otis (* 1991), amerikanischer Wrestler
- Otis, Brooks (1908–1977), US-amerikanischer Klassischer Philologe
- Otis, Carré (* 1968), US-amerikanisches Fotomodell, Schauspielerin
- Otis, Clyde (1924–2008), US-amerikanischer Songwriter und Musikproduzent
- Otis, Elisha Graves (1811–1861), US-amerikanischer ErfinderElisha Graves Otis (1811–1861)

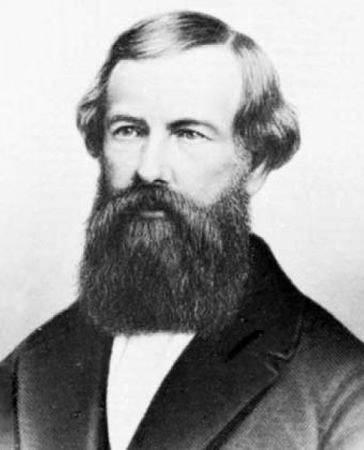
Elisha Graves Otis (1811–1861)

- Otis, Elwell Stephen (1838–1909), US-amerikanischer General und Militärgouverneur
- Otis, George (1917–2007), US-amerikanischer Evangelist
- Otis, Glenn K. (1929–2013), US-amerikanischer Offizier
- Otis, Harrison Gray (1765–1848), US-amerikanischer Politiker
- Otis, Harrison Gray (1837–1917), US-amerikanischer Verleger
- Otis, James Jr. (1725–1783), US-amerikanischer Jurist, Politiker und Unabhängigkeitskämpfer
- Otis, John (1801–1856), US-amerikanischer Politiker
- Otis, John G. (1838–1916), US-amerikanischer Politiker
- Otis, Johnny (1921–2012), US-amerikanischer Bandleader, Produzent und Talentsucher
- Otis, Laini (* 1978), deutsche Autorin von Contemporary Romance- und Young Adult-Romanen
- Otis, Laura, US-amerikanische Literaturwissenschaftlerin, Hochschullehrerin
- Otis, Norton P. (1840–1905), US-amerikanischer Politiker
- Otis, Samuel Allyne (1740–1814), US-amerikanischer Politiker
- Otis, Shuggie (* 1953), US-amerikanischer Musiker und MusikproduzentShuggie Otis (* 1953)

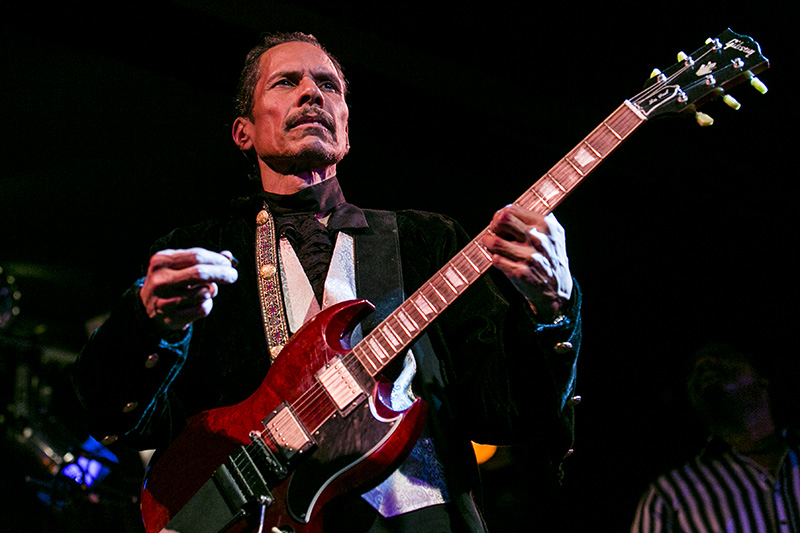
Shuggie Otis (* 1953)

### Otj
- Otjen, John P. (* 1942), US-amerikanischer Offizier, Generalleutnant der US-Army
- Otjen, Theobald (1851–1924), US-amerikanischer Politiker

### Otk
- Otkalenko, Nina Grigorjewna (1928–2015), sowjetische Leichtathletin

### Otl
- Otlet, Paul (1868–1944), belgischer Pionier der Informationsmanagements und Begründer der modernen Dokumentationswissenschaft
- Otley, Helen (1911–2003), österreichische Physikerin und Bibliothekarin
- Otloh von St. Emmeram, geistlicher Schriftsteller

### Otm
- Otmachow, Oleg (* 1966), russischer Marathonläufer
- Otmachow, Wladislaw Walerjewitsch (* 1974), russischer Eishockeyspieler und -trainer
- Otman Baba († 1478), islamischer Derwisch
- Otmar von St. Gallen († 759), Gründer und erster Abt des Klosters St. Gallen, Heiliger
- Otmar, Johann, deutscher Buchdrucker
- Otmarschtajn, Jurij (1890–1922), ukrainischer Offizier

### Otn
- Otnes, Per (* 1941), norwegischer Soziologe

### Oto
- Otoa, Sebastian (* 2004), dänischer Fußballspieler
- Otobed, Ulai (* 1941), erste Ärztin in Palau
- Otogbe, Mawupemon (* 2003), togoischer Schwimmer
- Otogo-Castane, Eric (* 1976), gabunischer Fußballschiedsrichter
- Otoguro, Eri (* 1982), japanische Schauspielerin
- Otoguro, Takuto (* 1998), japanischer Ringer
- Otoizumi, Shōma (* 1996), japanischer Fußballspieler
- Otokawa, Yūzaburō (* 1953), japanischer Schriftsteller
- Otomo Mendouga, Espérance (* 1993), kamerunische Langstreckenläuferin
- Ōtomo no Tabito (665–731), japanischer Dichter des Altertums
- Ōtomo no Yakamochi (718–785), Dichter in Japan während der Nara-Zeit
- Otomo, Katsuhiro (* 1954), japanischer Manga-Zeichner, Drehbuchautor und RegisseurKatsuhiro Otomo (* 1954)

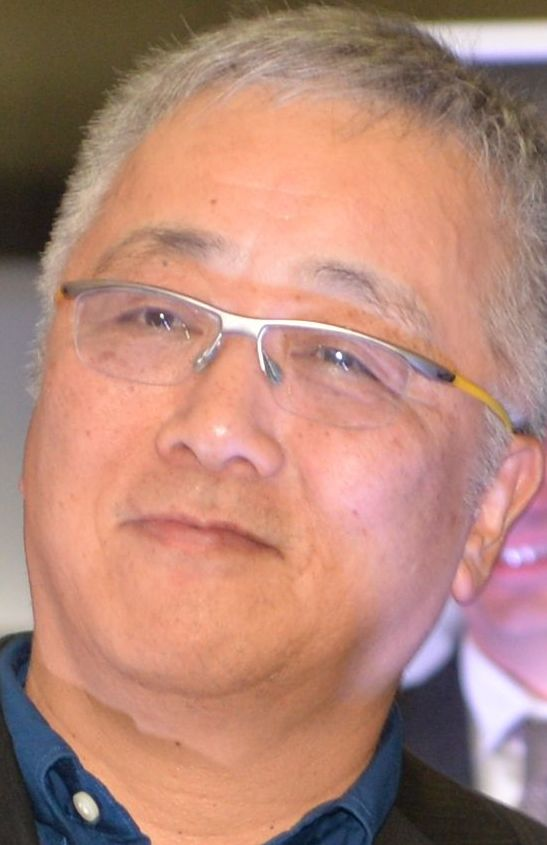
Katsuhiro Otomo (* 1954)

- Ōtomo, Ryūsuke (* 2000), japanischer Fußballspieler
- Ōtomo, Satoru (* 1957), japanischer Astronom
- Ōtomo, Satoshi (* 1981), japanisch-philippinischer Fußballspieler
- Otomo, Yoshihide (* 1959), japanischer Musiker und Komponist
- Ōtomo, Yoshio (* 1947), japanischer Jazzmusiker (Alt- und Sopransaxophon)
- Otomo-Yamamoto, Ai (* 1982), japanische Volleyballspielerin
- Otoo, Jeffrey (* 1998), ghanaischer Fußballspieler
- Otoo, Nii Ayikoi, ghanaischer Justizminister und Generalstaatsanwalt
- Otoo, Sharon Dodua (* 1972), britisch-deutsche Schriftstellerin
- O’Toole, Annette (* 1952), US-amerikanische SchauspielerinAnnette O’Toole (* 1952)

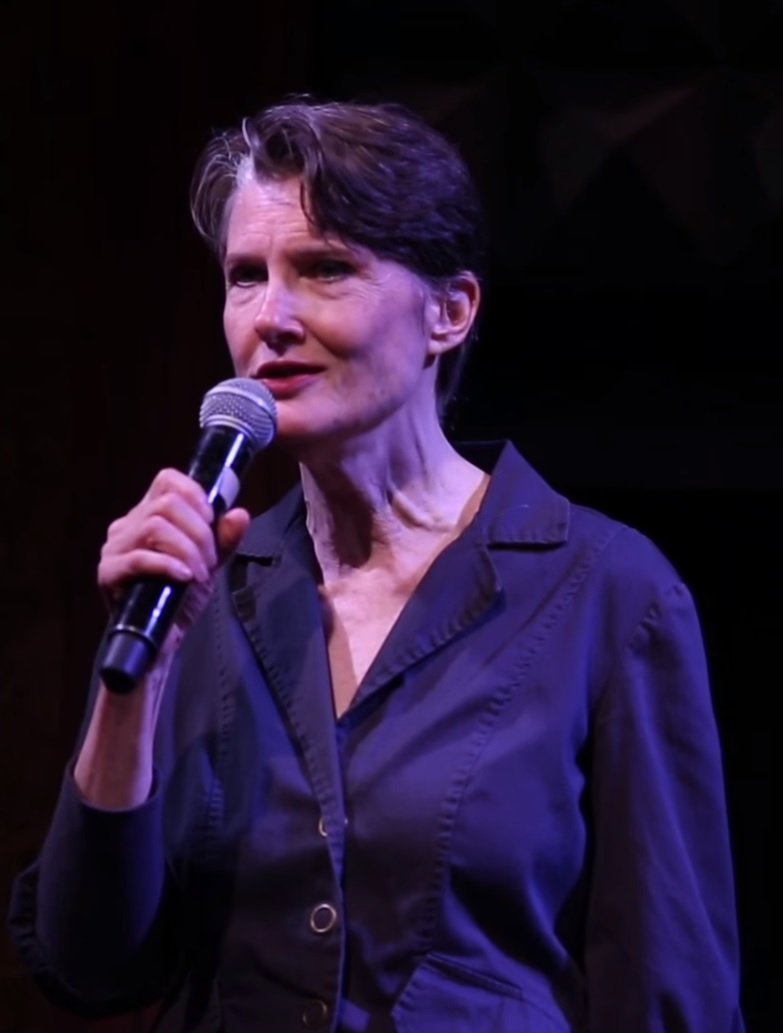
Annette O’Toole (* 1952)

- O’Toole, Ben (* 1989), australischer Schauspieler
- O’Toole, Connor (* 1997), australischer Fußballspieler
- O’Toole, Donald L. (1902–1964), US-amerikanischer Jurist und Politiker
- O’Toole, Gary (* 1968), irischer Schwimmer
- O’Toole, James († 1969), irischer Politiker (Fianna Fáil)
- O’Toole, Kate (* 1960), irische Schauspielerin
- O’Toole, Lorcan (* 1983), irischer Schauspieler
- O’Toole, Mark (* 1963), britischer Geistlicher, römisch-katholischer Erzbischof von Cardiff-Menevia
- O’Toole, Mark (* 1964), britischer Sänger und Bassist
- O’Toole, Martin (1925–2013), irischer Politiker
- O’Toole, Maureen (* 1961), US-amerikanische Wasserballspielerin
- O’Toole, Paddy (1938–2025), irischer Politiker
- O’Toole, Peter (1932–2013), irischer Schauspieler
- O’Toole, Robert F. (* 1936), US-amerikanischer Ordensgeistlicher, Jesuit, Theologe, Professor, Rektor des Päpstlichen Bibelinstituts
- Otoom, Ayman (* 1972), jordanischer Schriftsteller
- Otorbajew, Dschoomart (* 1955), kirgisischer Politiker
- Ōtori, Keisuke (1833–1911), japanischer Regierungsbeamter
- Otormín, Leandro (* 1996), uruguayischer Fußballspieler
- Ōtoshi, Katsue (1929–2014), japanischer Maler im Yōga-Stil
- Ototake, Iwazō (1875–1953), japanischer Pädagoge
- Otowa, Nobuko (1924–1994), japanische Schauspielerin

### Otr
- Otremba, Erich (1910–1984), deutscher Geograph
- Otremba, Hendrik (* 1984), deutscher Musiker, Autor und bildender KünstlerHendrik Otremba (* 1984)

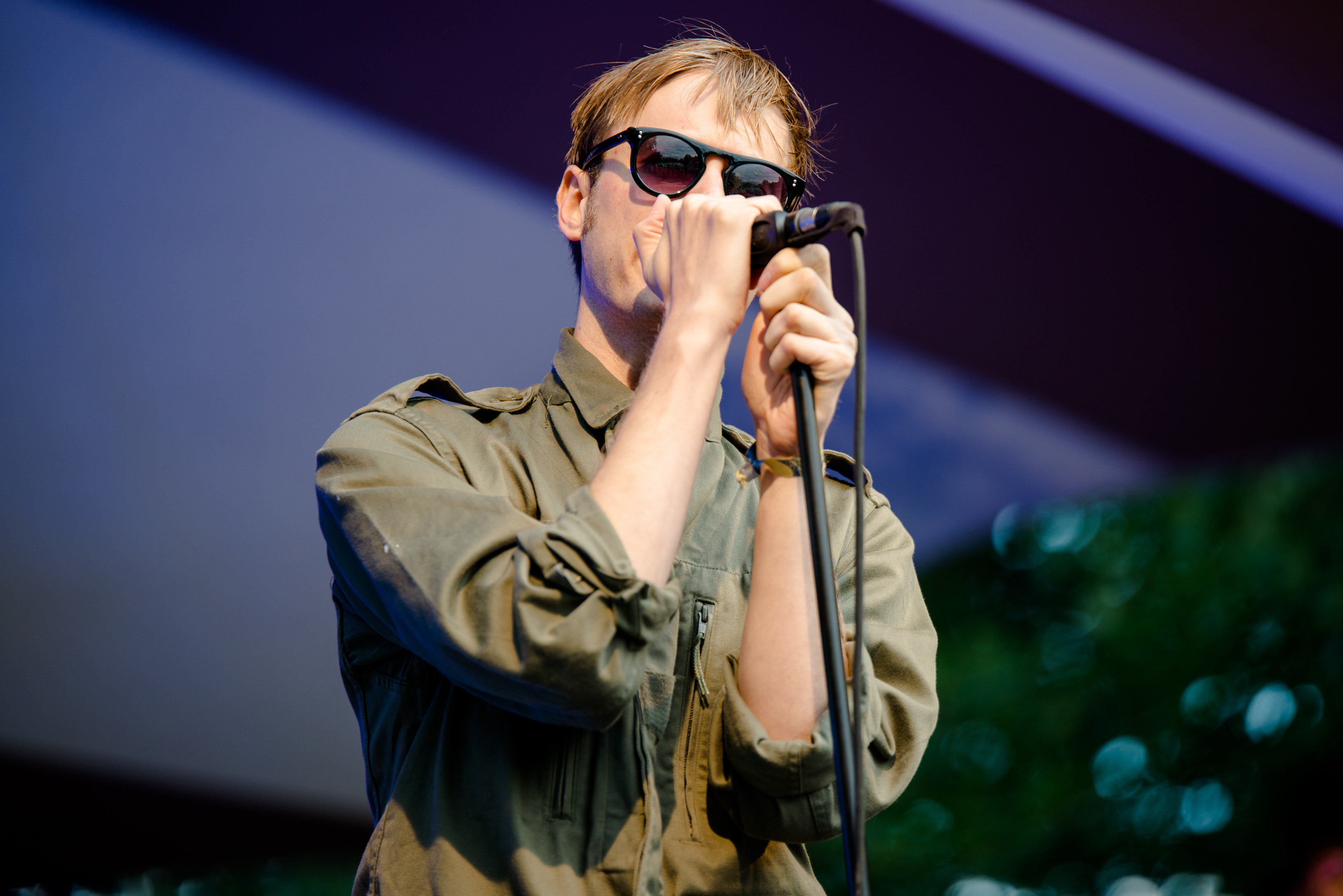
Hendrik Otremba (* 1984)

- Otremba, Walther (* 1951), deutscher Verwaltungsbeamter
- Otreras, Gastón (* 1985), argentinischer Fußballspieler
- Otrok, Thomas (* 1997), österreichischer Schauspieler
- Otruba, Gustav (1925–1994), österreichischer Wirtschaftshistoriker, Soziologe und Autor
- Otruba, Jakub (* 1998), tschechischer Radrennfahrer

### Ots
- Ots, Georg (1920–1975), sowjetisch-estnischer Opernsänger (Bariton)
- Otsa, Harri (1926–2001), estnischer Komponist
- Ötsch, Alfred (* 1953), österreichischer Manager
- Ötsch, Walter (* 1950), österreichischer Wissenschaftler
- Otscheretko, Oleh (* 2003), ukrainischer Fußballspieler
- Otschigawa, Sofja Albertowna (* 1987), russische Boxerin
- Otschirbat, Gombodschawyn (* 1929), mongolischer Politiker
- Otschirbat, Punsalmaagiin (1942–2025), mongolischer Politiker
- Otschirsüch, Daschdsewegiin (* 1977), mongolischer Skilangläufer
- Otschirsüren, Erdene-Otschiryn (* 1985), mongolische Skilangläuferin
- Otstott, Charles P. (* 1937), US-amerikanischer Offizier, Generalmajor der US-Army
- Ōtsu, Hiromi (* 1984), japanische Eisschnellläuferin
- Ōtsu, Kōsuke (* 1993), japanischer Eishockeyspieler
- Ōtsu, Yōsei (* 1995), japanischer Fußballspieler
- Ōtsu, Yūki (* 1990), japanischer Fußballspieler
- Ōtsu, Yusei (* 1995), japanischer Eishockeyspieler
- Ōtsubo, Fumio (* 1945), japanischer Manager
- Ōtsubo, Hirokazu (* 1979), japanischer Fußballspieler
- Ōtsubo, Takanobu (* 1976), japanischer Langstreckenläufer
- Otsuji, Hidehisa (* 1940), japanischer Politiker
- Otsuji, Kanako (* 1974), japanische Politikerin und LGBT-Aktivistin
- Ōtsuka, Ai (* 1982), japanische Singer-Songwriterin
- Ōtsuka, Akio (* 1959), japanischer SynchronsprecherAkio Ōtsuka (* 1959)

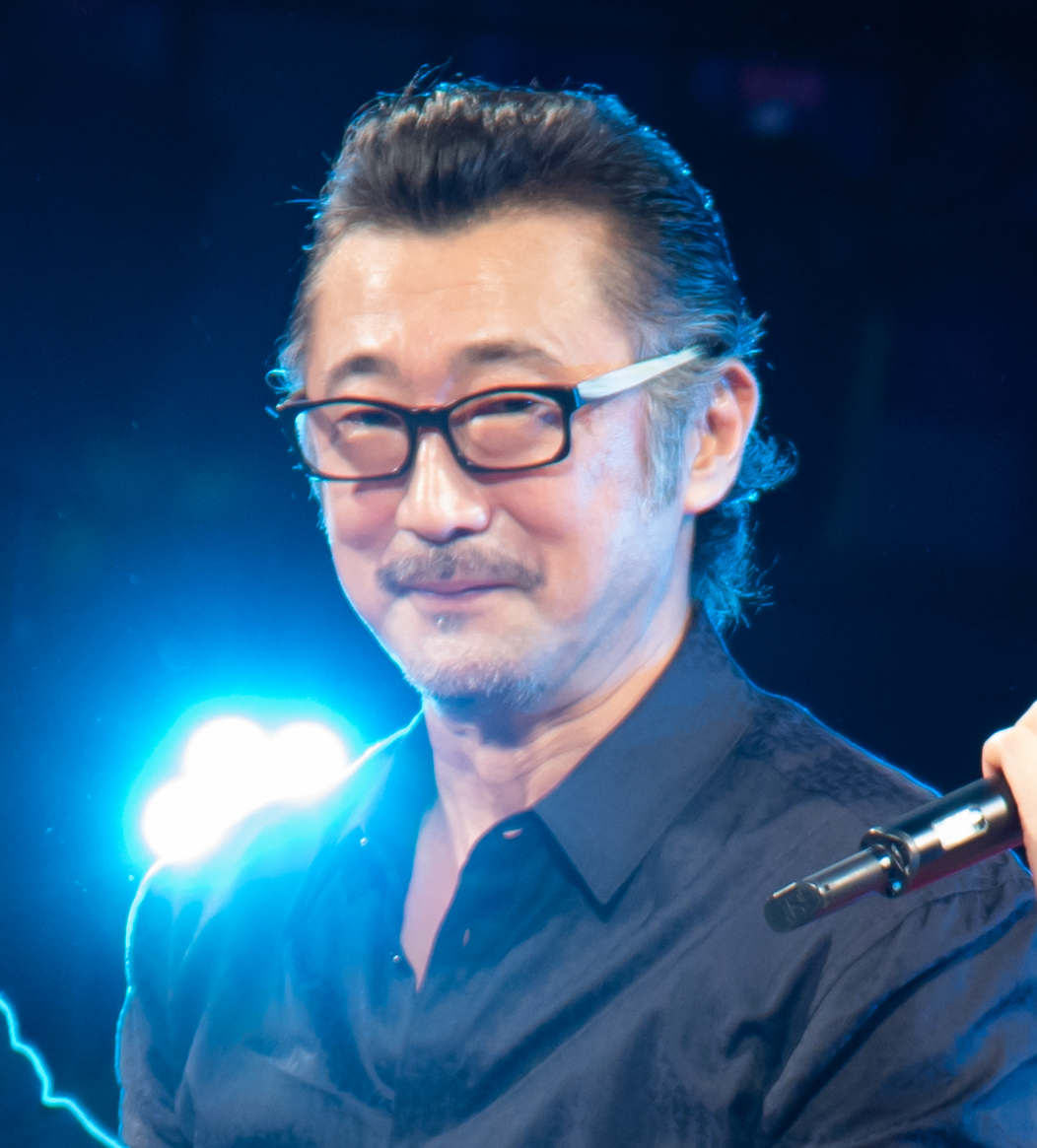
Akio Ōtsuka (* 1959)

- Ōtsuka, George (1937–2021), japanischer Jazzmusiker (Schlagzeug) und Bandleader
- Ōtsuka, Hirofumi (* 1947), japanischer Eisschnellläufer
- Ōtsuka, Hironori (1892–1982), japanischer Karateka, Begründer der Karate-Stilrichtung Wado-Ryu
- Ōtsuka, Hisao (1907–1996), japanischer Wirtschaftshistoriker
- Ōtsuka, Jirō (1934–2015), japanischer Wadō-Ryu-Karate-Großmeister
- Otsuka, Julie (* 1962), US-amerikanische Schriftstellerin
- Ōtsuka, Kazuyuki (* 1982), japanischer Fußballspieler
- Ōtsuka, Kōhei (* 1959), japanischer Politikwissenschaftler und Politiker
- Ōtsuka, Miki (1891–1945), japanischer Konteradmiral
- Ōtsuka, Paul Yoshinao (* 1954), japanischer Geistlicher und römisch-katholischer Bischof von Kyōto
- Ōtsuka, Sae (* 1995), japanische Musikerin und Seiyū
- Ōtsuka, Shinji (* 1975), japanischer Fußballspieler
- Ōtsuka, Shin’ya (* 1980), japanischer Badmintonspieler
- Ōtsuka, Shō (* 1995), japanischer Fußballspieler
- Ōtsuka, Shōhei (* 1990), japanischer Fußballspieler
- Ōtsuka, Shōta (* 1987), japanischer Fußballspieler
- Ōtsuka, Sonoe, japanische Badmintonspielerin
- Ōtsuka, Tadahiko (1940–2012), japanischer Karatemeister
- Ōtsuka, Tadashi (* 1978), japanischer Badmintonspieler
- Otsuka, Takeru (* 2001), japanischer Snowboarder
- Ōtsuki, Bumpei (1903–1992), japanischer Unternehmer
- Ōtsuki, Fumihiko (1847–1928), japanischer Lexikograph, Historiker und Linguist
- Ōtsuki, Gentaku (1757–1827), japanischer Arzt und Rangaku-Gelehrter
- Ōtsuki, Hiroshi (* 1980), japanischer Fußballspieler
- Ōtsuki, Nyoden (1845–1931), japanischer Gelehrter
- Ōtsuki, Shūhei (* 1989), japanischer Fußballspieler
- Ōtsuki, Tsuyoshi (* 1972), japanischer Fußballspieler
- Ōtsuki, Yūhei (* 1988), japanischer Fußballspieler

### Ott
- Ott von Bátorkéz, Karl (1738–1809), österreichischer Feldmarschallleutnant
- Ott von Echterdingen, Michael (1479–1532), kaiserlicher Oberster Feldzeugmeister und Rat des Heiligen Römischen Reiches
- Ott, Adolf (1849–1918), deutscher Schriftsteller und Offizier
- Ott, Adolf (1869–1926), deutscher Priester und Offizial
- Ott, Adolf (1904–1973), deutscher Massenmörder, Anführer des Sonderkommandos 7b in Weißrussland
- Ott, Alexander (1908–1978), deutscher Schriftsteller
- Ott, Alfred (1934–2020), deutscher Fußballschiedsrichter
- Ott, Alfred Eugen (1929–1994), deutscher Wirtschaftswissenschaftler
- Ott, Alice Sara (* 1988), deutsche PianistinAlice Sara Ott (* 1988)

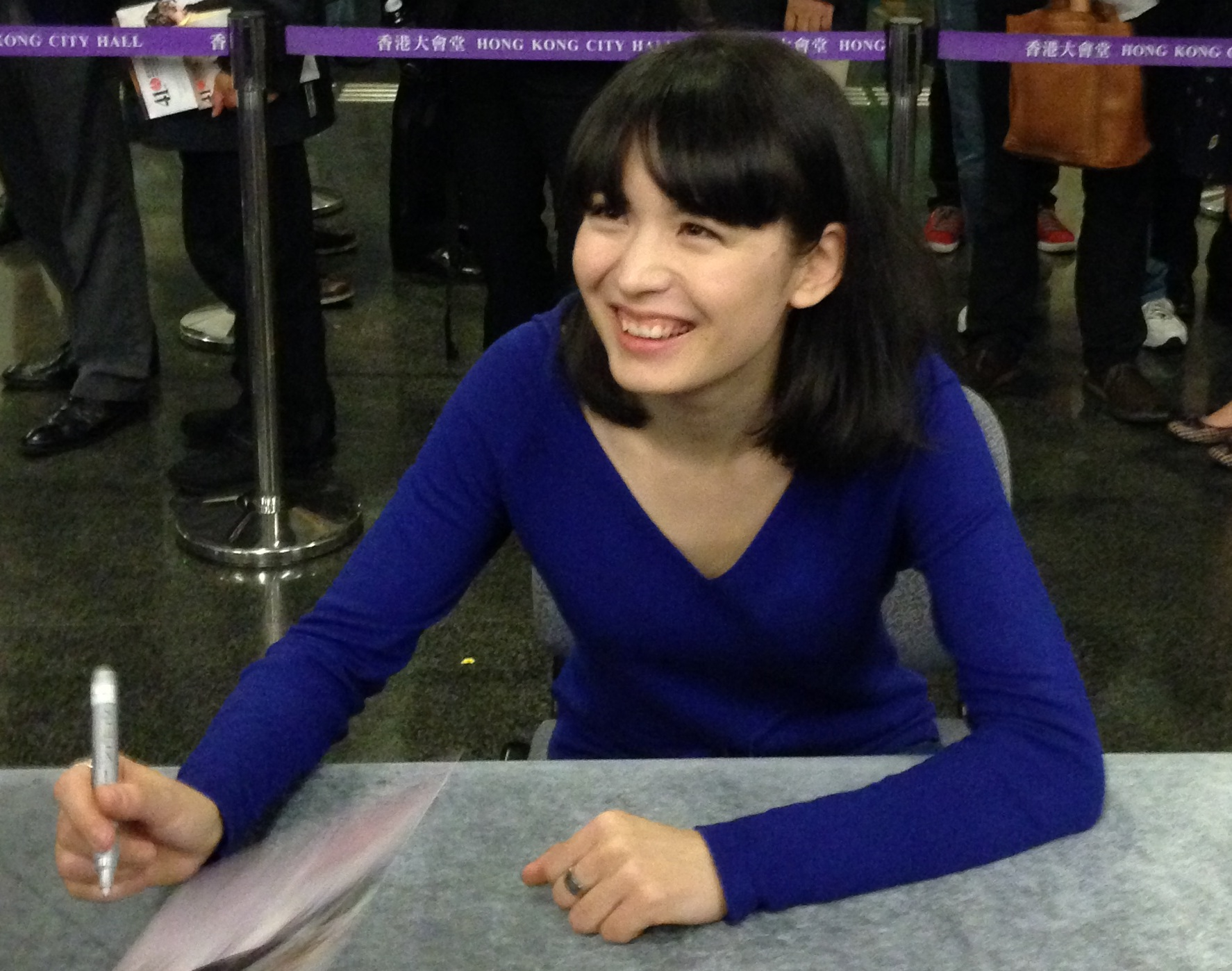
Alice Sara Ott (* 1988)

- Ott, Alois (1894–1968), sudetendeutscher Kommunalpolitiker
- Ott, Andrea (* 1949), deutsche Übersetzerin
- Ott, Andreas C. (1875–1934), Schweizer Romanist und Mediävist
- Ott, Angelika (* 1942), deutsch-österreichische Schauspielerin
- Ott, Anneli (* 1976), estnische Politikerin, Mitglied des Riigikogu
- Ott, Anton (1912–2001), deutscher Politiker (CSU), MdB
- Ott, Arnold (1840–1910), Schweizer Arzt und Dichter
- Ott, Barbara (* 1983), deutsche Filmregisseurin und Drehbuchautorin
- Ott, Bernd (* 1949), deutscher Technikpädagoge
- Ott, Bernhard (* 1952), schweizerischer, evangelischer Theologe und Missionswissenschaftler
- Ott, Carlos (* 1946), kanadischer Architekt
- Ott, Christian David (* 1977), deutscher Physiker
- Ott, Christine (* 1963), französische Musikerin und Komponistin
- Ott, Christine (* 1972), deutsch-italienische Literaturwissenschaftlerin und Hochschullehrerin
- Ott, Christoph (1612–1684), deutscher Jesuit und Autor
- Ott, Christoph (* 1959), deutscher Filmproduzent und Filmverleiher
- Ott, Claudia (* 1968), deutsche Arabistin, Autorin, Übersetzerin und Musikerin
- Ott, Claus (* 1937), deutscher Jurist
- Ott, Damian (* 2000), Schweizer Schwinger
- Ott, Daniel (* 1960), Schweizer Komponist
- Ott, David E. (1922–2004), US-amerikanischer Offizier, Generalleutnant der US-Army
- Ott, Edgar (1929–1994), deutscher Schauspieler und Synchronsprecher
- Ott, Edward (* 1941), US-amerikanischer Physiker
- Ott, Egisto (* 1962), österreichischer Verfassungsschützer
- Ott, Elfriede (1925–2019), österreichische Kammerschauspielerin, Hörspielsprecherin, Sängerin und RegisseurinElfriede Ott (1925–2019)

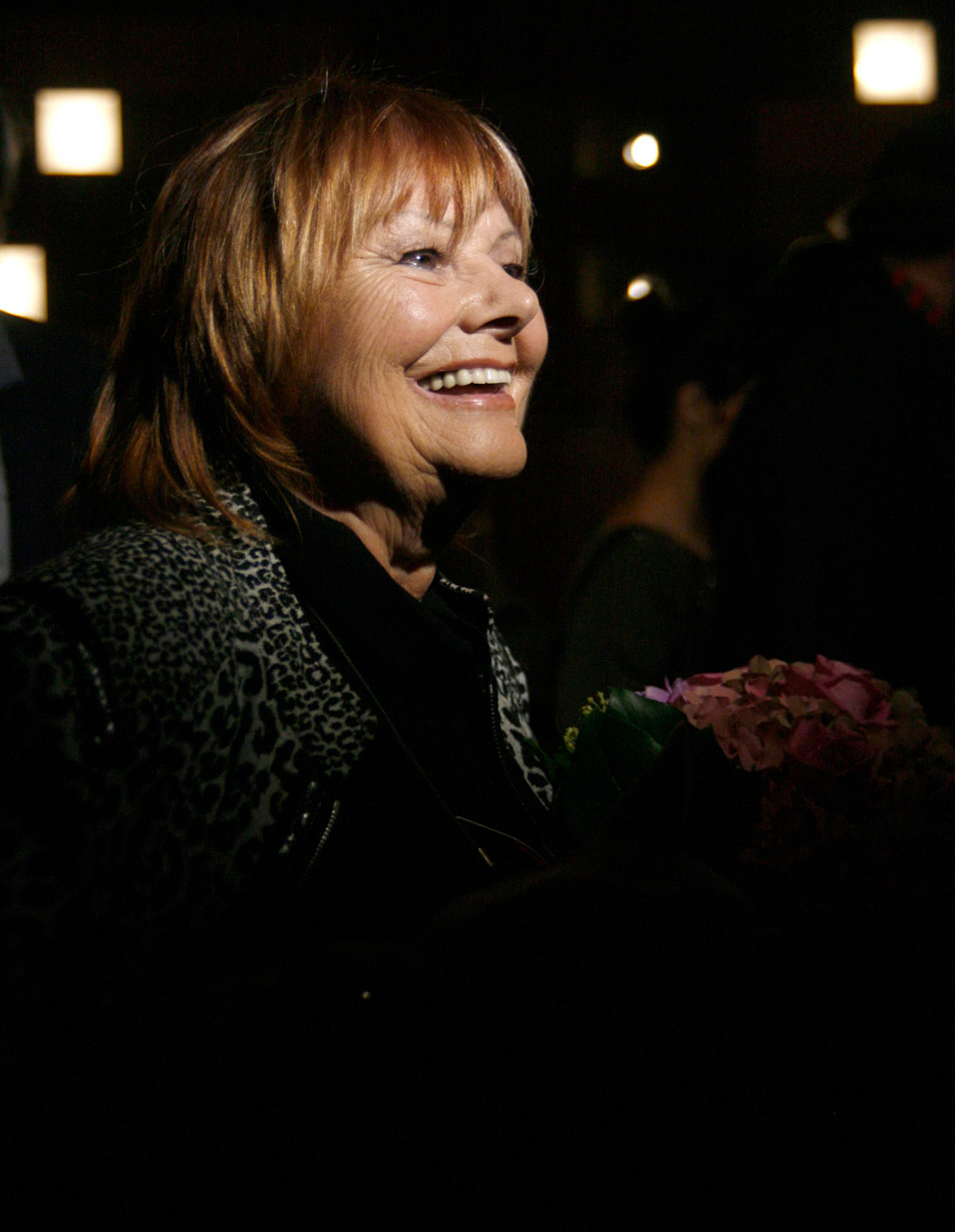
Elfriede Ott (1925–2019)

- Ott, Emma (1907–2011), Schweizer Krankenschwester
- Ott, Erhard (* 1953), deutscher Gewerkschafter
- Ott, Erich (* 1944), deutscher Bildhauer, Medailleur und Grafiker
- Ott, Erich (* 1945), deutscher Soziologe und ehemaliger Hochschullehrer
- Ott, Erwin (1886–1977), deutscher Chemiker und Hochschullehrer
- Ott, Erwin (1892–1947), mährischer Lehrer und Schriftsteller
- Ott, Eugen (1889–1977), deutscher Diplomat und Offizier
- Ott, Eugen (1890–1966), deutscher Offizier, zuletzt General der Infanterie im Zweiten Weltkrieg
- Ott, Franz (1910–1998), deutscher Politiker (DP), MdB
- Ott, Friederike (* 1983), deutsche Theater- und Filmschauspielerin
- Ott, Gabriel (1927–2014), deutscher Politikwissenschaftler
- Ott, Gautier (* 2002), französischer Fußballspieler
- Ott, Georg (1811–1885), katholischer Theologe und Schriftsteller
- Ott, George (* 2001), neuseeländischer Fußballspieler
- Ott, Gerhard (1929–2001), deutscher Chirurg und Professor
- Ott, Gottlieb (1832–1882), Schweizer Bauunternehmer und Politiker
- Ott, Hans († 1546), deutscher Buchhändler, Verleger und Herausgeber
- Ott, Hans Helge (* 1951), deutscher Hörspielregisseur, -autor und -sprecher
- Ott, Harry (1933–2005), deutscher Diplomat, Botschafter der DDR, DDR-Vertreter bei den Vereinten Nationen und stellvertretender Außenminister
- Ott, Heinrich (1893–1975), österreichischer Politiker (CSP, ÖVP), Abgeordneter zum Nationalrat, Mitglied des Bundesrates
- Ott, Heinrich (1929–2013), Schweizer evangelisch-reformierter Theologe, Pfarrer, Professor für Systematische Theologie und Politiker (SP)
- Ott, Herbert (1928–1972), deutscher LDPD-Funktionär, MdV
- Ott, Hermann (1870–1934), deutscher Politiker (Zentrum), MdR
- Ott, Hermann (1895–1977), deutscher Amtshauptmann und Oberkreisdirektor
- Ott, Hermann E. (* 1961), deutscher Umweltwissenschaftler und Politiker (Bündnis 90/Die Grünen), MdB
- Ott, Horace (* 1933), US-amerikanischer Pianist, Arrangeur, Musikproduzent, Komponist und Orchesterleiter
- Ott, Howard F. (1914–2005), US-amerikanischer Techniker, Ingenieur und Filmschaffender
- Ott, Hugo (1931–2022), deutscher Wirtschaftshistoriker, Heidegger-Biograph
- Ott, Immanuel (* 1983), deutscher Musiktheoretiker, Komponist und Hochschullehrer
- Ott, Inge (1922–2023), deutsche Autorin
- Ott, Jakob (1903–1966), deutscher Politiker (SPD) und Widerstandskämpfer
- Ott, Jochen (* 1974), deutscher Politiker (SPD), MdLJochen Ott (* 1974)

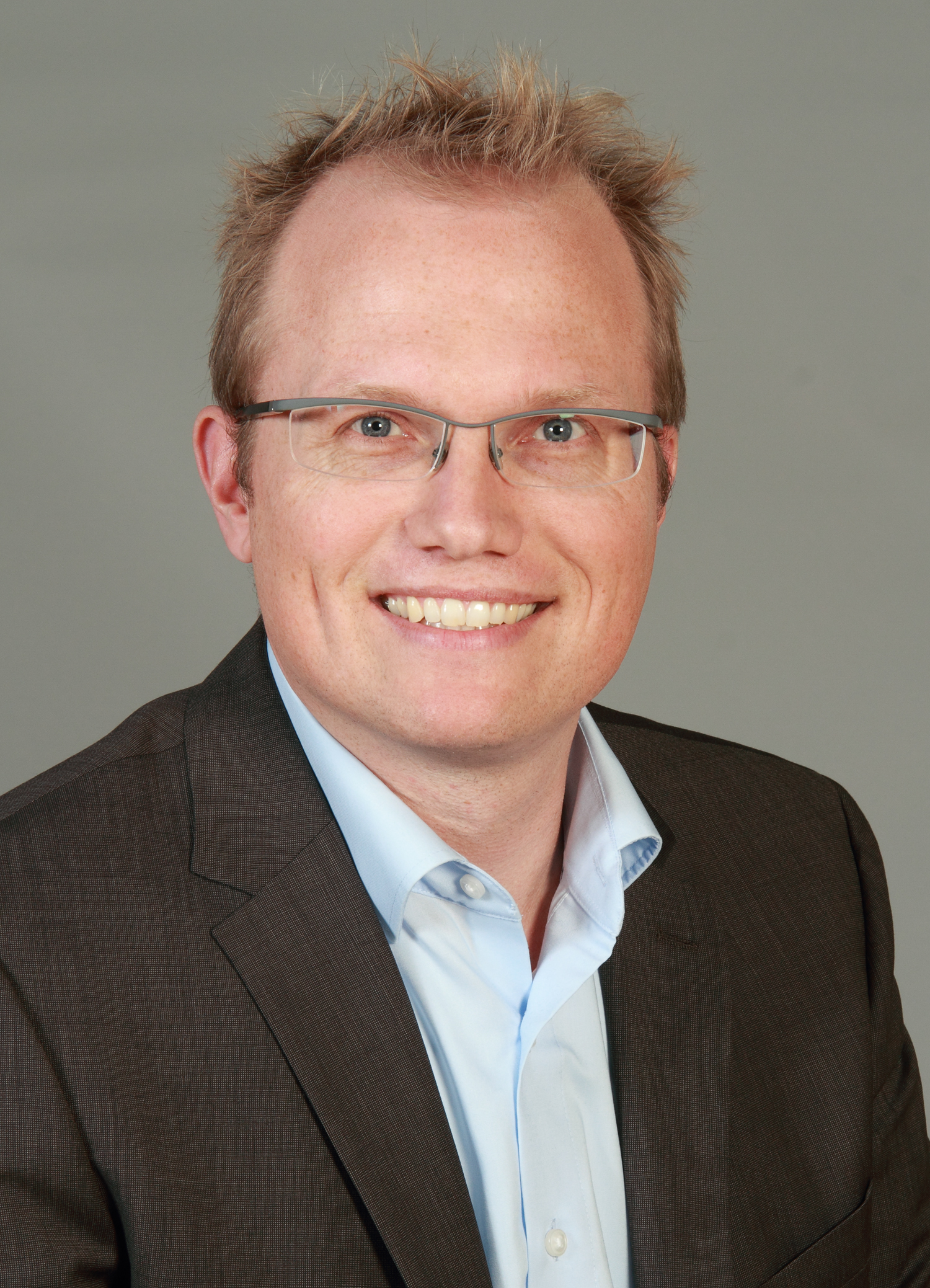
Jochen Ott (* 1974)

- Ott, Johann Christian (1818–1878), Schweizer Kaufmann, Beamter und Dichter
- Ott, Johann Heinrich (1617–1682), Schweizer evangelischer Geistlicher und Hochschullehrer
- Ott, Johann Nepomuk (1804–1870), deutscher Landschaftsmaler
- Ott, Johann Rudolf (1642–1716), Schweizer Philosoph und reformierter Theologe
- Ott, Johannes (1885–1943), deutscher römisch-katholischer Geistlicher und Märtyrer
- Ott, Johannes (1919–1995), deutscher Filmarchitekt
- Ott, Jörg (* 1942), österreichischer Meeresbiologe
- Ott, Joseph (1852–1902), deutscher Industrieller und Hüttendirektor aus dem Saarland
- Ott, Justus (1885–1958), deutscher Bühnen- und Filmschauspieler
- Ott, Karin (* 1945), schweizerische Opernsängerin (Koloratursopran)
- Ott, Karl († 1923), deutscher Verwaltungsbeamter
- Ott, Karl (1873–1952), deutscher Pädagoge und Politiker
- Ott, Karl (1891–1977), deutscher Jurist, Verwaltungsbeamter und Politiker (GB/BHE), MdL
- Ott, Karl August (1921–1991), deutscher Romanist
- Ott, Karl-Heinz (* 1957), deutscher Schriftsteller, Essayist und Übersetzer
- Ott, Kerstin (* 1982), deutsche Sängerin, Songwriterin, Gitarristin und DJKerstin Ott (* 1982)

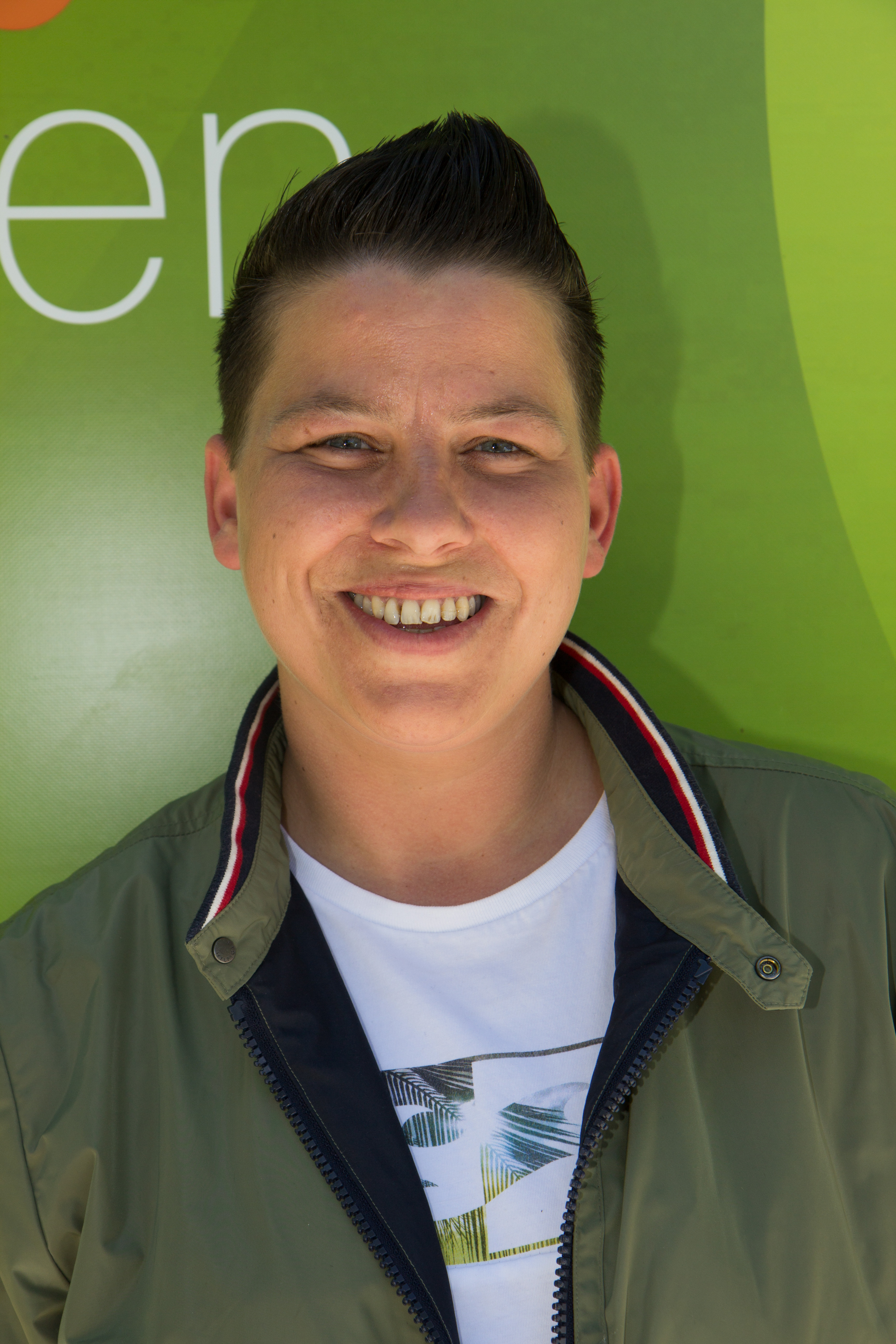
Kerstin Ott (* 1982)

- Ott, Kim (* 2006), deutsche Handballspielerin
- Ott, Klaus (* 1959), deutscher Journalist
- Ott, Klaus-Dieter (* 1952), deutscher Boxer (Feder- und Leichtgewicht)
- Ott, Konrad (* 1959), deutscher Philosoph sowie Umwelt- und Bioethiker
- Ott, Kunibert (1912–1952), deutscher römisch-katholischer Geistlicher, Benediktinermönch, Missionar und Märtyrer
- Ott, Kurt (1912–2001), Schweizer Radrennfahrer
- Ott, Laurentius Justinianus († 1805), Augustiner-Chorherr, Komponist und Chronist im Stift Weyarn
- Ott, Liesel (1900–1983), deutsche Mundartdichterin (Pfalz)
- Ott, Liis (* 1990), estnische Fußballnationalspielerin
- Ott, Ludwig (1900–1979), deutscher Förster und nationalsozialistischer Politiker
- Ott, Ludwig (1906–1985), deutscher katholischer Theologe und Mediävist
- Ott, Ludwig (1937–2015), deutscher Wasserballspieler
- Ott, Lukas (* 1966), Schweizer Politiker (Grüne) und Soziologe
- Ott, Manfred M. (1933–2016), deutscher Maler, Bildhauer, Zeichner und Designer
- Ott, Manuel (* 1992), deutsch-philippinischer Fußballspieler
- Ott, Martha (1923–2007), deutsche Unternehmerin
- Ott, Martin, deutscher Historiker
- Ott, Marvin, Bühnen- und Kostümbildner
- Ott, Max (1855–1941), Bürgermeister der Stadt Salzburg
- Ott, Meinrad (1830–1878), deutscher katholischer Geistlicher und Gymnasiallehrer
- Ott, Mel (1909–1958), US-amerikanischer Baseballspieler
- Ott, Michael (* 1964), deutscher Literaturwissenschaftler und Politiker (SPD)
- Ott, Michael (* 1982), Schweizer Marathonläufer
- Ott, Michaela (* 1955), deutsche Philosophin, Film- und Kulturwissenschaftlerin
- Ott, Mike (* 1995), philippinischer Fußballspieler
- Ott, Mirjam (* 1972), Schweizer Curlerin
- Ott, Nathan (* 1989), deutscher Jazzmusiker (Schlagzeug, Komposition)
- Ott, Nicolaus (* 1947), deutscher Grafikdesigner
- Ott, Niko (* 1945), deutscher Ruderer
- Ott, Notburga (* 1954), deutsche Sozialwissenschaftlerin und Hochschullehrerin
- Ott, Patricia (* 1960), deutsche Hockeyspielerin
- Ott, Patrick (* 1967), deutscher Politiker (CSU, FDP), MdL
- Ott, Paul (1903–1991), deutscher OrgelbauerPaul Ott (1903–1991)

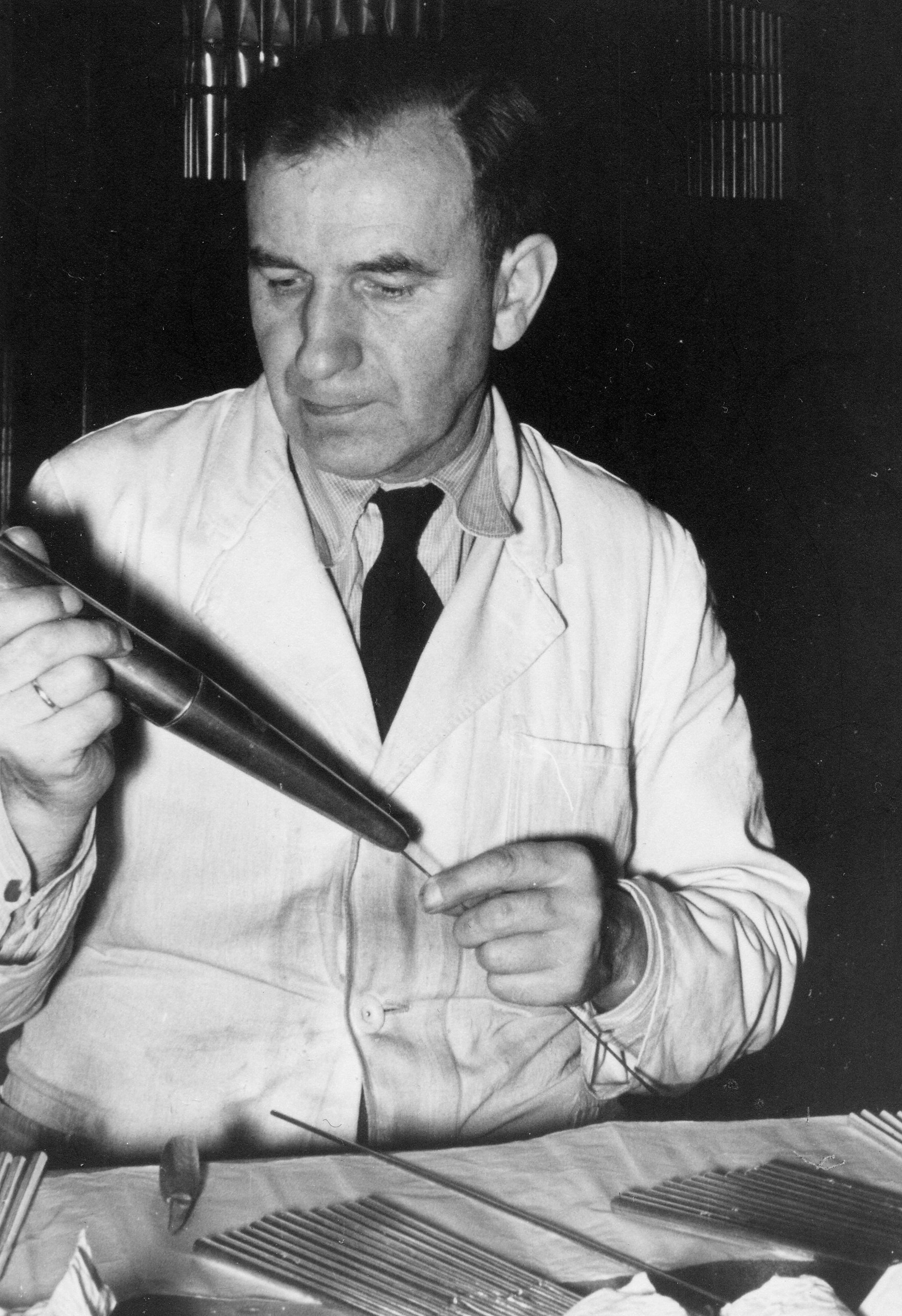
Paul Ott (1903–1991)

- Ott, Paul (* 1955), Schweizer Schriftsteller und Herausgeber
- Ott, Peter (1942–2023), Schweizer Dialektologe und Chefredaktor des Schweizerischen Idiotikons
- Ott, Peter (* 1966), deutscher Filmemacher und Filmproduzent
- Ott, Philipp (* 1985), deutscher Opernsänger (Tenor)
- Ott, Rainer K. G. (1945–1995), deutscher Journalist, Autor, Regisseur und Drehbuchautor
- Ott, Ramin (* 1986), amerikanisch-samoanischer Fußballspieler
- Ott, Raphael (* 2005), deutscher Fußballspieler
- Ott, Richard (1908–1974), deutscher Reformpädagoge, Kunstlehrer und Maler
- Ott, Richard (1928–2008), deutscher Ordenspriester und Lehrer
- Ott, Rudi (1942–2024), deutscher römisch-katholischer Theologe, Religionspädagoge und Hochschullehrer
- Ott, Rudolf (1900–1970), Schweizer Dorfmetzger in Turbenthal und Politiker
- Ott, Sabrina (* 1997), Schweizer Unihockeyspielerin
- Ott, Sascha (* 1965), deutscher Politiker (CDU)
- Ott, Selina (* 1998), österreichische Trompeterin
- Ott, Severin (* 2002), Schweizer Unihockeyspieler
- Ott, Siegfried (1943–2021), deutscher Unternehmer, Holzschnitzer und Mäzen
- Ott, Simone Rosa (* 1970), deutsche Schauspielerin
- Ott, Stanley Joseph (1927–1992), US-amerikanischer Geistlicher, römisch-katholischer Bischof von Baton Rouge
- Ott, Steve (* 1982), kanadischer Eishockeyspieler
- Ott, Théodore (1909–1991), Schweizer Hirnforscher
- Ott, Thomas (* 1945), deutscher Musikpädagoge
- Ott, Thomas (* 1966), deutscher Geograph
- Ott, Thomas (* 1966), Schweizer ComiczeichnerThomas Ott (* 1966)

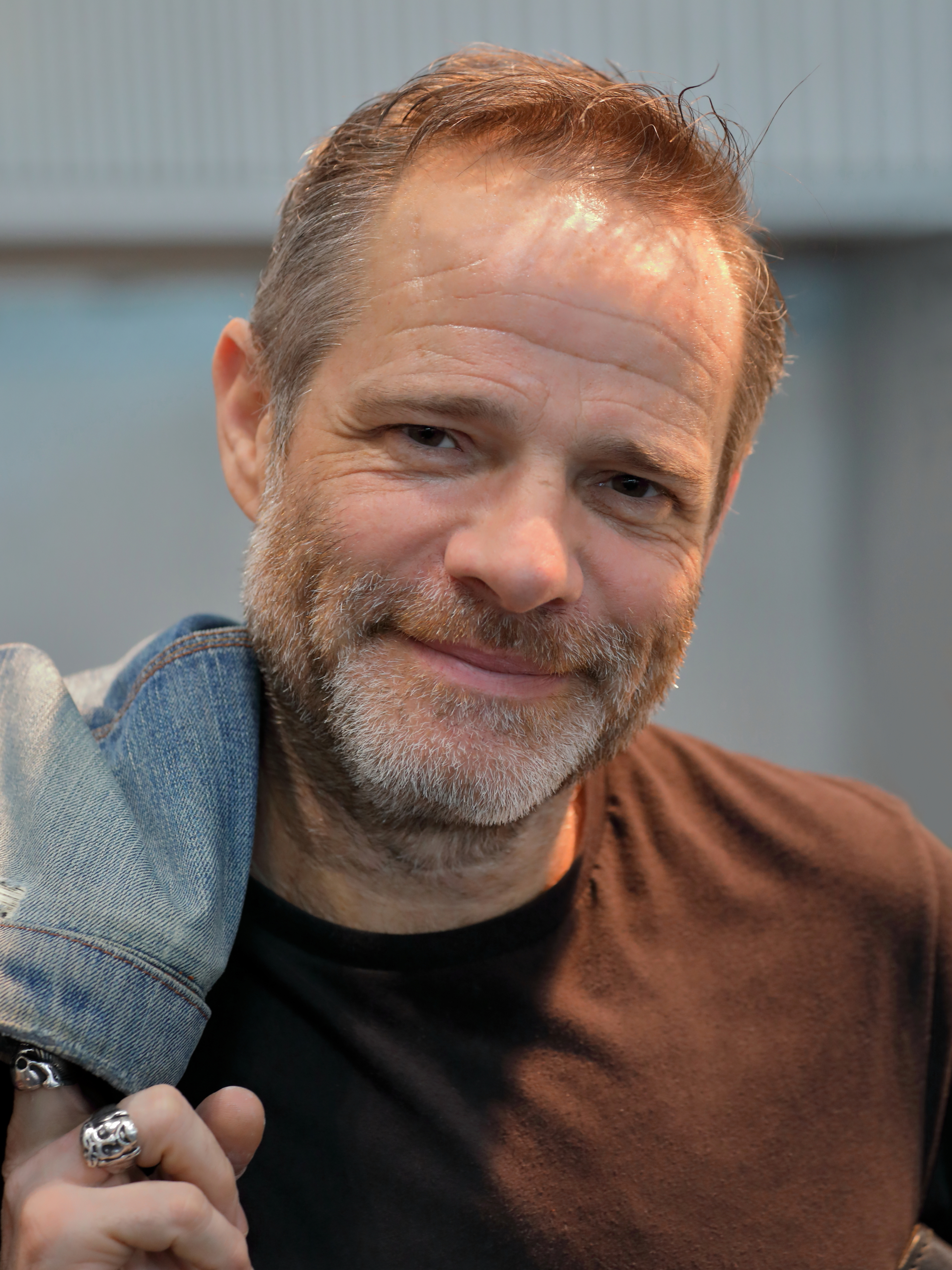
Thomas Ott (* 1966)

- Ott, Thorsten (* 1973), deutscher Fußballspieler
- Ott, Tyler (* 1992), US-amerikanischer Footballspieler
- Ott, Ulrich (* 1939), deutscher Bibliothekar
- Ott, Ulrich (* 1963), deutscher Brigadegeneral, Kommandeur Internationales Hubschrauberausbildungszentrum und General der Heeresfliegertruppe
- Ott, Ulrich (* 1965), deutscher Psychologe und Meditationsforscher
- Ott, Ursula (* 1963), deutsche Journalistin, Sachbuchautorin und Chefredakteurin
- Ott, Victor Rudolf (1914–1986), deutsch-schweizerischer Rheumatologe
- Ott, Walter (1904–1960), deutscher Politiker (FDP/DVP), MdL
- Ott, Walter (1928–2014), deutscher Heimatforscher
- Ott, Walter (1942–2022), Schweizer Rechtswissenschaftler
- Ott, Werner (* 1940), deutscher Umweltbeamter, ehemaliger Präsident der Hessischen Landesanstalt für Umwelt
- Ott, Wilhelm (1876–1947), deutscher Landrat
- Ott, Wilhelm (1886–1969), deutscher Politiker
- Ott, Wilhelm (* 1938), deutscher römisch-katholischer Theologe
- Ott, Wilhelm (* 1947), deutscher Heimatforscher
- Ott, Wolfgang (1923–2013), deutscher Autor
- Ott, Wolfgang (* 1957), österreichischer Sexualstraftäter und Mörder
- Ott, Yvonne (* 1963), deutsche Juristin, Richterin am Bundesgerichtshof und des Bundesverfassungsgerichts

#### Otta
- Ottar, norwegischer Seefahrer und Händler
- Ottar Birting († 1146), norwegischer Lehnsmann
- Óttar M. Norðfjörð (* 1980), isländischer Schriftsteller
- Óttarr Proppé (* 1968), isländischer Politiker (Björt framtíð), Musiker und Schauspieler
- Óttarr svarti, norwegischer Skalde und Getreuer Olav des Heiligen
- Ottarsdóttir, Katrin (* 1957), färöische Filmemacherin
- Ottathengil, Geevarghese Divannasios (1950–2018), indischer Geistlicher, syro-malankarischer Bischof von Puthur
- Ottaviani, Alfredo (1890–1979), italienischer Kurienkardinal der römisch-katholischen KircheAlfredo Ottaviani (1890–1979)

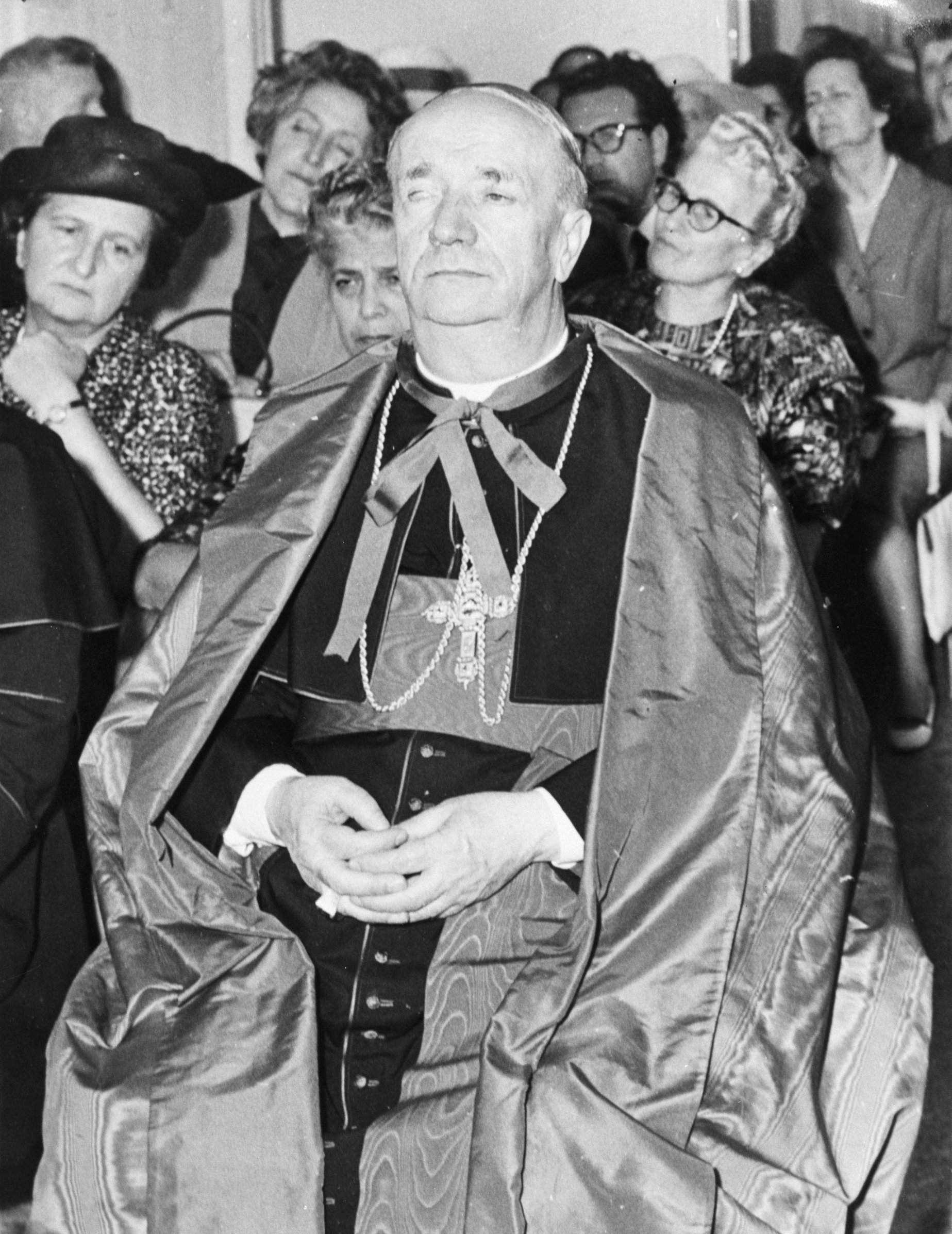
Alfredo Ottaviani (1890–1979)

- Ottaviani, Giuseppe (* 1978), italienischer DJ und Musikproduzent
- Ottaviani, Luca (* 1993), italienischer Motorradrennfahrer
- Ottaviano da Faenza, italienischer Maler des Mittelalters
- Ottaviano di Paoli († 1206), italienischer Kardinal der Römischen Kirche
- Ottaviano, Fulvio (* 1957), italienischer Drehbuchautor und Filmregisseur
- Ottaviano, Roberto (* 1957), italienischer Jazzmusiker und Komponist
- Ottaviucci, Fabrizio (* 1959), italienischer Pianist
- Ottawa, Clemens (* 1981), österreichischer Autor und Musiker
- Ottawa, Theodor (1909–1972), österreichischer Journalist und Schriftsteller
- Ottaway, Cuthbert (1850–1878), englischer Fußballspieler

#### Ottb
- Ottbert, Otto (1852–1933), deutscher Theaterschauspieler und -regisseur

#### Otte
- Otte, Bernhard (1883–1933), deutscher Gewerkschaftsführer und Politiker (Zentrum), MdL
- Otte, Carlo (1908–1980), deutscher Wirtschaftsfunktionär und NSDAP-Gauwirtschaftsberater
- Otte, Carsten (* 1972), deutscher Literaturkritiker, Schriftsteller und Radiomoderator
- Otte, Christian (1674–1747), Großkaufmann
- Otte, Christian (* 1971), deutscher Politiker (Zentrum) und Wirtschaftsjurist
- Otte, Friedrich Wilhelm (1715–1766), Eckernförder Großkaufmann, Reeder, Unternehmer, Politiker und Diplomat
- Otte, Friedrich Wilhelm (1795–1861), deutscher Maler
- Otte, Friedrich Wilhelm der Jüngere (1763–1850), deutsch-dänischer Beamter und Schriftsteller
- Otte, Gerhard (* 1935), deutscher Jurist und Hochschullehrer
- Otte, Hans (1926–2007), deutscher Musiker
- Otte, Hans (* 1950), deutscher Theologe, Autor und Herausgeber, Direktor des Landeskirchlichen Archivs Hannover
- Otte, Hans-Heinrich (1926–2020), deutscher Volkswirt und Wirtschaftsprüfer
- Otte, Heinrich (1808–1890), deutscher evangelischer Geistlicher und „Kunstarchäologe“
- Otte, Heinrich (1891–1975), deutscher Politiker (CDU), MdL
- Otte, Henning (* 1968), deutscher Politiker (CDU)Henning Otte (* 1968)

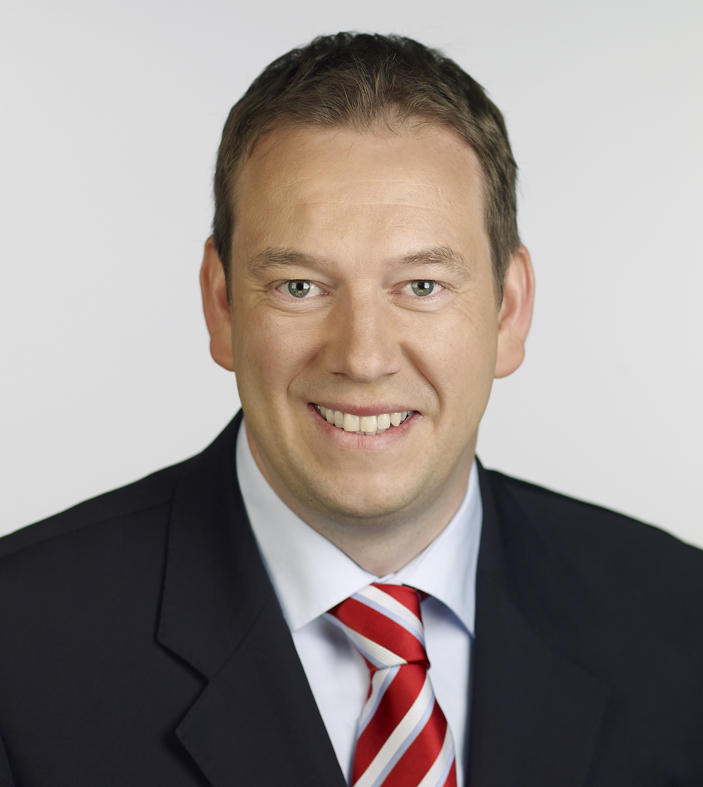
Henning Otte (* 1968)

- Otte, Hermann (1842–1924), Bankdirektor und Mitglied der Bürgerschaft
- Otte, Ilka (* 1942), deutsche Holzgestalterin
- Otte, Johann Nikolaus (1714–1780), deutscher Gutsbesitzer, Fayencemanufakturist und Verwaltungsbeamter
- Otte, Josef (1931–2012), deutscher Bergmann und Kommunalpolitiker
- Otte, Karoline (* 1996), deutsche Politikerin (Grüne) und Mitglied des Bundestags
- Otte, Karsten (* 1959), deutscher Jurist, Hochschullehrer und Direktor bei der Bundesnetzagentur
- Otte, Katharina (* 1987), deutsche Hockeyspielerin
- Otte, Klaus (1935–2020), deutscher evangelischer Theologe
- Otte, Klaus (* 1942), deutscher Fußballspieler
- Otte, Kurt (1902–1983), deutscher Apotheker und Kunstsammler
- Otte, Lisa Maria (* 1982), deutsche Politikerin (Bündnis 90/Die Grünen), MdHB
- Otte, Lois (* 1986), belgische Fußballschiedsrichterin
- Otte, Lutz (* 1959), deutscher Softwareentwickler und Buchautor
- Otte, Manfred (1941–1989), deutscher Violinist und Dirigent
- Otte, Marcel (* 1948), belgischer Prähistoriker und Professor für Vorgeschichte
- Otte, Max (* 1964), deutsch-amerikanischer Volkswirt und SachbuchautorMax Otte (* 1964)

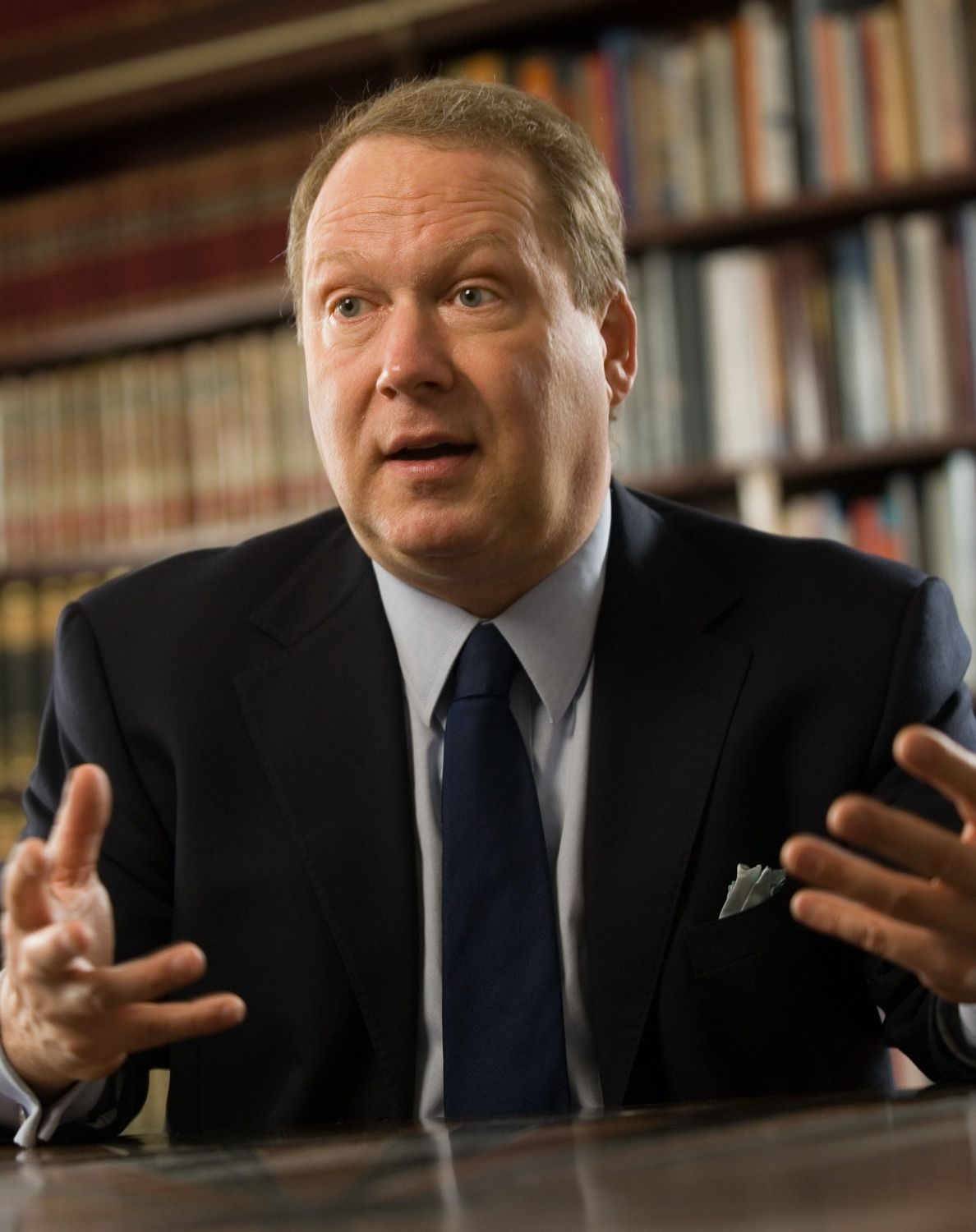
Max Otte (* 1964)

- Otte, Michael (* 1938), deutscher Mathematiker
- Otte, Oscar (* 1993), deutscher Tennisspieler
- Otte, Rini (1917–1991), niederländische Schauspielerin, Zeichnerin, Illustratorin und Bildhauerin
- Otte, Stefanie (* 1967), deutsche Richterin, Verwaltungsjuristin und Ministerialbeamtin
- Otte, Tarren (* 1984), australische Synchronschwimmerin
- Otte, Thomas G. (* 1967), britischer Historiker
- Otte, Waldemar (1879–1940), deutscher Theologe und Politiker (Zentrum), MdR, MdL
- Otte, Walter (1936–1976), Todesopfer an der innerdeutschen Grenze
- Otte-Kinast, Barbara (* 1964), deutsche Landwirtin und Politikerin (CDU)
- Otteh, Emmanuel (1927–2012), nigerianischer Geistlicher, römisch-katholischer Bischof von Issele-Uku
- Otten, Alwin (* 1963), deutscher Ruderer
- Otten, Bennata (1882–1955), Bibliothekarin
- Otten, Casper, deutscher Seemann
- Otten, Dieter (* 1943), deutscher Soziologe
- Otten, Dirk (* 1968), deutscher Fußballspieler
- Otten, Else (1873–1931), niederländische literarische Übersetzerin
- Otten, Ernst-Wilhelm (1934–2019), deutscher Physiker
- Otten, Georg Dietrich (1806–1890), deutscher Komponist und Dirigent
- Otten, Gerold (* 1955), deutscher Politiker (AfD), MdBGerold Otten (* 1955)

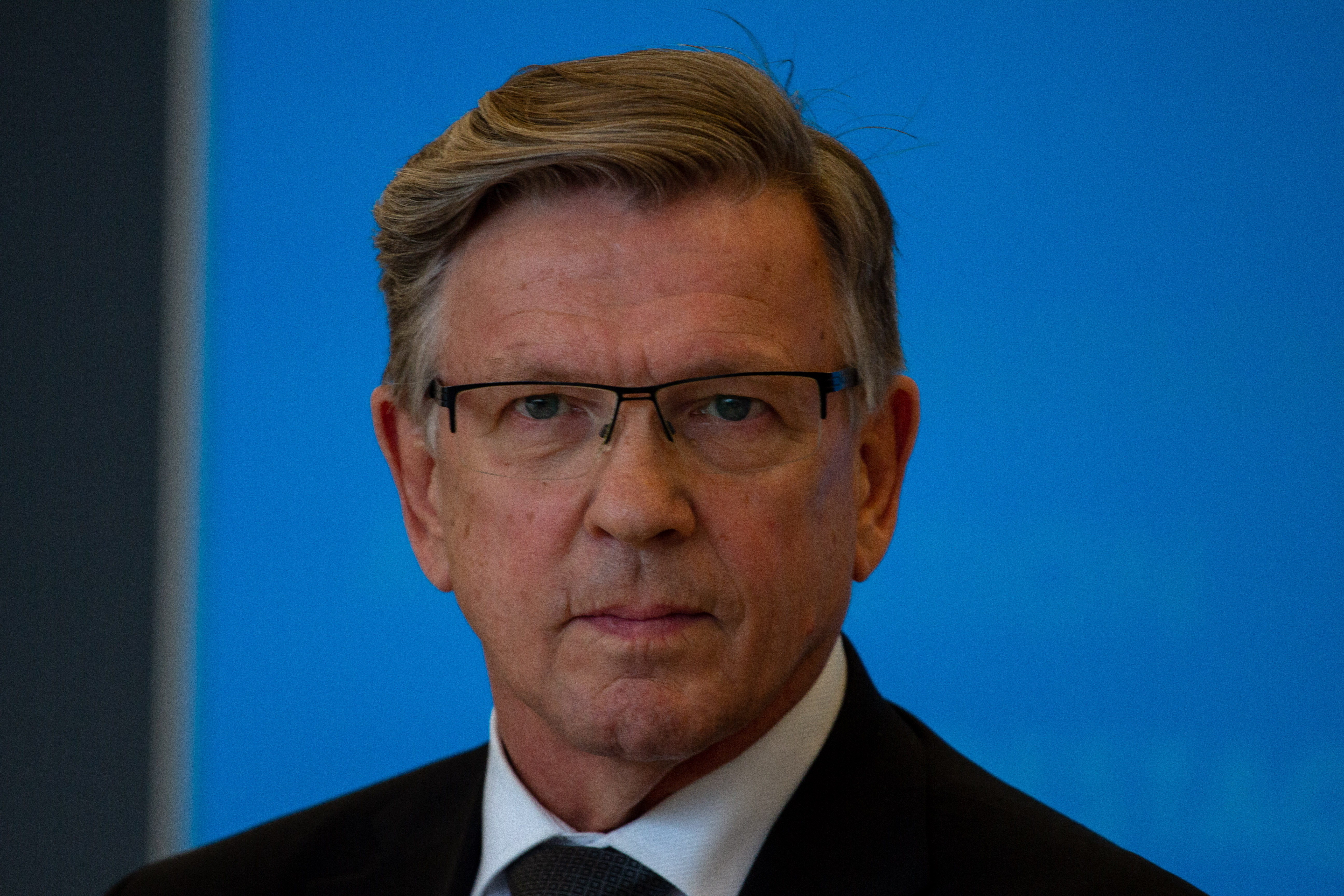
Gerold Otten (* 1955)

- Otten, Giseltraud (* 1943), deutsche Juristin
- Otten, Hans (1905–1942), deutscher Musiker und Komponist
- Otten, Hans (1923–1971), deutscher Journalist
- Otten, Heinrich (1913–2012), deutscher Hethitologe
- Otten, Heinz (* 1919), deutscher Fußballspieler
- Otten, Heinz (* 1953), deutscher Fußballspieler und -trainer
- Otten, Jacqueline (* 1959), niederländische Designerin, Trendforscherin und Professorin
- Otten, Jonny (* 1961), deutscher Fußballspieler
- Otten, Karl (1889–1963), deutscher Pazifist und Schriftsteller
- Otten, Kurt (1926–2016), deutscher Anglist
- Otten, Louis (1883–1946), niederländischer Fußballspieler und Mediziner
- Otten, Marc (* 1967), deutscher Eishockeyspieler
- Otten, Matthew (* 1981), US-amerikanisch-niederländischer Basketballspieler und -trainer
- Otten, Max (1877–1962), deutscher Arzt, Pionier der Arbeitsmedizin
- Otten, Sven (* 1988), deutscher Tänzer, Webvideoproduzent und IT-Techniker
- Otten, Thomas (* 1966), deutscher Archäologe und Denkmalpfleger
- Otten, Ute (1935–2024), deutsche Ärztin und Frauen- und Gesundheitsaktivistin
- Otten, Veronika (1941–2012), deutsche Dokumentarfilmerin und Filmredakteurin in Ost-Berlin
- Otten-Dünnweber, Dörte (* 1963), deutsche Physikerin und Richterin
- Ottenbacher, Otto (1888–1975), deutscher Generalleutnant im Zweiten Weltkrieg
- Ottenbacher, Sonja (* 1960), österreichische Politikerin (ÖVP), Landtagsabgeordnete in Salzburg
- Ottenberg, Hans-Günter (* 1947), deutscher Musikwissenschaftler und Hochschullehrer
- Ottenberg, Reuben (1882–1959), amerikanischer Hämatologe
- Ottenbrite, Anne (* 1966), kanadische Schwimmerin
- Ottenbros, Harm (1943–2022), niederländischer Radrennfahrer
- Ottenbruch, Peter (1957–2021), deutscher Maschinenbauingenieur und Manager
- Ottendorfer, Anna (1815–1884), deutsch-amerikanische Verlegerin und Philanthropin
- Ottendorfer, Günther (* 1968), österreichischer Manager der CTO Telekom Austria Group
- Ottendorfer, Valentin Oswald (1826–1900), US-amerikanischer Journalist und Mäzen
- Ottenfeld, Rudolf Otto von (1856–1913), deutscher Schlachten- und Orientmaler
- Ottenheimer, Albert (1886–1985), deutscher Kaufmann, Unternehmer, Kunstsammler und Mäzen
- Ottenheimer, Hilde (1896–1942), deutsche Soziologin
- Ottenheimer, Paul (1873–1951), deutscher Kapellmeister, Komponist und Überlebender des Holocaust
- Otteni, Stefan (* 1966), deutscher Theaterregisseur und -schauspieler
- Ottenjann, Heinrich (1886–1961), deutscher Gymnasiallehrer und Gründer des Museumsdorf Cloppenburg
- Ottenjann, Helmut (1931–2010), deutscher Volkskundler und Prähistorischer Archäologe
- Ottens, Berthold (* 1942), deutscher Mineraliensammler, Händler und Mineraloge
- Ottens, Carl (1868–1937), deutscher Manager der Textilindustrie
- Ottens, Hans-Heinrich (1924–2001), deutscher Politiker (CDU), MdL
- Ottens, Hermann (1825–1895), deutscher Landwirt und Parlamentarier
- Ottens, Klaus (* 1966), deutscher Fußballspieler
- Ottens, Lena (* 1997), deutsche Volleyball- und Beachvolleyballspielerin
- Ottens, Lou (1926–2021), niederländischer Ingenieur und Erfinder
- Ottensamer, Andreas (* 1989), österreichischer Musiker
- Ottensamer, Daniel (* 1986), österreichischer Klarinettist
- Ottensamer, Ernst (1955–2017), österreichischer Klarinettist
- Ottenschläger, Andreas (* 1975), österreichischer Politiker (ÖVP), Abgeordneter zum Nationalrat
- Ottenstein, Berta (1891–1956), deutsche Dermatologin
- Ottenthal, Elmar (* 1951), österreichischer Regisseur und Theaterintendant
- Ottenthal, Emil von (1855–1931), österreichischer Historiker
- Ottenthal, Franz von (1818–1899), österreichischer Arzt und Tiroler Landtagsabgeordneter
- Ottenwalder, José A. (* 1949), dominikanischer Zoologe und Naturschützer
- Ottenwalter, Emil (1902–1956), österreichischer Schauspieler
- Ottenweller, Albert Henry (1916–2012), US-amerikanischer Geistlicher, römisch-katholischer Bischof von Steubenville
- Otter, Anne Sofie von (* 1955), schwedische Opernsängerin (Mezzosopran)Anne Sofie von Otter (* 1955)

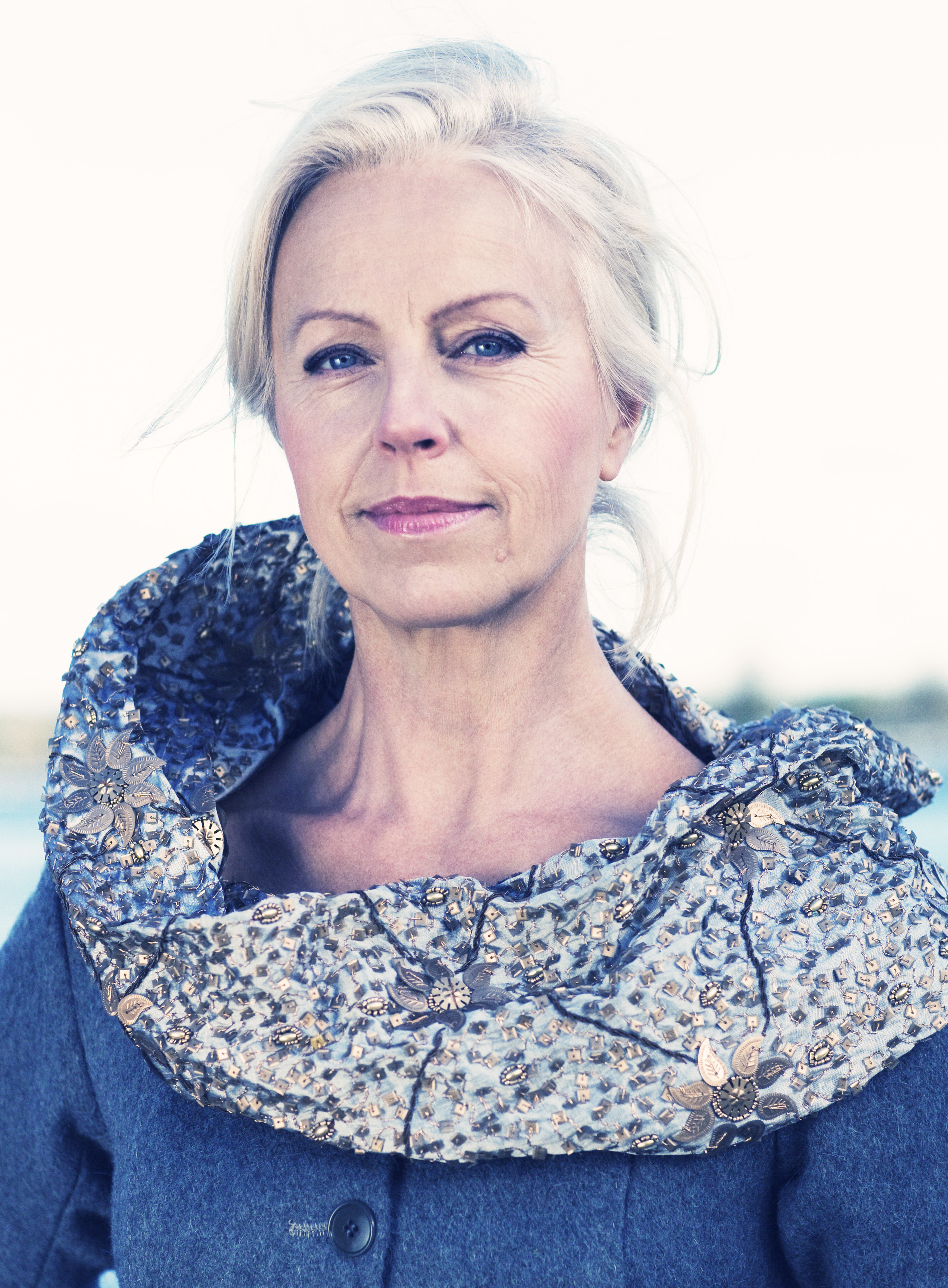
Anne Sofie von Otter (* 1955)

- Otter, Butch (* 1942), US-amerikanischer Politiker
- Otter, Casten von (* 1941), schwedischer Sozialwissenschaftler
- Otter, Christian (1598–1660), preußischer Mathematiker, Reisender und Festungsbaumeister
- Otter, David (* 1991), österreichischer Fußballspieler
- Otter, Fredrik von (1833–1910), schwedischer Admiral und Politiker, Mitglied des Riksdag und Ministerpräsident
- Otter, Göran von (1907–1988), schwedischer Diplomat
- Otter, Jakob (1485–1547), reformierter Theologe und Reformator Esslingens
- Otter, Jiří (1919–2018), tschechischer evangelischer Kirchenrat
- Otter, Johan (1707–1749), schwedisch-französischer Orientalist und Forschungsreisender
- Otter, Karl (1883–1945), deutscher Gewerkschafter und Politiker (USPD, SPD), MdL
- Otter, Lothar (1931–2016), deutscher SPD-Funktionär und Verfolgter in der DDR
- Otter, Ned, US-amerikanischer Jazzmusiker
- Otter, Thomas (* 1971), österreichischer Betriebswirtschaftler
- Otter-Knoll, Elisabeth (1818–1900), niederländische Stifterin
- Otterbach, Andreas (* 1965), deutscher Betriebswirt und Hochschullehrer
- Otterbach, Axel F. (* 1948), deutscher Bildhauer
- Otterbach, Carolin (* 1963), deutsche Regisseurin
- Otterbach, Christine (* 1973), deutsche Rollstuhltennisspielerin
- Otterbach, Ernst (* 1920), deutscher Fußballspieler
- Otterbach, Otto, deutscher Fußballspieler
- Otterbeck, Martin (* 1965), norwegischer Kameramann
- Otterbein, Philipp Wilhelm (1726–1813), deutsch-amerikanischer reformierter Prediger und Mitbegründer der Kirche der Vereinigten Brüder in Christo
- Otterbu, Kirsten Melkevik (* 1970), norwegische Leichtathletin
- Otterdahl, Payton (* 1996), US-amerikanischer Kugelstoßer
- Otterling, Andreas (* 1986), schwedischer Weitspringer
- Otterloo, Rogier van (1941–1988), niederländischer Jazzmusiker
- Otterloo, Rutger van (* 1959), niederländischer Saxophonist (Jazz, Improvisationsmusik)
- Otterloo, Willem van (1907–1978), niederländischer Dirigent, Cellist und Komponist
- Ottermann, Annelen (* 1954), deutsche Bibliothekarin und Buchwissenschaftlerin
- Ottermann, Nicolas (* 1986), deutscher Poolbillardspieler
- Otterness, Tom (* 1952), US-amerikanischer Bildhauer
- Otterpohl, Bernhard (1881–1963), französisch-deutscher Kunstmaler und Restaurator
- Otterpohl, Günter (1932–2005), deutscher Politiker (CDU), MdL
- Otterpohl, Ralf (* 1958), deutscher Ingenieur, Siedlungswasserwirtschaftler
- Otters, Friedhelm (1948–2022), deutscher Fußballspieler
- Ottersbach, Herbert (1930–2016), deutscher Beamter
- Ottersbach, Heribert C. (* 1960), deutscher Maler
- Ottersbach, Karl-Heinz (* 1912), deutscher Staatsanwalt am Sondergericht
- Ottersen, Ole Petter (* 1955), norwegischer Neurowissenschaftler, Rektor der Universität Oslo
- Otterson, Antje (* 1979), deutsche Schauspielerin, Hamburger Film- und Theaterschauspielerin
- Otterson, Heinz (1928–1979), deutscher Maler, Zeichner, Bildhauer und Filmemacher
- Otterson, Jack (1905–1991), US-amerikanischer Artdirector
- Otterspeer, Hein (* 1988), niederländischer Eisschnellläufer
- Otterstedt, Annette (1951–2020), deutsche Musikwissenschaftlerin und Gambistin
- Otterstedt, Eberhard von (1881–1968), deutscher Landschaftsmaler, Porträtist, Zeichner und Kinderbuchillustrator
- Otterstedt, Joachim Friedrich von (1769–1850), preußischer Diplomat
- Otterstrom, Thorvald (1868–1942), US-amerikanischer Komponist
- Ottervik, Rita (* 1966), norwegische Politikerin (Ap), Bürgermeisterin von Trondheim
- Ottesen, Camilla (* 1972), dänische Fernsehmoderatorin
- Ottesen, Clara (1911–1997), norwegische Regierungsbeamtin, Ökonomin, Entwicklungsexpertin und Politikerin
- Ottesen, Jeanette (* 1987), dänische Schwimmerin
- Ottesen, Lasse (* 1974), norwegischer Skispringer, Skisprungtrainer und Skisportfunktionär
- Ottesen-Jensen, Elise (1886–1973), norwegisch-schwedische Sexualaufklärerin, Sozialreformerin, Journalistin und anarchistische Aktivistin
- Ottestad, Mie Bjørndal (* 1997), norwegische Radrennfahrerin
- Ottey, Merlene (* 1960), slowenische Sprinterin jamaikanischer HerkunftMerlene Ottey (* 1960)

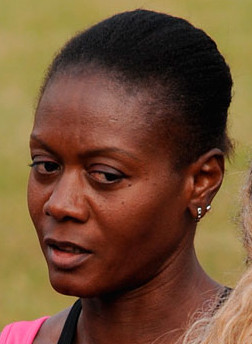
Merlene Ottey (* 1960)

- Ottey, Milton (* 1959), kanadischer Hochspringer jamaikanischer Herkunft

#### Ottf
- Ottfalk, Karl (* 2006), schwedischer Mittelstreckenläufer

#### Otth
- Otth, Carl Adolf (1803–1839), Schweizer Arzt und Naturforscher
- Otth, Jean (1940–2013), Schweizer Videokünstler
- Otth, Johann Heinrich (1651–1719), Schweizer Pfarrer und Hebraist/Orientalist
- Ottheinrich (1502–1559), Pfalzgraf von Pfalz-Neuburg, Kurfürst von der PfalzOttheinrich (1502–1559)

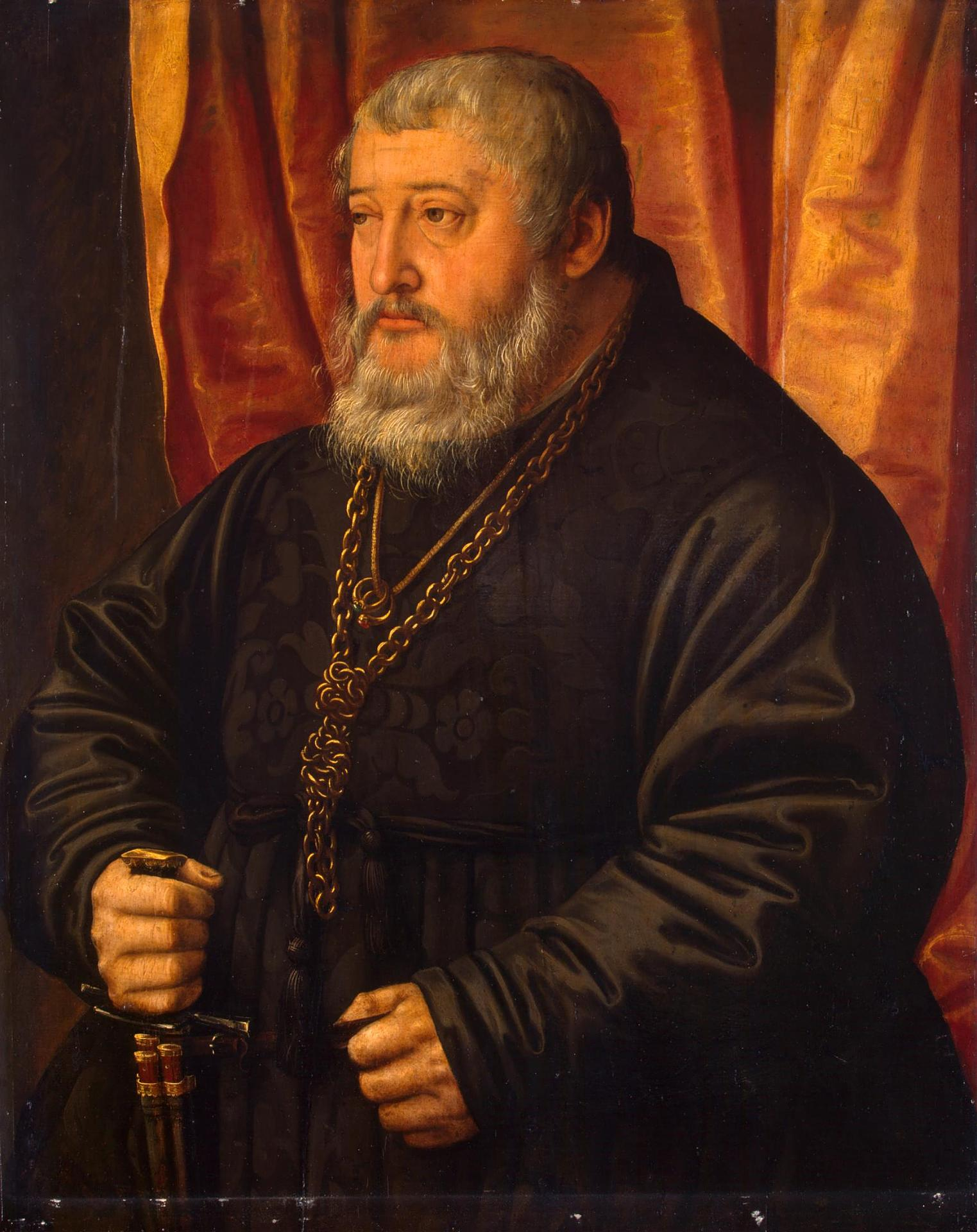
Ottheinrich (1502–1559)

#### Otti
- Otti, Vincent, ugandischer Rebellenführer
- Ottiano, Rafaela (1888–1942), US-amerikanische Schauspielerin
- Ottieri, Francesco Maria (1665–1742), italienischer Geschichtsschreiber
- Ottiger, Severin (* 2003), Schweizer Fussballspieler
- Ottiji, Amaechi (1969–2004), nigerianischer Fußballspieler
- Ottiker, Friedrich (1865–1929), Schweizer Unternehmer und Gesundheitspolitiker
- Ottiker, Marc (* 1967), Schweizer Film- und Theaterregisseur
- Ottilia Schenk von Siemau († 1529), Äbtissin
- Ottiliae, Christian (1775–1851), preußischer Berg- und Hüttenbeamter
- Ottiliae, Hermann (1821–1904), preußischer Berghauptmann
- Ottilie von Baden (1470–1490), Äbtissin zu Pforzheim
- Ottillinger, Margarethe (1919–1992), österreichische Beamtin und Managerin, Opfer des Stalinismus
- Ottin, Auguste (1811–1890), französischer Bildhauer
- Ottin, Léon-Auguste (1836–1918), französischer Maler und Glasmaler
- Otting, Fünfstetten und Schönfeld, Karl Friedrich Stephan von (1766–1834), bayerischer Standesherr, Halbbruder König Maximilians I. von Bayern
- Öttingen, Franz Wilhelm von (1725–1798), Dompropst in Köln und Domherr in Münster
- Ottinger, Albert (1878–1938), US-amerikanischer Jurist und Politiker
- Ottinger, Franz von (1793–1869), österreichischer General der Kavallerie
- Öttinger, Konrad († 1540), lutherischer Theologe und Reformator
- Ottinger, Richard (* 1929), US-amerikanischer Politiker
- Ottinger, Ulrike (* 1942), deutsche FilmemacherinUlrike Ottinger (* 1942)

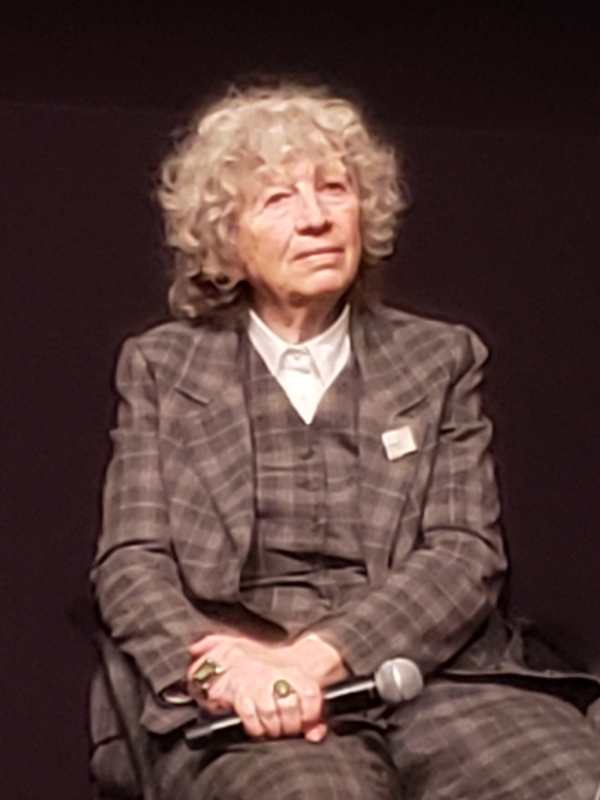
Ulrike Ottinger (* 1942)

- Ottink, Kathrin (* 1984), deutsche Hochschullehrerin
- Ottitsch, Josef (1818–1902), österreichischer Landwirt und Politiker, Landtagsabgeordneter
- Ottitsch, Josef (1844–1919), österreichischer Politiker
- Ottitsch, Oliver (* 1983), österreichischer Karikaturist

#### Ottj
- Ottjörg, A.C. (* 1958), deutscher Künstler

#### Ottk
- Ottke, Annegret (* 1947), deutsche Politikerin (SPD), MdHB und MdB
- Ottke, Sven (* 1967), deutscher BoxerSven Ottke (* 1967)

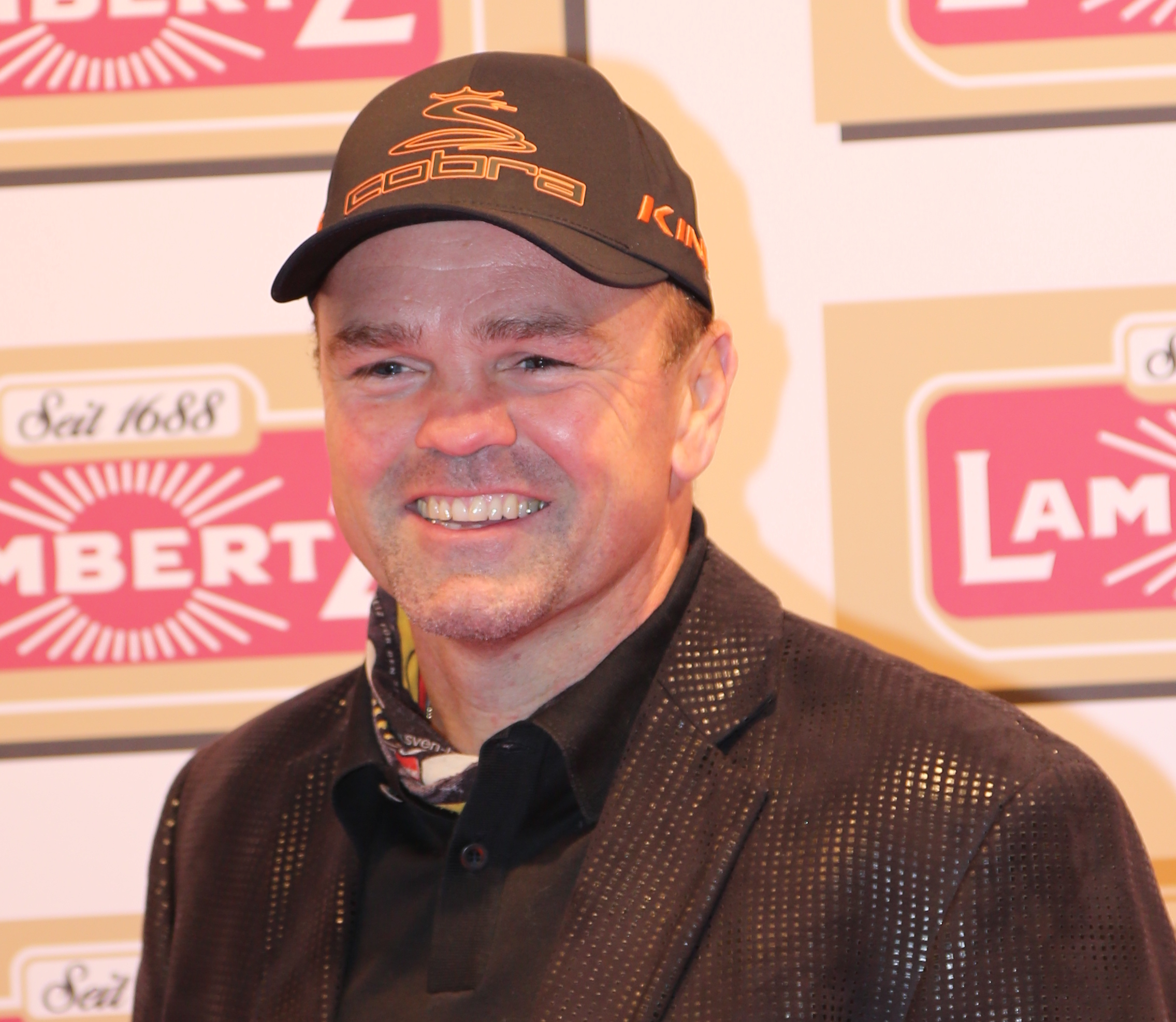
Sven Ottke (* 1967)

- Ottkowitz, Jörg (* 1966), deutscher American-Football-Spieler

#### Ottl
- Ottl, Andreas (* 1985), deutscher Fußballspieler
- Ottl, Dionys (* 1964), deutscher Architekt
- Öttl, Eliland (1653–1707), Abt von Benediktbeuern
- Öttl, Karl (1902–1988), österreichischer Politiker
- Öttl, Martin (* 1969), österreichischer Musiker
- Öttl, Mathias († 1725), deutsch-österreichischer Komponist und Chorregent
- Öttl, Matthias (* 1992), deutscher Fußballspieler
- Öttl, Michael (* 1968), österreichischer Musiker
- Öttl, Peter (* 1965), deutscher Motorradrennfahrer
- Öttl, Philipp (* 1996), deutscher Motorradrennfahrer
- Ottler, Otto (1891–1965), deutscher Gebrauchsgrafiker und Maler
- Ottley, Alice Maria (1882–1971), US-amerikanische Botanikerin und Hochschullehrerin
- Ottley, David (* 1955), britischer Speerwerfer
- Ottlik, Géza (1912–1990), ungarischer Schriftsteller und Übersetzer
- Ottlik, György (1889–1966), ungarischer Diplomat und Journalist
- Ottlinger, Friedhelm (1930–2001), deutscher Politiker (SPD), MdL
- Öttlinger, Johann Joseph (1662–1724), Pflegskommissär in Starnberg
- Ottlitz, Stefan (* 1976), deutscher Journalist
- Ottlyk, Rudolf (1920–2007), österreichischer Manager

#### Ottm
- Ottman, Fred (* 1956), amerikanischer WrestlerFred Ottman (* 1956)

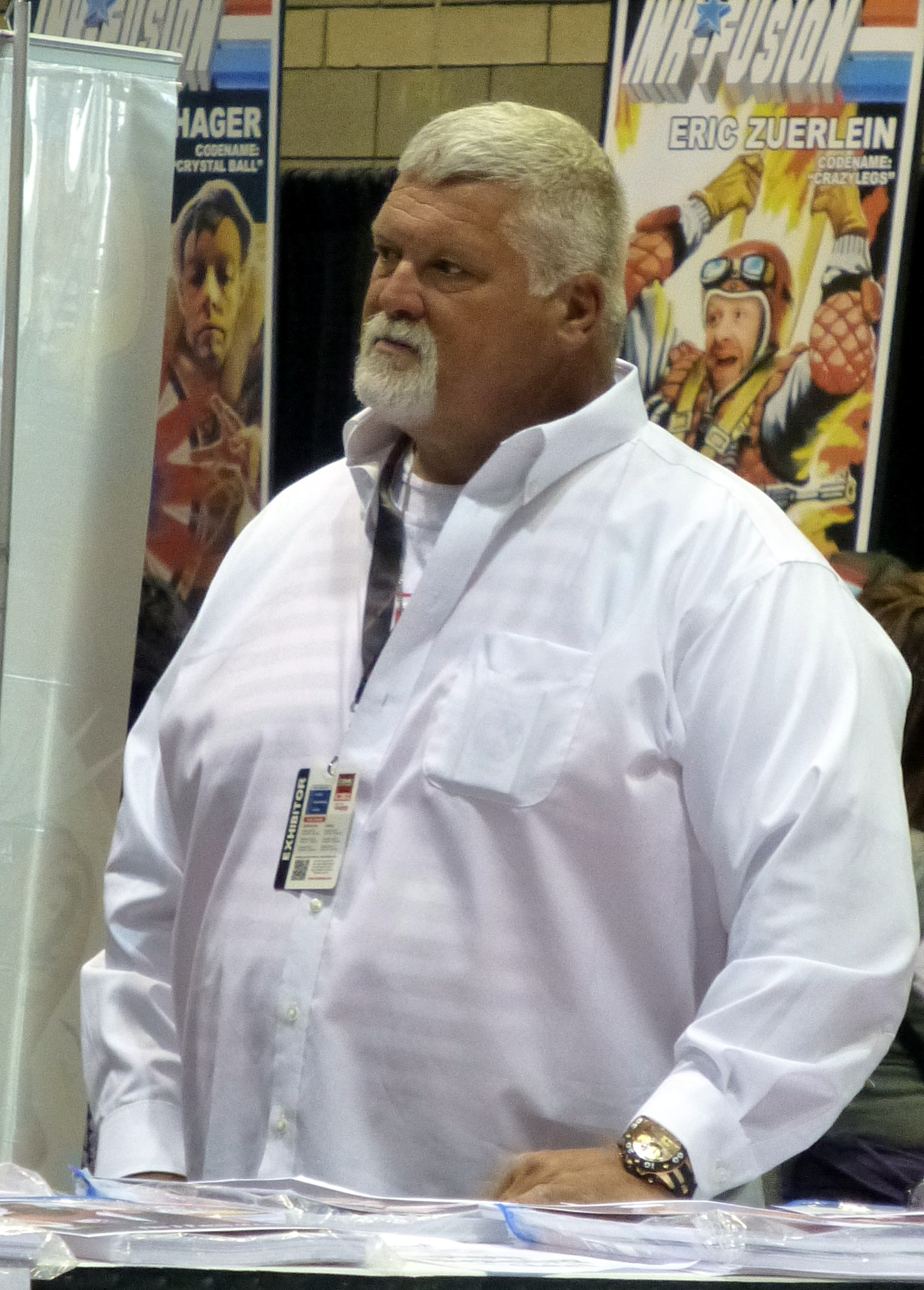
Fred Ottman (* 1956)

- Ottman, John (* 1964), US-amerikanischer Filmkomponist, Filmeditor und Filmregisseur
- Ottmann, Anna (* 1954), deutsche Filmschauspielerin und Künstlerin
- Ottmann, Anton (* 1945), deutscher Schriftsteller und Journalist
- Ottmann, Franz (1875–1962), österreichischer Kunsthistoriker
- Ottmann, Henning (* 1944), deutscher Politologe und Philosoph, Professor für Philosophie und Politikwissenschaft in München
- Ottmann, Ingeborg (1925–2010), deutsche Schauspielerin
- Ottmann, Isabelle (* 2002), deutsche Nachwuchsschauspielerin
- Ottmann, Klaus (* 1954), deutscher freier Kurator und Schriftsteller
- Ottmann, Marie (* 1876), österreichische Operettensängerin (Sopran)
- Ottmann, Peter (* 1951), deutscher Verwaltungsjurist, Landrat des Kreises Viersen
- Ottmann, Thomas (* 1943), deutscher Informatiker und emeritierter Professor
- Ottmann, Victor (1869–1944), deutscher Schriftsteller, Verleger, Herausgeber, Buchhändler, Bibliophiler und Autographensammler
- Ottmar, Richard (1889–1956), deutscher Theologe, Lehrer und Fahrplanexperte
- Ottmar, Ulrich, deutscher Basketballspieler
- Ottmer, Carl Theodor (1800–1843), deutscher Architekt und Baubeamter
- Ottmer, Julius (1846–1886), deutscher Mineraloge und Geologe
- Ottmer, Rudolf (1902–1974), deutscher Physiker, Kristallograph und Gymnasiallehrer

#### Ottn
- Ottnad, Bernd Josef (1924–2002), deutscher Historiker und Archivar
- Ottner, Carmen, österreichische Musikwissenschaftlerin

#### Otto
- Otto, Abt des Klosters Waldsassen
- Otto, Komponist der frühen Klassik
- Otto († 1148), böhmischer Geistlicher und Bischof von Prag
- Otto († 1196), Fürstbischof von Eichstätt
- Otto († 1223), Abt im Kloster St. Blasien
- Otto († 965), Herzog von Burgund
- Otto, ältester Sohn des Herzogs Karl von Niederlothringen
- Otto († 1033), Herzog von Polen (1033) aus dem Geschlecht der Piasten
- Otto († 1060), Graf von Savoyen
- Otto († 1123), Graf von Ballenstedt, Graf von Anhalt, Herzog von Sachsen
- Otto (1125–1190), Markgraf von MeißenOtto (1125–1190)

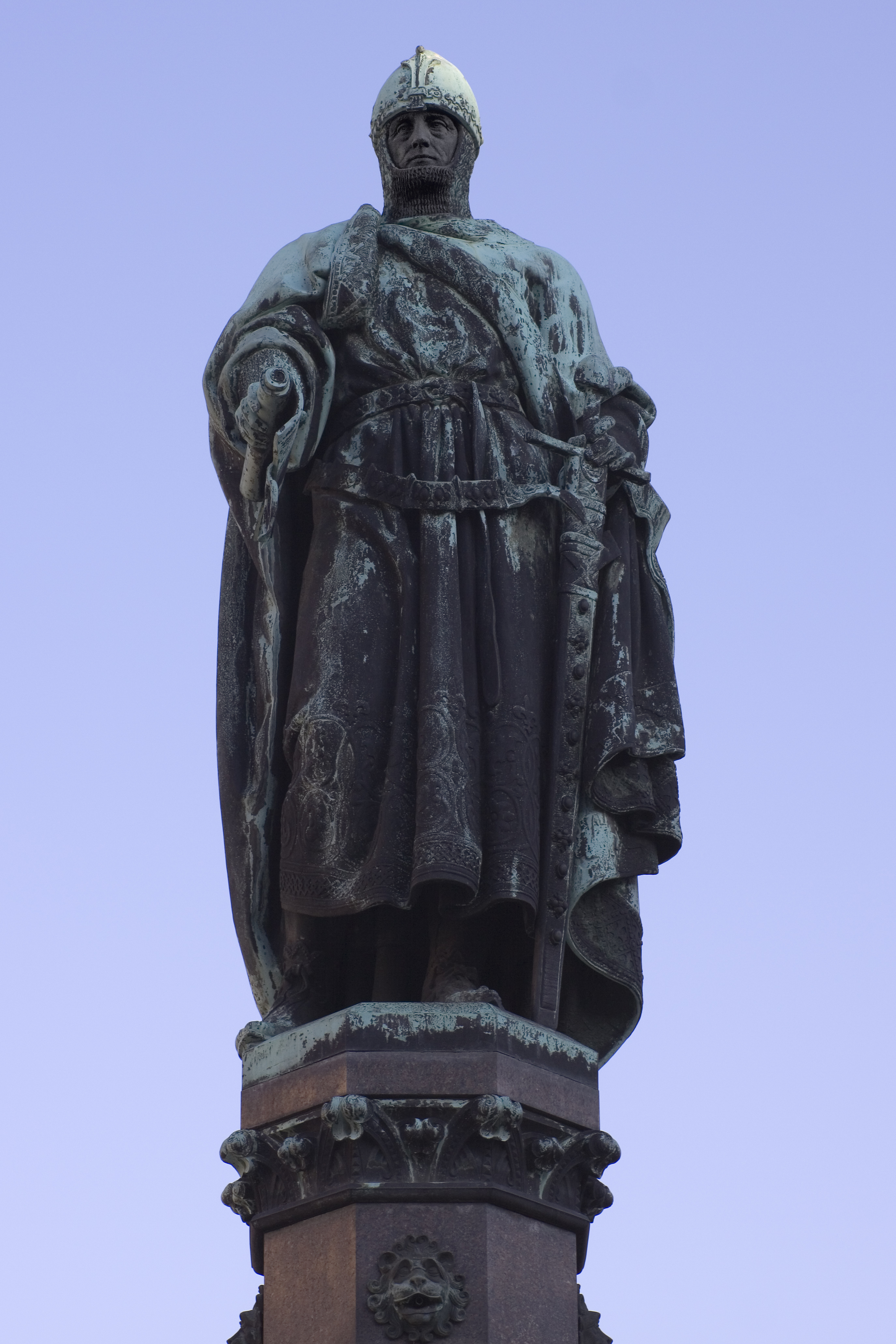
Otto (1125–1190)

- Otto († 1310), Graf von Kleve (1305–1310)
- Otto (1292–1344), Herzog von Braunschweig-Lüneburg und Göttingen
- Otto, Herr von Lippe-Lemgo (1344–1360)
- Otto (1301–1361), Erzbischof von Magdeburg (1327–1361)
- Otto († 1399), Fürst von Tarent
- Otto (1589–1657), Graf zu Lippe-Brake
- Otto (1815–1867), König von Griechenland
- Otto (1848–1916), König von BayernOtto (1848–1916)

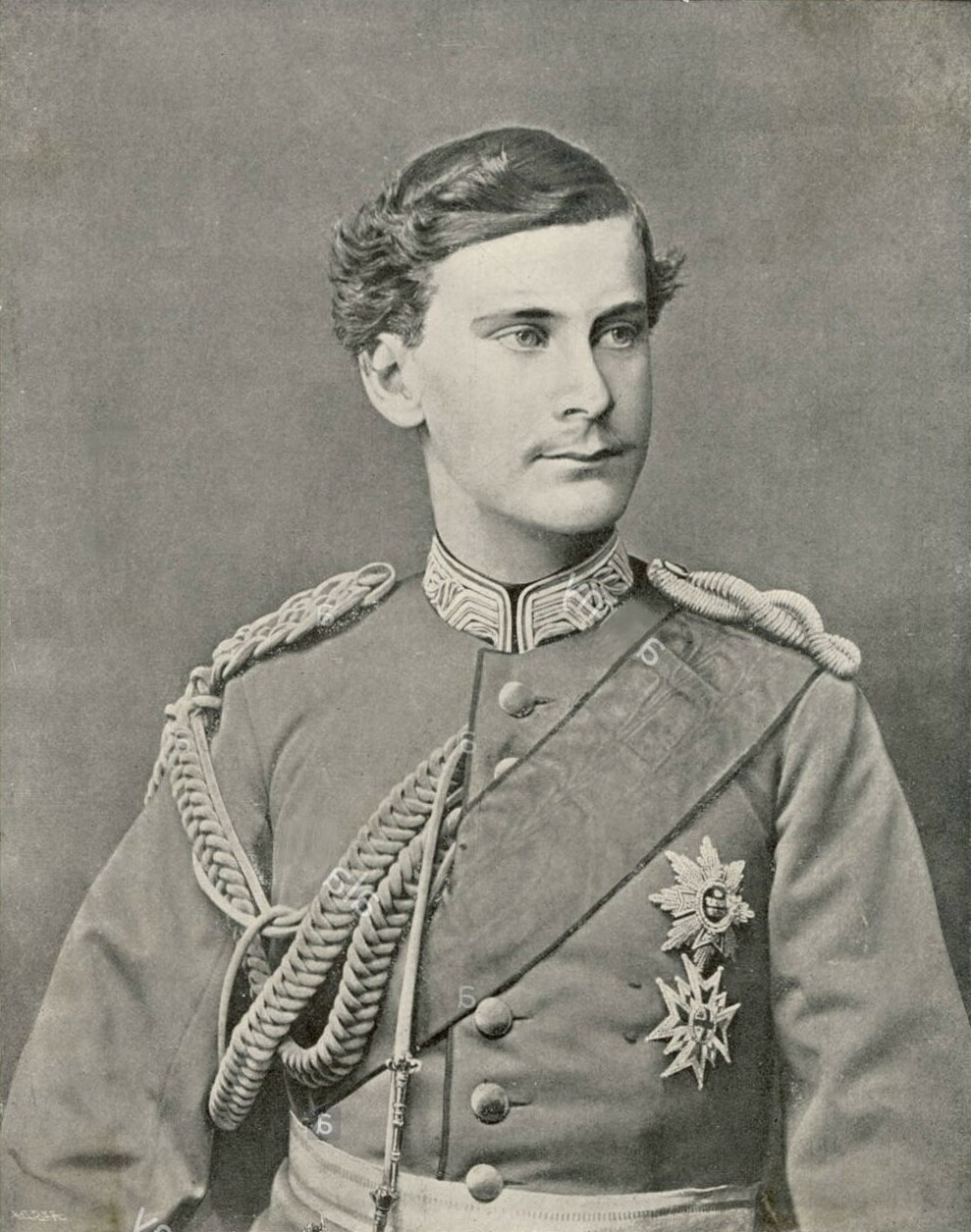
Otto (1848–1916)

###### Otto D
- Otto de la Roche († 1234), Herzog von Athen
- Otto de Turri († 1343), römisch-katholischer Geistlicher
- Otto der Ältere von Bergow, tschechischer Adliger deutscher Abstammung, höchster Burggraf
- Otto der Fröhliche (1301–1339), Herzog von Österreich, Steiermark und Kärnten
- Otto der Schütz († 1366), Landgraf von Hessen

###### Otto F
- Otto Franz Joseph von Österreich (1865–1906), Erzherzog von Österreich, Vater von Kaiser Karl I. von Österreich

###### Otto H
- Otto Heinrich (1556–1604), Pfalzgraf und Herzog von Pfalz-Sulzbach
- Otto Heinrich von Braunschweig-Harburg (1555–1591), Erbprinz von Braunschweig-Lüneburg-Harburg
- Otto Hite, Jessie (* 1947), amerikanische Kunsthistorikerin und Museumsdirektorin

###### Otto I
- Otto I. († 1067), Graf von Weimar-Orlamünde (1062–1067); Markgraf von Meißen (1062–1067)
- Otto I. († 1087), mährischer Fürst
- Otto I., Graf von Ravensberg
- Otto I. († 1205), Graf von Lebenau
- Otto I. († 1214), erwählter Bischof (Elekt) von Gurk
- Otto I. († 1218), Bischof von Münster (1204–1218)
- Otto I., Graf von Nassau
- Otto I. († 1305), Graf von Waldeck (1273/1276–1305)
- Otto I. († 1347), Graf von Rietberg (1313–1347)
- Otto I. († 1348), deutscher Geistlicher, Erzbischof des Erzbistums Bremen (1344–1348)
- Otto I. († 1386), Markgraf von Baden-Hachberg (1369–1386)
- Otto I. († 1404), Sohn von Adolf VII. von Holstein-Pinneberg
- Otto I. († 912), Herzog von Sachsen
- Otto I. (912–973), Herzog der Sachsen, König des Ostfrankenreichs (ab 936) und Kaiser des Heiligen Römischen ReichesOtto I. (912–973)

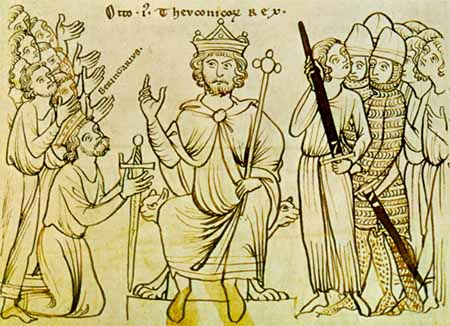
Otto I. (912–973)

- Otto I. († 1004), Herzog von Kärnten (978–983 und 995–1002)
- Otto I. (954–982), Herzog von Byern und Schwaben
- Otto I. († 1183), Herzog von Bayern
- Otto I. († 1184), Markgraf von Brandenburg
- Otto I., Graf von Bentheim
- Otto I., Graf von Geldern und Zutphen (1182–1207)
- Otto I. (1170–1200), Pfalzgraf von Burgund
- Otto I. († 1263), Graf von Tecklenburg (1202–1263)
- Otto I. (1204–1252), erster Herzog zu Braunschweig und LüneburgOtto I. (1204–1252)

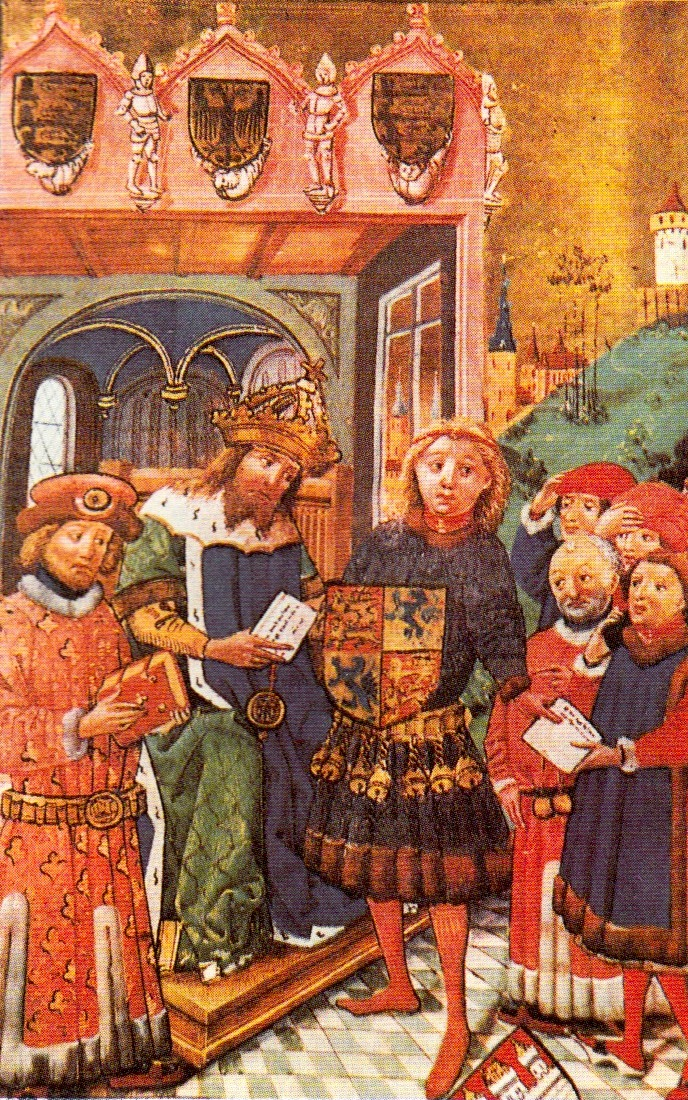
Otto I. (1204–1252)

- Otto I., Abt in Bremen und zu Rastede
- Otto I. († 1251), Graf von Oldenburg
- Otto I. († 1304), Fürst von Anhalt-Aschersleben
- Otto I. († 1328), Landgraf von Hessen
- Otto I. (1279–1344), Herzog von Pommern-Stettin
- Otto I. (1302–1384), Markgraf von Hachberg-Sausenberg
- Otto I., Graf von Schwerin
- Otto I. († 1394), Herzog zu Braunschweig-Lüneburg
- Otto I. (1390–1461), Pfalzgraf und Herzog von Pfalz-Mosbach-Neumarkt
- Otto I. (1495–1549), Herzog zu Braunschweig-Lüneburg, Fürst von Lüneburg (1520–27), Inhaber der Herrschaft Harburg (1527–1549)
- Otto I. von Braunschweig-Lüneburg († 1279), Bischof von Hildesheim (1260–1279)
- Otto I. von Brehna († 1203), Graf von Brehna (1182–1203)
- Otto I. von Dachau-Valley, Graf von Scheyern-Dachau-Valley
- Otto I. von Geldern († 1215), Bischof von Utrecht
- Otto I. von Lobdeburg († 1223), Bischof von Würzburg
- Otto I. von Salm († 1150), deutscher Graf
- Otto I. von Scheyern († 1073), Graf von Scheyern und Vogt von Freising
- Otto II. († 1047), Pfalzgraf von Lothringen, Herzog von Schwaben
- Otto II. († 1111), Graf von Habsburg
- Otto II. († 1244), Graf von Ravensberg
- Otto II., Graf von Tecklenburg und Bentheim
- Otto II. († 1389), Graf von Rietberg (1365–1389)
- Otto II. († 1418), Markgraf von Baden-Hachberg (1410–1415)
- Otto II. (955–983), römisch-deutscher Kaiser (973–983)Otto II. (955–983)

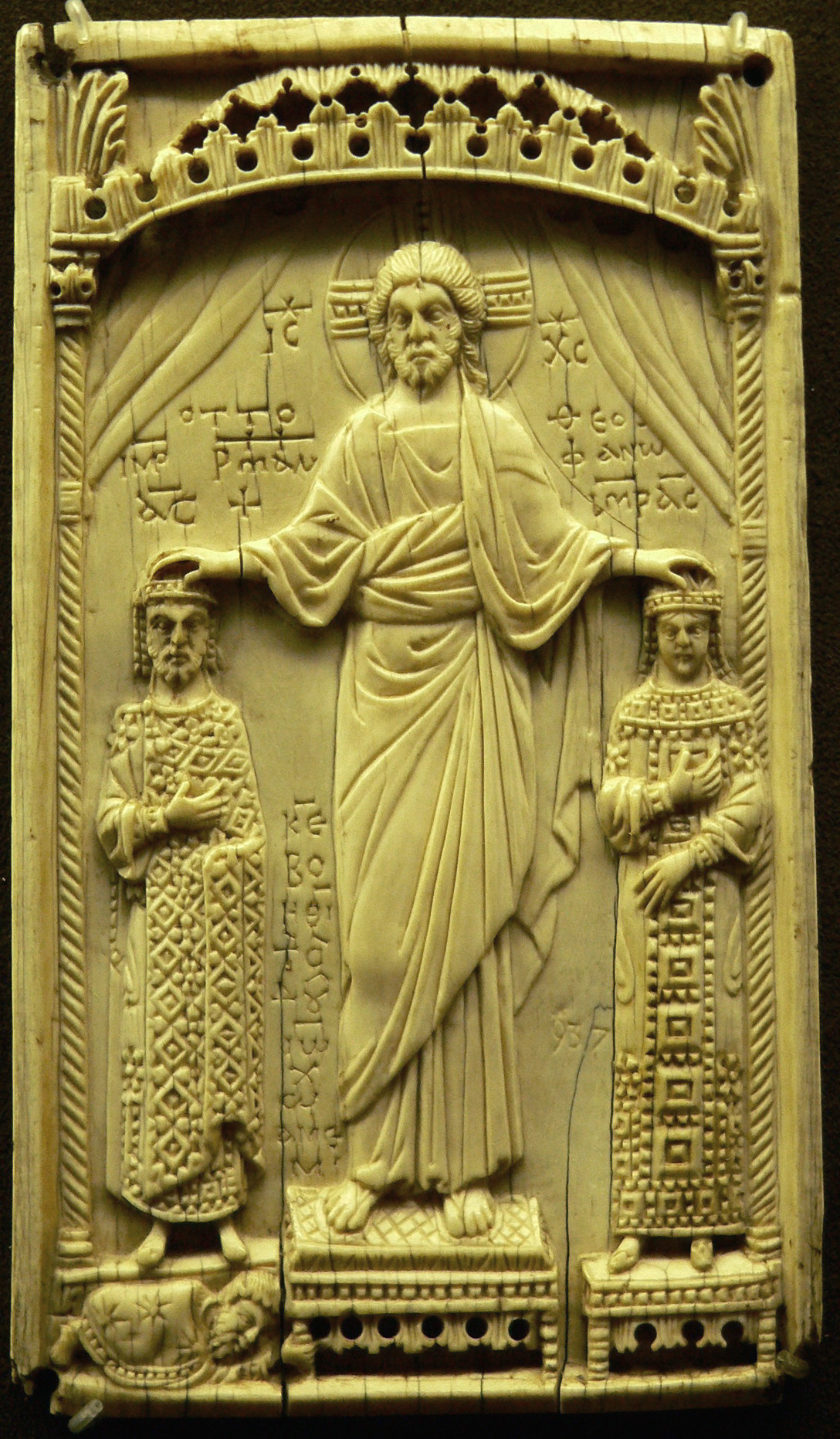
Otto II. (955–983)

- Otto II. († 1126), Herzog von Olmütz und Brünn
- Otto II. († 1205), Markgraf von Brandenburg aus dem Geschlecht der Askanier
- Otto II., Stadtministeriale, Burghauptmann, Oberster Landrichter, Landeshauptmann
- Otto II. (1206–1253), Herzog von BayernOtto II. (1206–1253)

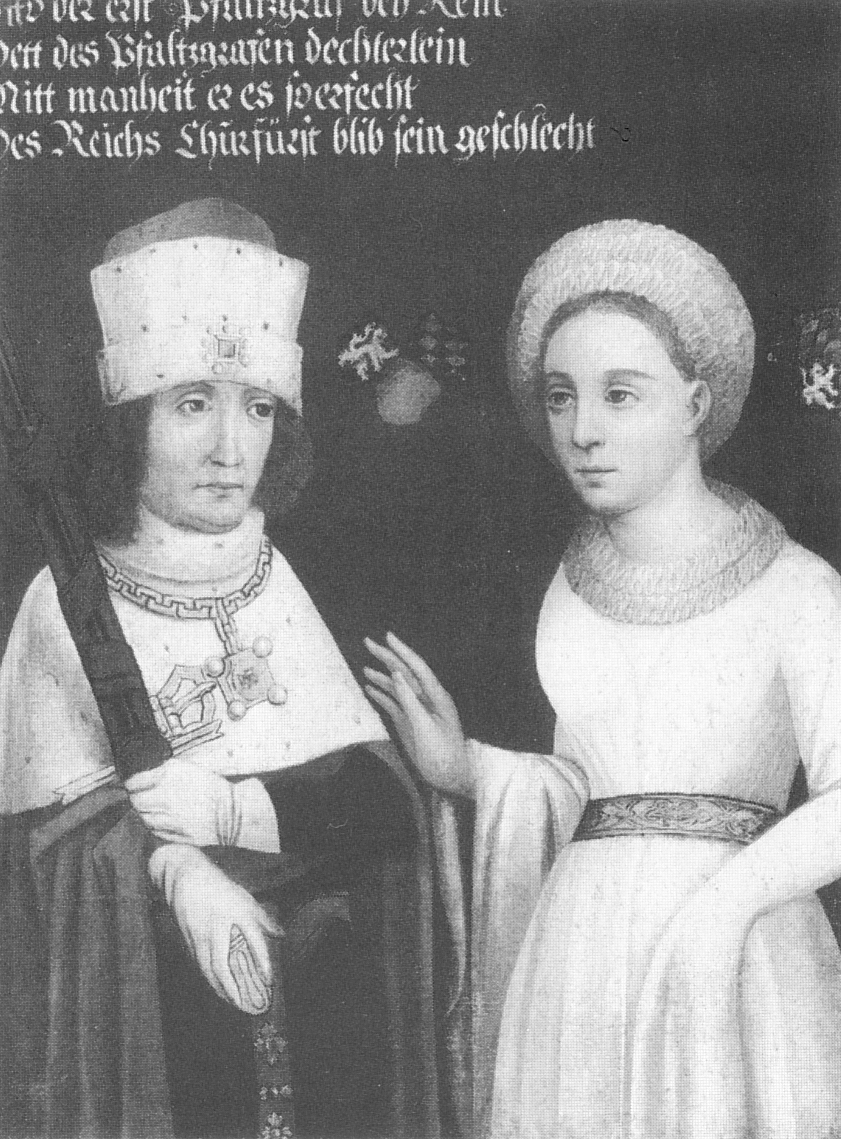
Otto II. (1206–1253)

- Otto II. († 1271), Graf von Geldern
- Otto II. († 1304), Graf von Oldenburg und Delmenhorst
- Otto II., Fürst von Anhalt-Aschersleben
- Otto II. († 1330), Herzog von Braunschweig-Lüneburg im Fürstentum Lüneburg (1277–1330)
- Otto II. (1271–1324), regierender Graf von Hoya (1313–1324)
- Otto II., erster Graf von Nassau-Dillenburg
- Otto II. († 1369), Graf von Waldeck (1344–1369)
- Otto II. († 1406), Erzbischof von Bremen
- Otto II. († 1428), Herzog von Pommern-Stettin
- Otto II. († 1463), Herzog zu Braunschweig-Lüneburg
- Otto II. (1400–1464), Graf von Holstein-Pinneberg und Schauenburg (1426–1464)
- Otto II. (1435–1499), Herzog und Pfalzgraf von Mosbach-Neumarkt
- Otto II. (1528–1603), Herzog von Braunschweig-Harburg (1549–1603)
- Otto II. (1799–1872), deutscher Politiker, Landtagspräsident Großherzogtum Hessen
- Otto II. von Berg († 1220), Bischof von Freising (1184–1220)
- Otto II. von Brakel († 1435), Ritter, Vasall und Unterhändler für den Deutschen Orden
- Otto II. von Konstanz († 1174), Bischof von Konstanz
- Otto II. von Lippe († 1259), 28. Bischof von Münster (1247–1259); Begründer des Niederstifts Münster
- Otto II. von Salm-Kyrburg (1578–1637), Wild- und Rheingraf zu Kyrburg und Graf zu Salm
- Otto II. von Scheyern († 1120), Graf von Scheyern, Klosterstifter und Klosterschutzvogt
- Otto II. von Utrecht († 1227), Bischof von Utrecht
- Otto II. von Warburg († 1288), Abt der Klöster Werden und Helmstedt
- Otto II. von Woldenberg († 1331), Bischof von Hildesheim (1319–1331)
- Otto II. von Wolfskeel († 1345), Fürstbischof von Würzburg (1333–1345)
- Otto II. von Zutphen († 1113), Graf von Zutphen sowie Vogt von Corvey
- Otto III. († 1374), Graf von Oldenburg und Delmenhorst
- Otto III. († 1428), regierender Graf von Hoya (Niedergrafschaft) (1383–1428)
- Otto III. († 1535), Graf von Rietberg (1516–1535)
- Otto III. (980–1002), römisch-deutscher König und KaiserOtto III. (980–1002)

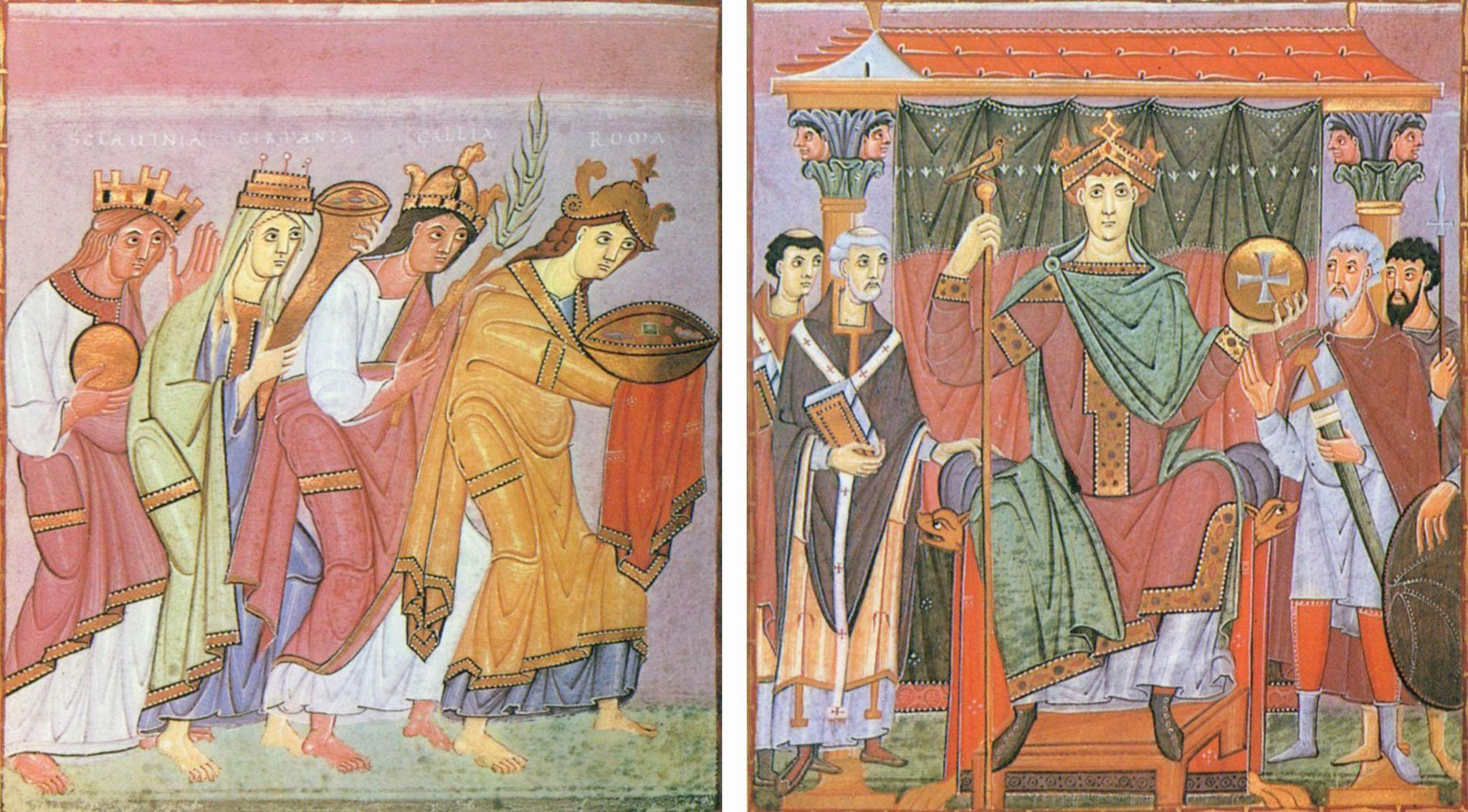
Otto III. (980–1002)

- Otto III. († 1057), Herzog von Schwaben
- Otto III. (1122–1160), Herzog von Olmütz
- Otto III. (1215–1267), Markgraf der Mark Brandenburg
- Otto III. (1244–1285), Graf aus dem Geschlecht Weimar-Orlamünde
- Otto III. († 1305), Graf von Ravensberg
- Otto III. (1261–1312), Herzog von Niederbayern, König von Ungarn
- Otto III. († 1310), Graf von Görz und Tirol sowie Herzog von Kärnten
- Otto III. († 1352), Fürst von Lüneburg
- Otto III., Graf von Waldeck zu Landau (1431–1459)
- Otto III. (1426–1510), Graf von Holstein-Schauenburg
- Otto III. (1444–1464), Herzog von Pommern-Stettin
- Otto III. (1572–1641), Herzog von Braunschweig-Harburg
- Otto III. (1860–1904), deutscher Standesherr und Politiker, MdL
- Otto III. von Grandson (1340–1397), französisch-schweizerischer Ritter und Dichter
- Otto III. von Hachberg (1388–1451), Bischof von Konstanz
- Otto III. von Holland († 1249), Bischof von Utrecht
- Otto III. von Rietberg († 1308), Bischof von Münster (1301–1306)
- Otto IV. († 1307), Graf von Tecklenburg-Ibbenbüren (1285–1307)
- Otto IV. († 1446), Fürst von Lüneburg
- Otto IV. († 1553), Graf von Rietberg (1535–1552)
- Otto IV. († 1218), Kaiser des Heiligen Römischen ReichesOtto IV. († 1218)

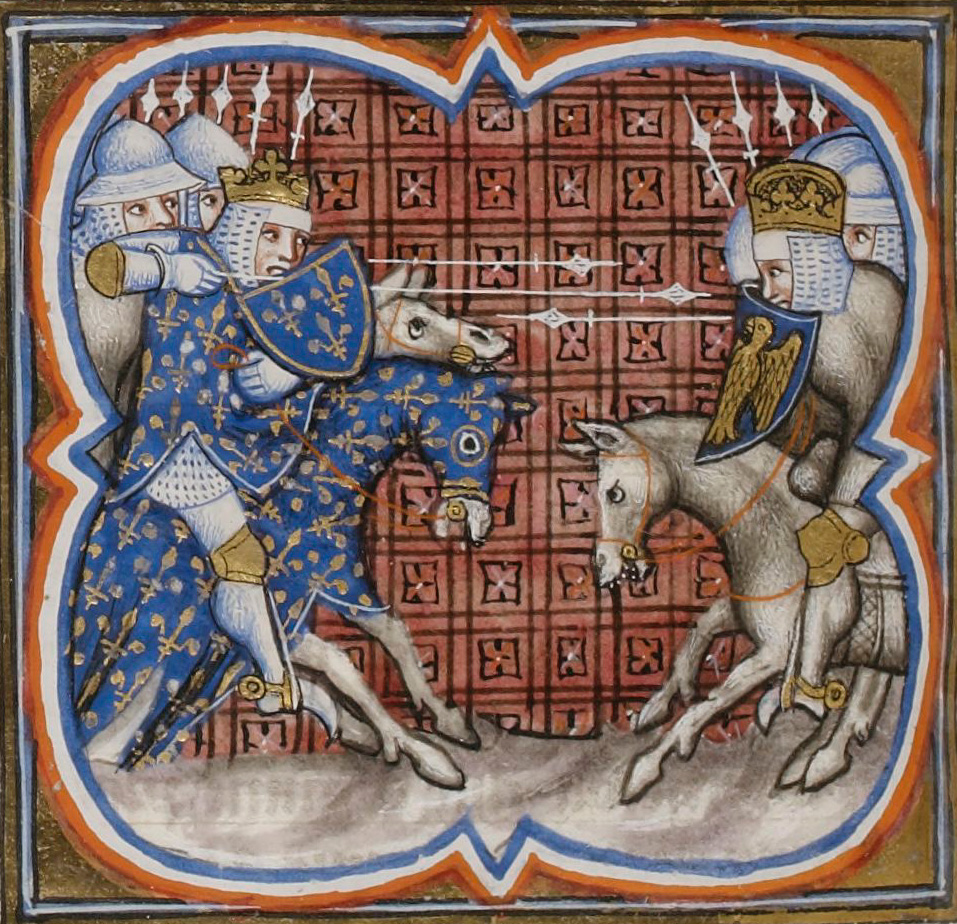
Otto IV. († 1218)

- Otto IV. († 1303), Pfalzgraf von Burgund
- Otto IV., Markgraf von Brandenburg (1266–1308/1309)
- Otto IV. († 1328), Graf von Ravensberg
- Otto IV. († 1318), Graf aus dem Geschlecht Weimar-Orlamünde
- Otto IV. (1307–1334), Herzog von Niederbayern (1310–1334)
- Otto IV. (1367–1418), Graf von Oldenburg und Delmenhorst
- Otto IV. (1448–1495), Graf von Waldeck zu Landau (1459–1495)
- Otto IV. (1517–1576), Graf von Holstein-Pinneberg
- Otto IV. von Hoya († 1424), Bischof von Münster (1392–1424); Administrator von Osnabrück (1410–1424)
- Otto IV. von Maissau († 1440), österreichischer Erbmarschall, Erbschenk und Schenk
- Otto IV. von Rietberg († 1406), Bischof von Minden
- Otto IV. von Sonnenberg († 1491), Bischof von Konstanz

###### Otto L
- Otto Luf von Kleve († 1349), Domherr in Münster

###### Otto T
- Otto Tanner, Propst des Klosterstifts Berchtesgaden (1351–1355)

###### Otto V
- Otto V. († 1298), Markgraf und Mitregent in Brandenburg
- Otto V. (1346–1379), Kurfürst von BrandenburgOtto V. (1346–1379)

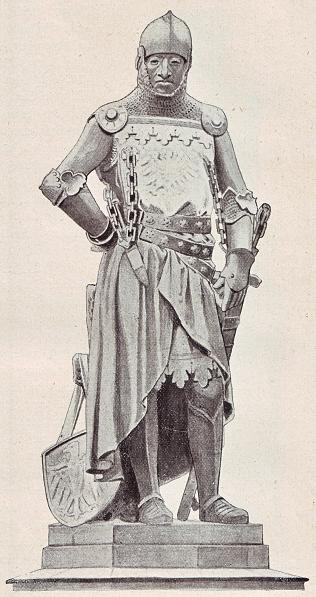
Otto V. (1346–1379)

- Otto V. († 1471), Fürst von Lüneburg (1464–1471)
- Otto V. (1614–1640), letzte Nachkomme des Hauses Schauenburg
- Otto V. von Scheyern († 1156), Pfalzgraf in Bayern
- Otto VI. († 1388), Graf von Tecklenburg und durch Heirat Herr von Rheda
- Otto VI. (1297–1340), Graf aus dem Geschlecht Weimar-Orlamünde
- Otto VI. von Andechs († 1196), Bischof von Bamberg und von Brixen
- Otto VII. († 1189), Pfalzgraf in Bayern
- Otto VII. († 1234), Herzog von Meranien, Pfalzgraf von Burgund und Markgraf von Istrien
- Otto VII., Graf von Tecklenburg
- Otto VIII. († 1248), Herzog von Meranien und Pfalzgraf von Burgund
- Otto VIII. (1530–1582), Graf von Hoya
- Otto VIII. von Wittelsbach († 1209), Pfalzgraf von Bayern
- Otto von Ahaus-Ottenstein, Ministeriale, Droste, Burgmann, Burgherr und Gograf
- Otto von Bamberg († 1139), Bischof von Bamberg, Heiliger
- Otto von Barmstede (* 1212), holsteinischer Adliger
- Otto von Bentheim, Domherr in Münster
- Otto von Botenlauben, mittelhochdeutscher Minnesänger; Kreuzfahrer; Klostergründer
- Otto von Böttstein († 1139), Abt der Reichenau (1123–1131)
- Otto von Bubenberg (1360–1397), Schultheiss der Stadt Bern
- Otto von Cappenberg († 1171), Propst des Klosters Cappenberg und Taufpate des Kaisers Friedrich I. Barbarossa
- Otto von der Mark († 1262), Propst in Aachen und Maastricht (bis 1249); Graf von Altena (1249–1262)
- Otto von Diemeringen († 1398), elsässischer Domherr und Übersetzer
- Otto von Freising († 1158), Bischof von Freising; GeschichtsschreiberOtto von Freising († 1158)

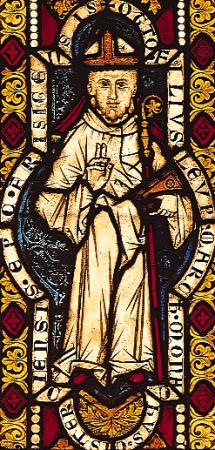
Otto von Freising († 1158)

- Otto von Grandson († 1309), Bischof von Toul und Basel
- Otto von Hadmersleben, Adliger
- Otto von Hammerstein, Graf von Wetterau, Engersgau, Niederlahngau, Gleiberg
- Otto von Henneberg († 1200), Bischof von Speyer (1190–1200)
- Otto von Hessen, Domherr zu Halberstadt und Magdeburg
- Otto von Hessen-Kassel (1594–1617), Erbprinz von Hessen-Kassel, Administrator von Hersfeld
- Otto von Kerpen († 1209), Hochmeister des Deutschen Ordens
- Otto von Kuditz († 1142), Bischof von Halberstadt
- Otto von Lauterberg, Komtur des Deutschen Ordens
- Otto von Linn, deutscher Kreuzritter und Gründer der Burg Linn
- Otto von Lohn, Domherr in verschiedenen Bistümern sowie Graf von Lohn
- Otto von Lonsdorf († 1265), Bischof von Passau
- Otto von Machland (1100–1149), Adliger
- Otto von Mauderode, Otto (1600–1671), braunschweig-lüneburgischer Geheimer Rat und Gesandter auf dem Reichstag
- Otto von Mehringen († 1261), römisch-katholischer Bischof und Bischof von Brandenburg (1251–1261)
- Otto von Minden († 1275), Bischof von Minden
- Otto von Northeim († 1083), Herzog von Bayern (1061–1070)
- Otto von Passau, Franziskaner in Basel und Verfasser der Erbauungsschrift „Die vierundzwanzig Alten“
- Otto von Pilcza († 1385), polnischer Adliger und Politiker
- Otto von Riedenburg († 1089), Bischof von Regensburg
- Otto von Rietberg († 1307), Bischof von Paderborn
- Otto von Schalksberg († 1398), deutscher römisch-katholischer Bischof
- Otto von Scheidingen († 1476), sächsischer Amtmann
- Otto von Solms († 1359), Domherr im Bistum Münster
- Otto von St. Blasien, Benediktinermönch und Chronist
- Otto von Straßburg († 1100), Bischof von Straßburg
- Otto von Tübingen († 1284), Pfalzgraf von Tübingen
- Otto von Verdun († 944), Graf von Verdun sowie (ab 942) Herzog von Lothringen
- Otto von Weimar-Orlamünde, Sohn des Grafen Hermann II. und der Prinzessin Beatrix von Andechs-Meranien
- Otto von Wettin († 1368), deutscher römisch-katholischer Bischof

###### Otto W
- Otto Wilhelm († 1026), Herrscher von Burgund

###### Otto X
- Otto X. († 1403), Graf

##### Otto, A – Otto, Y

###### Otto, A
- Otto, Adelheid (* 1966), deutsche Vorderasiatische Archäologin
- Otto, Adolf (1827–1898), deutscher Richter und Rechtsanwalt
- Otto, Adolf (1872–1943), deutscher Sozialreformer
- Otto, Adolf (1888–1962), deutscher Jurist und Politiker (LDPD), MdV
- Otto, Adolph Wilhelm (1786–1845), deutscher Anatom und Hochschullehrer
- Otto, Albert von (1836–1922), deutscher Verwaltungsbeamter und Politiker
- Otto, Alex (1861–1936), deutscher Schauspieler
- Otto, Alexander (1924–2017), österreichischer Diplomat
- Otto, Alexander (* 1967), deutscher Wirtschaftsmanager und Stifter
- Otto, Alexander (* 1988), deutscher Fußballspieler
- Otto, Alina (* 1995), deutsche Handballspielerin
- Otto, Amöne (1774–1837), deutsche Schriftstellerin
- Otto, Andrea (1975–2022), deutsche Hörfunk- und Fernsehmoderatorin und Sportjournalistin
- Otto, Andreas, deutscher Wirtschaftswissenschaftler und Hochschullehrer
- Otto, Andreas (1936–2018), deutscher Physiker
- Otto, Andreas (* 1962), deutscher Politiker (Bündnis 90/Die Grünen), MdA
- Otto, Andreas (* 1963), deutscher Boxer
- Otto, Angelina (* 2000), deutsche Inline-Speedskaterin
- Otto, Anita (1942–2019), deutsche Leichtathletin und Olympiateilnehmerin
- Otto, Ann-Kathrin (* 1968), deutsche Illustratorin, Szenenbildnerin, Theatermalerin, Moderatorin, Sängerin und Fotomodell
- Otto, Anna Kerstin (* 1972), deutsche bildende Künstlerin
- Otto, Anton, deutscher lutherischer Theologe und Pfarrer
- Otto, Anton (1852–1930), deutscher Theaterschauspieler, -regisseur, -intendant und Übersetzer
- Otto, Arthur (1872–1937), deutscher Industrieller
- Otto, August († 1884), österreichischer Kaufmann

###### Otto, B
- Otto, Barry (* 1941), australischer SchauspielerBarry Otto (* 1941)

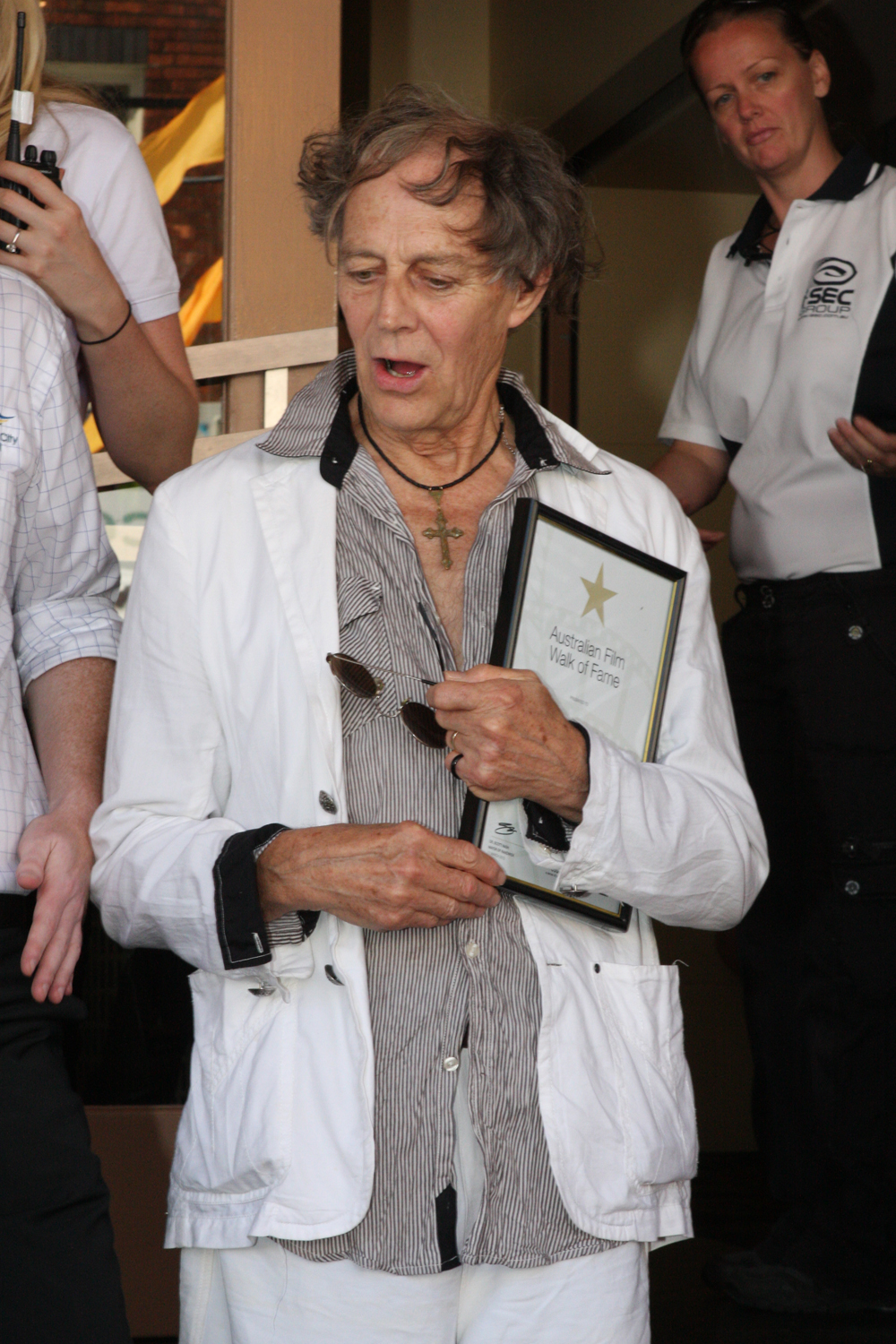
Barry Otto (* 1941)

- Otto, Benjamin (* 1975), deutscher Unternehmer
- Otto, Bernd (* 1940), deutscher Manager
- Otto, Bernd K. (* 1947), deutscher Jazzmusiker und Autor
- Otto, Bernhard Christian (1745–1835), deutscher Arzt, Naturforscher und Ökonom
- Otto, Berthold (1859–1933), deutscher Reformpädagoge
- Otto, Björn (* 1977), deutscher StabhochspringerBjörn Otto (* 1977)

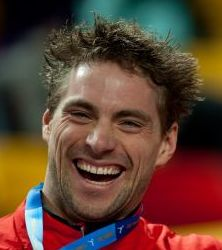
Björn Otto (* 1977)

- Otto, Boris (* 1971), deutscher Wirtschaftsingenieur und Hochschullehrer
- Otto, Brinna (* 1938), deutsche Klassische Archäologin

###### Otto, C
- Otto, Carl (1844–1898), deutscher Unternehmer
- Otto, Carl August Gottlob (1896–1968), deutscher Schriftsteller und Redakteur
- Otto, Carl Christian (1817–1873), dänisch-deutscher Mnemotechniker und kommunistischer Journalist
- Otto, Carl Friedrich (1828–1906), Mitglied des Kurhessischen Kommunallandtages
- Otto, Carl Wunibald (* 1808), deutscher Chemiker, Mitglied im Bund der Kommunisten
- Otto, Carlos (1838–1897), deutscher Chemiker und Unternehmer
- Otto, Carolin (* 1962), deutsche Drehbuchautorin und Regisseurin
- Otto, Carsten (* 1986), deutscher Synchronsprecher und Hörspielsprecher
- Otto, Christian (1948–2006), deutscher Politiker (PDS), Landtagsabgeordneter in Brandenburg
- Otto, Christian (* 1949), deutscher Politiker (CDU)
- Otto, Christian Friedrich von (1758–1836), deutscher Politiker
- Otto, Christian Traugott (1791–1874), deutscher lutherischer Theologe und Pädagoge
- Otto, Christina (* 1995), deutsche Schauspielerin
- Otto, Christoph (* 1985), deutscher Filmeditor und Filmregisseur
- Otto, Christoph Friedrich (1783–1856), deutscher Gärtner und Botaniker

###### Otto, D
- Otto, David (* 1999), deutscher Fußballspieler
- Otto, Dietlind (* 1928), deutsche Chemikerin und Richterin am Bundespatentgericht
- Otto, Dietmar (* 1955), deutscher Fußballspieler
- Otto, Dietmar (* 1965), deutscher Voltigierer
- Otto, Dominicus (1716–1773), deutscher Benediktinerabt

###### Otto, E
- Otto, Eberhard (1913–1974), deutscher Ägyptologe
- Otto, Eberhard (1948–2023), deutscher Unternehmer und Politiker (FDP), MdB
- Otto, Eckart (* 1944), evangelischer Theologe und HochschullehrerEckart Otto (* 1944)

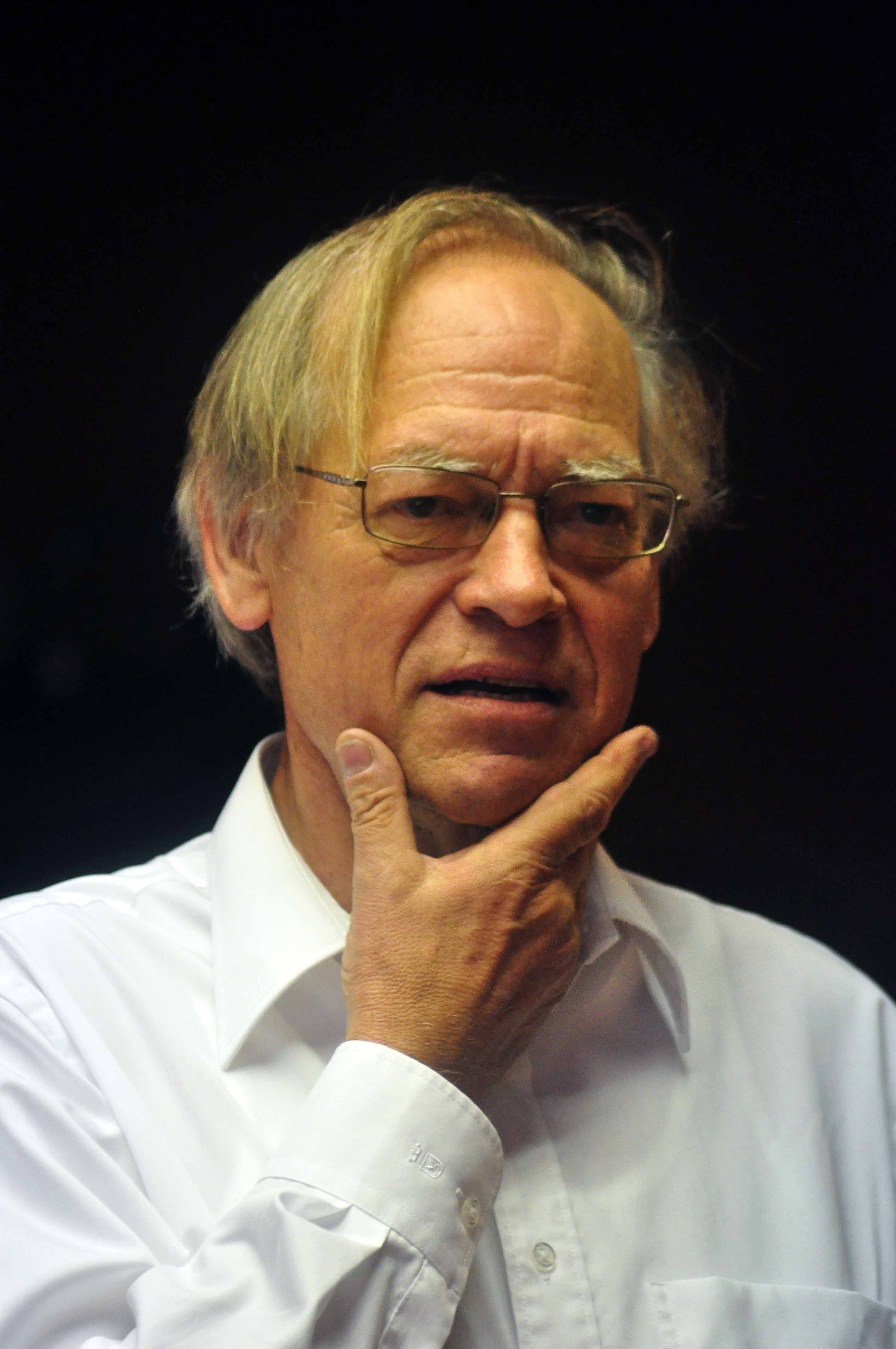
Eckart Otto (* 1944)

- Otto, Edouard Carl Friedrich (1841–1905), deutsch-englischer Erfinder
- Otto, Eduard (1812–1885), deutscher Gärtner, Botaniker und Herausgeber einer Zeitung
- Otto, Egbert (1905–1968), deutscher Politiker (NSDAP, Bund der Vertriebenen), MdR
- Otto, Ekkehard (1928–2012), deutscher Kammersänger
- Otto, Elizabeth (* 1970), US-amerikanische Kunsthistorikerin, Hochschullehrerin und Sachbuchautorin
- Otto, Emil (1813–1878), deutscher evangelischer Theologe, Buchautor und Lektor an der Universität Heidelberg
- Otto, Emil (1903–1974), deutscher Politiker (SED), MdV, Gewerkschafter
- Otto, Émile (* 1883), belgischer Radsportler
- Otto, Erich (1883–1975), deutscher Gewerkschaftsfunktionär und Schauspieler
- Otto, Erich (1906–1990), deutscher Maler und Bildhauer
- Otto, Ernst (1877–1959), deutscher Pädagoge und Sprachwissenschaftler
- Otto, Ernst (1891–1941), deutscher lutherischer Theologe
- Otto, Evelyn (* 1989), palauische Schwimmerin
- Otto, Everard (1685–1756), deutscher Jurist
- Otto, Ewald (1799–1841), württembergischer Obertribunalrat

###### Otto, F
- Otto, Felix (* 1966), deutscher Mathematiker
- Otto, Felix (* 1983), deutscher Ruderer
- Otto, Frank (* 1957), deutscher MedienunternehmerFrank Otto (* 1957)

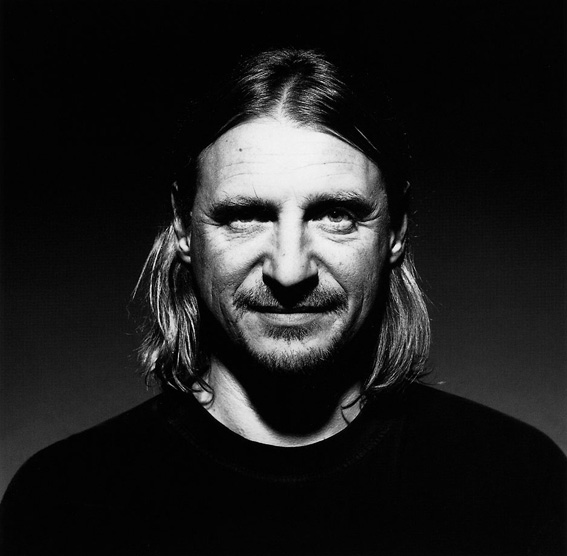
Frank Otto (* 1957)

- Otto, Frank (* 1958), deutscher Wasserballspieler
- Otto, Frank (* 1967), deutscher Historiker und Publizist
- Otto, Franz Conrad (1860–1936), deutscher Ministerialbeamter
- Otto, Fred (1883–1944), deutscher Architekt und Stadtbaurat
- Otto, Frei (1925–2015), deutscher Architekt, Architekturtheoretiker und Hochschullehrer
- Otto, Frieda (1911–1985), deutsche Bibliothekarin
- Otto, Friederike (* 1982), deutsche Klimatologin
- Otto, Friedrich (1826–1902), deutscher Historiker
- Otto, Friedrich (* 1924), deutscher Politiker (NDPD), MdV
- Otto, Friedrich, deutscher Fußballtrainer
- Otto, Friedrich (* 1952), deutscher Informatiker
- Otto, Friedrich Julius (1809–1870), Chemiker, Pharmazeut und Hochschullehrer
- Otto, Friedrich Wilhelm (1805–1866), deutscher Klassischer Philologe
- Otto, Friedrich Wilhelm (* 1897), deutscher LDPD-Funktionär, MdL Mecklenburg
- Otto, Fritz (1902–1983), deutscher KPD-Funktionär, Funktionär des Nationalrats der Nationalen Front
- Otto, Fritz Joachim (1916–1993), deutscher Kameramann und Unternehmer
- Otto, Fynn (* 2002), deutscher Fußballspieler

###### Otto, G
- Otto, Georg (1868–1939), deutscher Grafiker und Heraldiker
- Otto, Georg (1928–2021), deutscher Politiker (Die Grünen), Mitbegründer der Partei „Die Grünen“
- Otto, Georg Christian (1763–1828), deutscher Schriftsteller und Statistiker
- Otto, Gerald (* 1964), deutscher Politiker (CDU), MdL
- Otto, Gerhard (1914–1992), deutscher Flötist
- Otto, Gert (1927–2005), deutscher evangelischer Theologe
- Otto, Gertrud (1895–1970), deutsche Kunsthistorikerin
- Otto, Gianni (* 1995), deutscher Basketballspieler
- Otto, Gottlieb Friedrich (1751–1815), deutscher Lehrer, Pfarrer und Lexikograf
- Otto, Götz (* 1967), deutscher Schauspieler und SynchronsprecherGötz Otto (* 1967)

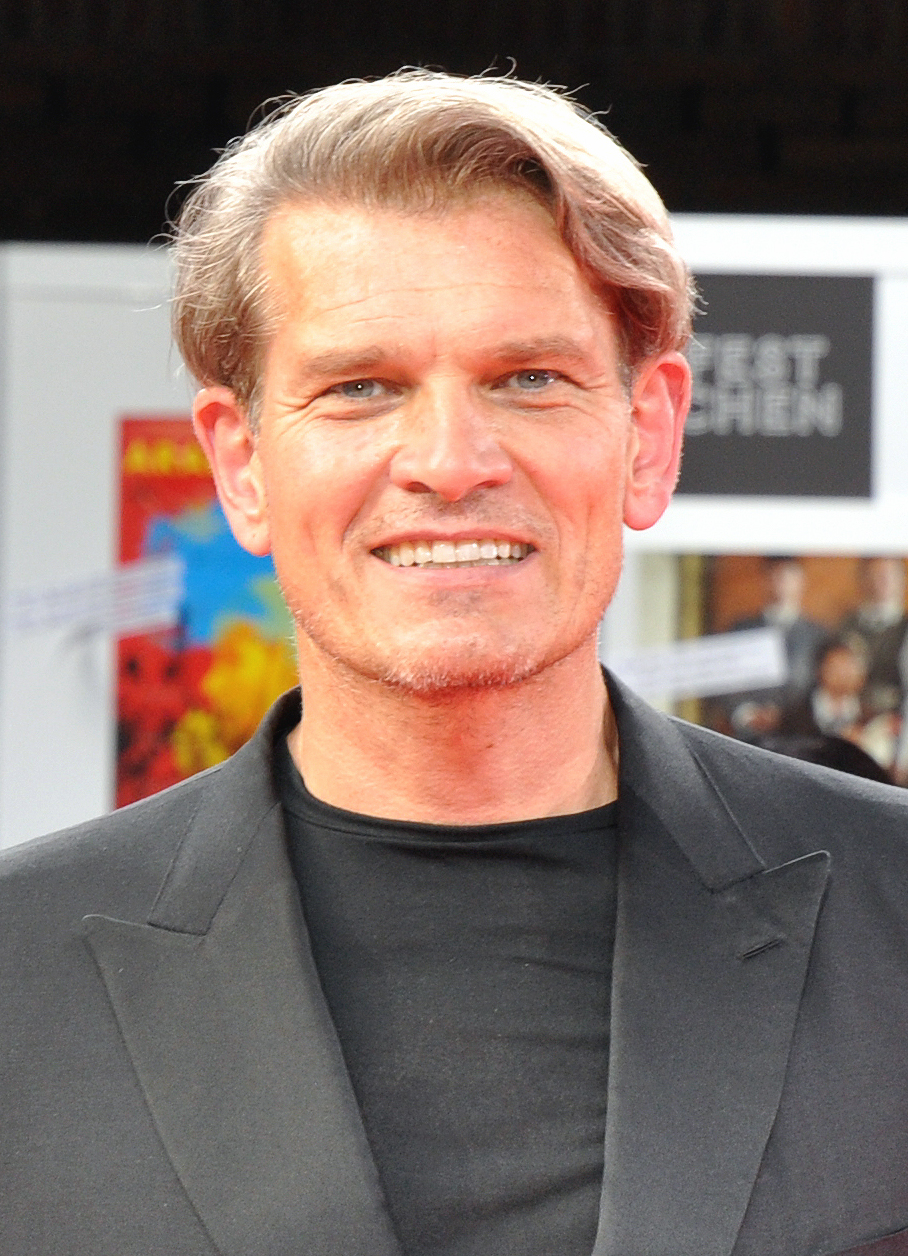
Götz Otto (* 1967)

- Otto, Gracie (* 1987), australische Schauspielerin, Produzentin und Regisseurin
- Otto, Grit (* 1990), deutsche Biathletin
- Otto, Gunter (1927–1999), deutscher Kunstdidaktiker
- Otto, Gustav (1843–1917), baltischer Arzt und Historiker
- Otto, Gustav (1883–1926), deutscher Maschinenbauingenieur, Unternehmer und Flugpionier

###### Otto, H
- Otto, Hans (1895–1970), deutscher Verwaltungsbeamter und Politiker (FDP), MdBB
- Otto, Hans (1900–1933), deutscher Theater-SchauspielerHans Otto (1900–1933)

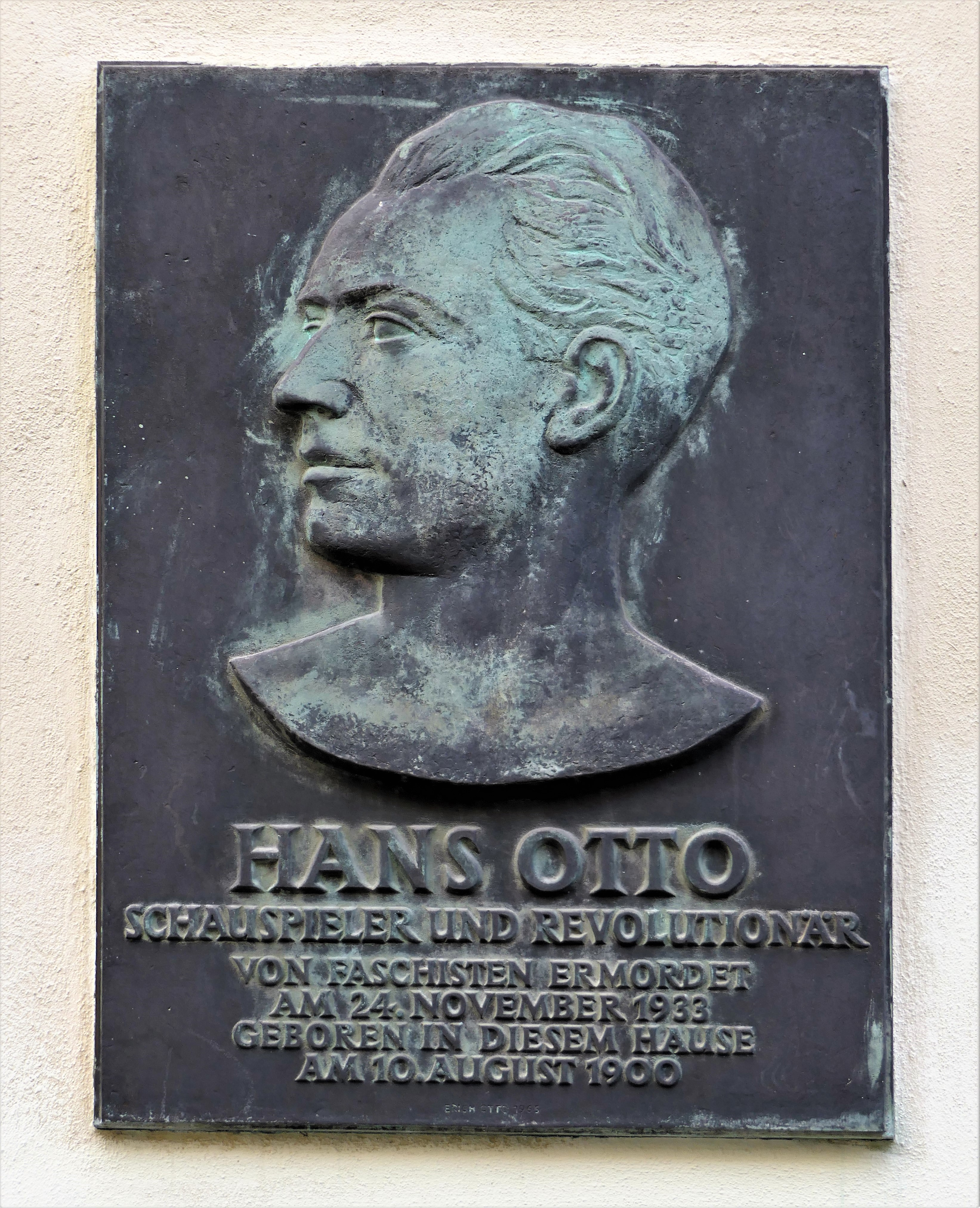
Hans Otto (1900–1933)

- Otto, Hans (1922–1996), deutscher Organist, Cembalist und Kantor
- Otto, Hans C. (1879–1929), deutscher Handschuhfabrikant
- Otto, Hans-Hartwig (* 1939), deutscher Chemiker und Hochschullehrer
- Otto, Hans-Joachim (1928–2011), deutscher Basketballfunktionär
- Otto, Hans-Joachim (1937–2020), deutscher Fußballspieler
- Otto, Hans-Joachim (* 1952), deutscher Politiker (FDP), MdL, MdB
- Otto, Hans-Jürgen (1935–2017), deutscher Forstwissenschaftler und Forstbeamter
- Otto, Hans-Uwe (1940–2020), deutscher Pädagoge und Hochschullehrer
- Otto, Hans-Werner (1908–1977), deutscher Jurist, NS-Beamter und Staatssekretär
- Otto, Hansjörg (* 1938), deutscher Rechtswissenschaftler
- Otto, Harald (1865–1928), norwegischer Schauspieler und Regisseur
- Otto, Harald (1928–2013), deutscher Goldschmied und Schmuckgestalter
- Otto, Harald (* 1941), deutscher Pädagoge und Autor
- Otto, Harro (* 1937), deutscher Strafrechtswissenschaftler und HochschullehrerHarro Otto (* 1937)

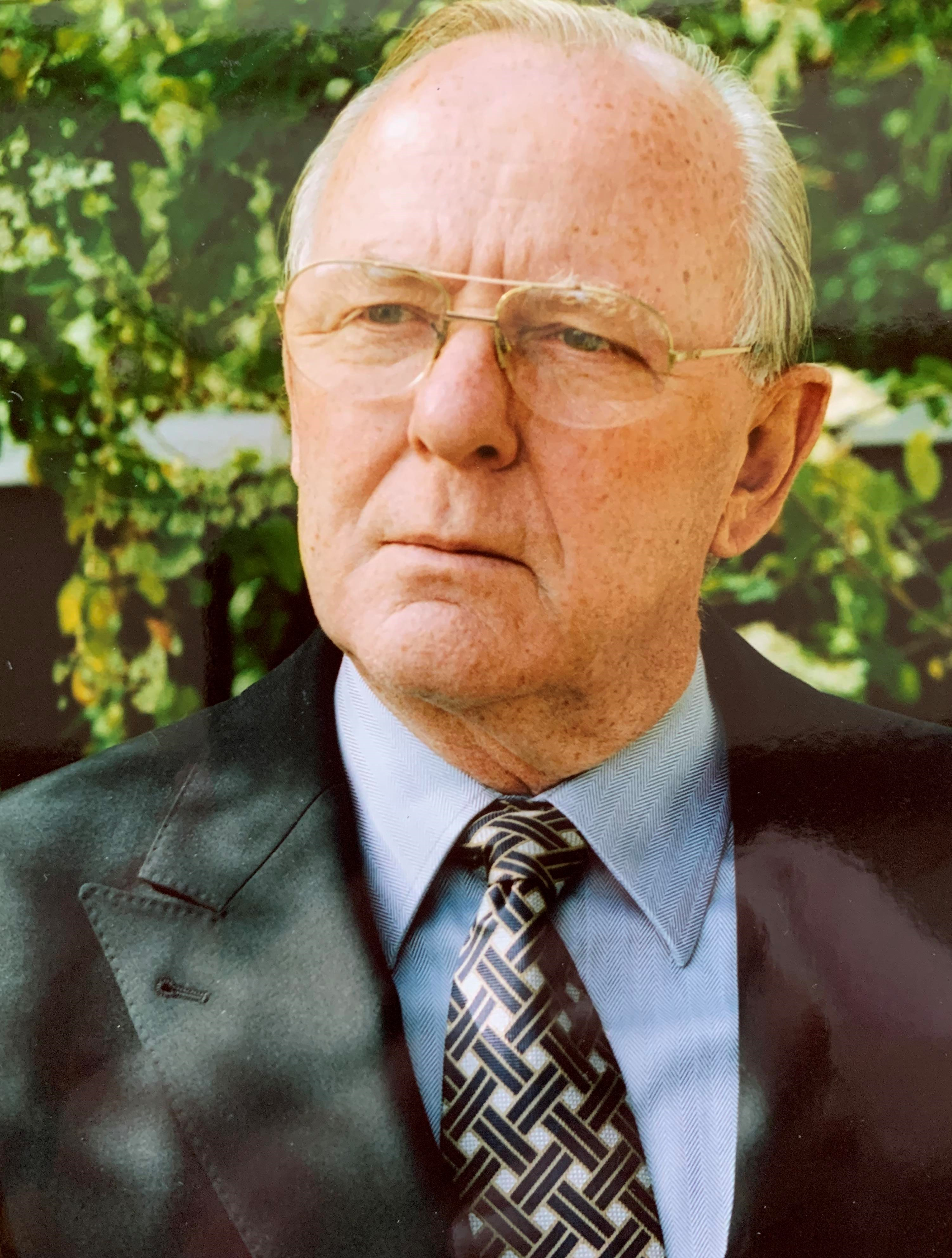
Harro Otto (* 1937)

- Otto, Heike (* 1970), deutsche Archäologin und Denkmalpflegerin
- Otto, Heini (* 1954), niederländischer Fußballspieler
- Otto, Heino (1869–1945), deutscher Architekt
- Otto, Heinrich (1856–1931), deutscher Kommerzienrat, Fabrikant, Unternehmer und Numismatiker
- Otto, Heinrich (1858–1923), deutscher Maler, Zeichner, Lithograf, Holzschneider und Radierer
- Otto, Heinrich (1892–1944), Landtagsabgeordneter des Volksstaats Hessen
- Otto, Heinrich (1893–1983), deutscher Politiker (KPD), Landrat des Kreises Siegen, MdL NRW
- Otto, Heinrich Friedrich (1692–1730), deutscher Jurist und Historiker
- Otto, Heinz-Joachim (1933–2017), deutscher Politiker (SPD), MdL
- Otto, Helene (1856–1949), mecklenburgische Schriftstellerin
- Otto, Helga (* 1938), deutsche Politikerin (SPD), MdB
- Otto, Helmut (1892–1974), deutscher Mediziner und Jurist
- Otto, Helmut (* 1927), deutscher Historiker
- Otto, Helmut (1937–2012), deutscher Maler und Hochschullehrer
- Otto, Hendrik (* 1974), deutscher Koch
- Otto, Henrik (* 1976), deutscher evangelischer Geistlicher, Präses des Bundes Freier evangelischer Gemeinden in Deutschland
- Otto, Herbert (1925–2003), deutscher Schriftsteller
- Otto, Hermann (1863–1941), deutscher Schriftsteller, Journalist, Artist und Bergbauunternehmer

###### Otto, I
- Otto, Ilona M. (* 1979), polnisch-deutsche Sozialwissenschaftlerin und Hochschullehrerin
- Otto, Ilse-Christine (* 1966), deutsche Sopranistin
- Otto, Immanuel Friedrich (1791–1875), deutscher Textilindustrieller
- Otto, Ingeborg (1927–2021), deutsche Politikerin (SPD), Mitglied des Abgeordnetenhauses von Berlin
- Otto, Ingrid (* 1939), deutsche Eisstockschützin
- Otto, Iris Anna (* 1953), deutsche Schriftstellerin
- Otto, Irmtrud (* 1951), deutsche Ingenieurin und Politikerin (CDU), MdVK
- Otto, Isabell (* 1976), deutsche Film- und Medienwissenschaftlerin

###### Otto, J
- Otto, Jacob (1792–1880), nassauischer Politiker
- Otto, Jacob Christian Friedrich (1795–1869), preußischer Generalmajor und Direktor der Pulverfabrik in Spandau
- Otto, Jakob August (1760–1829), deutscher Instrumentenmacher und Geigenbauer
- Otto, James (* 1973), US-amerikanischer Countrysänger und Songwriter
- Otto, Jan (1841–1916), tschechischer Verleger
- Otto, Jan (* 1980), deutscher Gewerkschafter
- Otto, Janina Lin (* 1985), deutsche Unternehmerin
- Otto, Jannik (* 1988), deutscher Handballschiedsrichter
- Otto, Jens (* 1974), deutscher Bauingenieur, Fachautor und Professor
- Otto, Jim (1938–2024), US-amerikanischer American-Football-Spieler
- Otto, Joachim (* 1927), deutscher Fußballtorwart
- Otto, Joel (* 1961), US-amerikanischer Eishockeyspieler und -trainer
- Otto, Johann Georg (1744–1829), deutscher Verwaltungsjurist und Beamter
- Otto, Johann Thomas (1726–1790), deutscher Kaufmann und Ratsherr der Hansestadt Lübeck
- Otto, Johannes († 1545), deutscher Jurist, Geistlicher und Hochschullehrer
- Otto, Johannes († 1691), deutscher Gymnasialdirektor
- Otto, Johannes (1922–1994), deutscher Journalist
- Otto, John (* 1977), US-amerikanischer RockmusikerJohn Otto (* 1977)

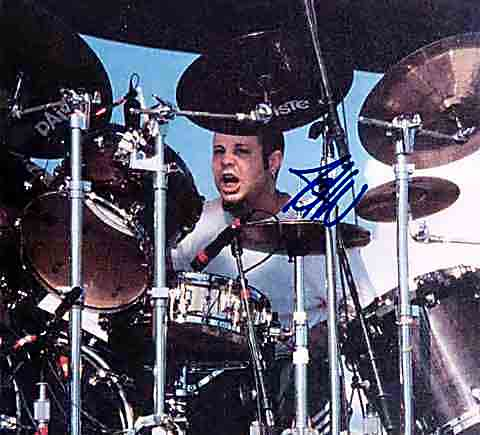
John Otto (* 1977)

- Otto, John E. (1938–2020), US-amerikanischer Regierungsbeamter
- Otto, Jonny (* 1994), spanischer Fußballspieler
- Otto, Josef (1880–1961), deutscher Schwerathlet
- Otto, Joseph Albert (1901–1981), deutscher römisch-katholischer Geistlicher, Theologe, Jesuit, Missionswissenschaftler, Herausgeber und Erzähler
- Otto, Julius (1804–1877), deutscher Männergesangkomponist, Musikpädagoge, Chorleiter und Kreuzkantor
- Otto, Julius (1825–1849), deutscher Dichter, Poet und Musiker
- Otto, Julius (1866–1924), deutscher Theaterschauspieler und -intendant
- Otto, Julius Konrad (* 1562), Hebraist und Hochschullehrer in Altdorf und Edinburgh
- Otto, Justine (* 1974), deutsche Malerin
- Otto, Justus (1802–1877), Landtagsabgeordneter des Großherzogtums Hessen

###### Otto, K
- Otto, Karl (1830–1902), deutscher Maler und Porzellanmaler
- Otto, Karl (1861–1946), bayerischer Skipionier
- Otto, Karl (1902–1978), deutscher Lyriker und Schriftsteller
- Otto, Karl (1904–1975), deutscher Architekt und Hochschullehrer
- Otto, Karl (1910–1998), deutscher Pädagoge, Erfinder eines deutschen vokalschreibenden Stenografiesystems
- Otto, Karl Anton Dominik von (1723–1797), preußischer Generalmajor, Kommandant der Festung Cosel
- Otto, Karl Eduard (1795–1869), deutscher Rechtswissenschaftler und Hochschullehrer
- Otto, Karl-Adolf (* 1934), deutscher Soziologe
- Otto, Karl-Heinz (1915–1989), deutscher Prähistoriker
- Otto, Kevin, US-amerikanischer Schauspieler
- Otto, Kim (* 1968), deutscher Journalist und Hochschullehrer
- Otto, Klaus (1939–1978), deutscher Jockey (DDR)
- Otto, Klaus-Stephan (* 1949), deutscher Psychologe und Organisationsentwickler
- Otto, Kristin (* 1966), deutsche Sportlerin und JournalistinKristin Otto (* 1966)

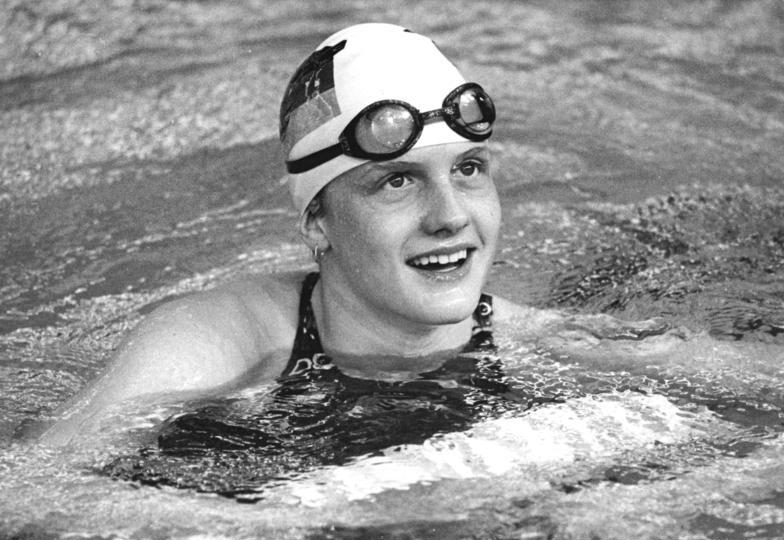
Kristin Otto (* 1966)

- Otto, Kurt (1887–1947), deutscher Politiker (NSDAP)
- Otto, Kurt (1900–1942), deutscher Fußballspieler und -trainer
- Otto, Kurt (1903–1985), deutscher Politiker (NPD)
- Otto, Kurt (1930–2003), deutscher Rallye-Rennfahrer

###### Otto, L
- Otto, Lena (* 1993), deutsche Politikerin (SPD)
- Otto, Leopold (1819–1882), lutherischer Theologe und Kirchenliederdichter
- Otto, Lisa (1919–2013), deutsche Opernsängerin (Sopran)
- Otto, Lorenz (* 2001), deutscher Fußballspieler
- Otto, Lothar (1932–2019), deutscher Cartoonist und Buchillustrator
- Otto, Louis-Guillaume (1754–1817), französischer Diplomat
- Otto, Louise (1896–1975), deutsche Schwimmerin
- Otto, Lutz (1954–2010), deutscher Fußballspieler

###### Otto, M
- Otto, M. A. C. (1918–2005), deutsche Philosophin
- Otto, Manfred (1927–2013), baptistischer Geistlicher
- Otto, Manuel (* 1996), deutscher Spieleentwickler, spezialisiert auf Flash-Spiele
- Otto, Maria (1892–1977), erste in Deutschland zugelassene Rechtsanwältin
- Otto, Markus (1600–1674), Gesandter der Reichsstadt Straßburg beim Westfälischen Friedenskongress in Münster
- Otto, Martin (* 1961), deutscher Mathematiker und Hochschullehrer
- Otto, Martin (* 1962), deutscher Rollstuhlbasketball-Trainer
- Otto, Mathilde (1875–1933), deutsche Politikerin und Frauenrechtlerin
- Otto, Matt (* 1967), US-amerikanischer Jazzmusiker (Saxophon) und Hochschullehrer
- Otto, Maximilian (* 1991), deutscher Skeletonfahrer
- Otto, Michael (* 1938), deutscher Maler und Grafiker
- Otto, Michael (* 1943), deutscher Manager und Mäzen, Aufsichtsratsvorsitzender und ehemaliger Vorstandsvorsitzender der Otto Group
- Otto, Michael T. (* 1969), deutscher Trompeter und Komponist
- Otto, Miranda (* 1967), australische SchauspielerinMiranda Otto (* 1967)

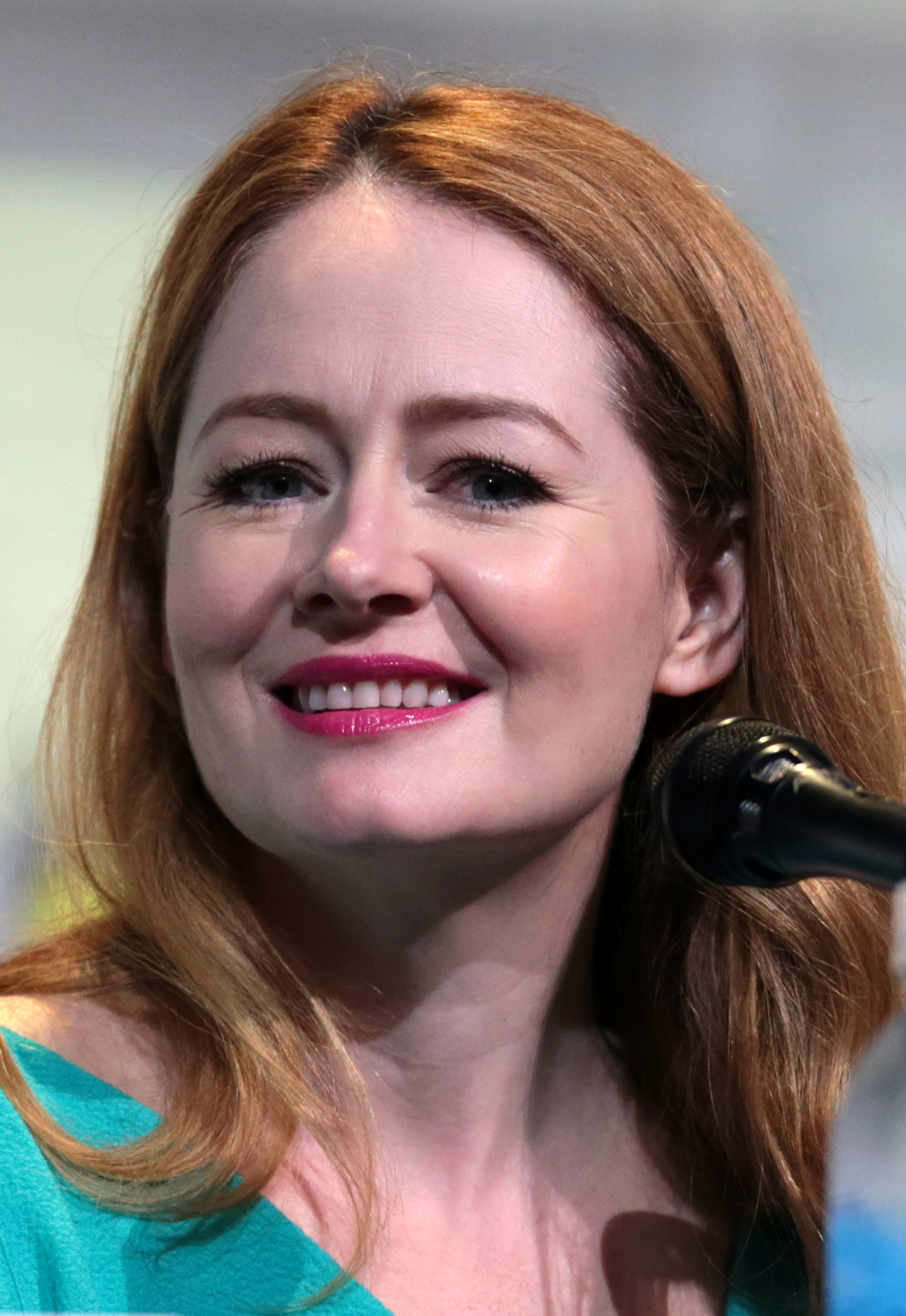
Miranda Otto (* 1967)

- Otto, Moritz (* 1988), deutscher Schauspieler

###### Otto, N
- Otto, Nick (* 1999), deutscher Fußballspieler
- Otto, Nicolaus (1832–1891), Miterfinder des Viertaktprinzips
- Otto, Norbert (* 1943), deutscher Politiker (CDU), MdV, MdB
- Otto, Norbert (* 1957), deutscher Fußballspieler

###### Otto, O
- Otto, Oliver (* 1972), deutscher Fußballspieler
- Otto, Oskar (1843–1912), deutscher Fabrikant und Politiker
- Otto, Ottomar (1892–1945), Kriminalrat und als SS-Sturmbannführer Leiter der Staatspolizeileitstelle Nürnberg

###### Otto, P
- Otto, Paul (1846–1893), deutscher Bildhauer
- Otto, Paul (1878–1943), deutscher SchauspielerPaul Otto (1878–1943)

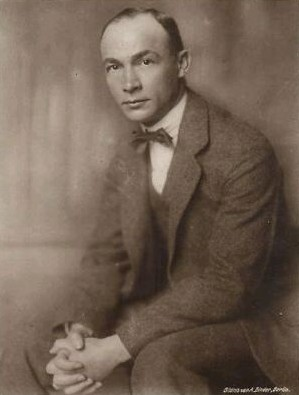
Paul Otto (1878–1943)

- Otto, Paul (1881–1961), deutscher Generalleutnant
- Otto, Paul (1903–1979), deutscher Politiker (CDU), MdL
- Otto, Philipp (* 1973), deutscher Schauspieler

###### Otto, R
- Otto, Rainer (1939–2023), deutscher Kabarettist
- Otto, Ralf (* 1956), deutscher Chorleiter, Dirigent und Hochschullehrer
- Otto, Reidar (1890–1959), norwegischer Theaterregisseur
- Otto, Reinhard (* 1954), deutscher Politiker (CDU), MdL
- Otto, Reinhold (1863–1930), deutscher Pädagoge und liberaler Bildungspolitiker
- Otto, Reinhold (* 1932), deutscher Politiker (SPD), MdL
- Otto, Richard (1872–1952), deutscher Sanitätsoffizier und Bakteriologe
- Otto, Rick (* 1973), US-amerikanischer Schauspieler
- Otto, Robert (1837–1907), deutscher Chemiker und Pharmazeut
- Otto, Rolf Georg (1924–2003), Schweizer Architekt
- Otto, Rolf-Jürgen (1940–2016), deutscher Unternehmer und ehemaliger Präsident von Dynamo Dresden
- Otto, Rudolf (1869–1937), deutscher evangelischer Theologe und ReligionswissenschaftlerRudolf Otto (1869–1937)

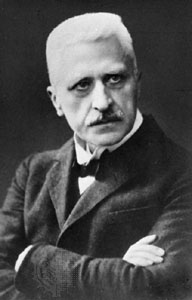
Rudolf Otto (1869–1937)

- Otto, Rudolf (1887–1962), deutsch-böhmischer Maler
- Otto, Rudolf von (1735–1811), österreichischer General

###### Otto, S
- Otto, Sam (* 1992), britischer Schauspieler
- Otto, Sandra (* 1975), deutsche Badmintonspielerin
- Otto, Sarah (* 1967), kanadische Evolutionsbiologin
- Otto, Sebastian (1607–1678), deutscher Jurist, Gesandter bei den Westfälischen Friedensverhandlungen sowie beim Regensburger Reichstag
- Otto, Siegfried (1914–1997), deutscher Unternehmer
- Otto, Siegmund († 1641), Dresdner Ratsherr und Bürgermeister
- Otto, Siegmund Gabriel († 1709), kursächsischer Hof- und Leibarzt
- Otto, Silvia (1931–2009), deutsche Basketballschiedsrichterin
- Otto, Stephan (1931–2010), deutscher Philosoph und Hochschullehrer
- Otto, Sven-Joachim (* 1969), deutscher Rechtsanwalt und Politiker (CDU)
- Otto, Sylke (* 1969), deutsche Rennrodlerin

###### Otto, T
- Otto, Teo (1904–1968), deutscher Bühnenbildner
- Otto, Theodor (1843–1902), deutscher Ingenieur und Unternehmer
- Otto, Thomas (* 1958), deutscher Journalist und Künstler
- Otto, Thorsten (* 1964), deutscher Moderator
- Otto, Tim (* 1997), deutscher Handballspieler

###### Otto, U
- Otto, Ulrich (* 1946), deutscher Konteradmiral der Deutschen Marine

###### Otto, V
- Otto, Valentin (1529–1594), deutscher Musiker und Leipziger Thomaskantor
- Otto, Valentin (1795–1849), Landtagsabgeordneter Großherzogtum Hessen
- Otto, Valerius (* 1579), deutscher Organist und Komponist
- Otto, Venantia (* 1987), namibisches Fotomodell
- Otto, Victor Alexander von (1852–1912), deutscher Jurist und Politiker, Justizminister und Ministerpräsident im Königreich Sachsen

###### Otto, W
- Otto, Waldemar (1929–2020), deutscher Bildhauer und KünstlerWaldemar Otto (1929–2020)

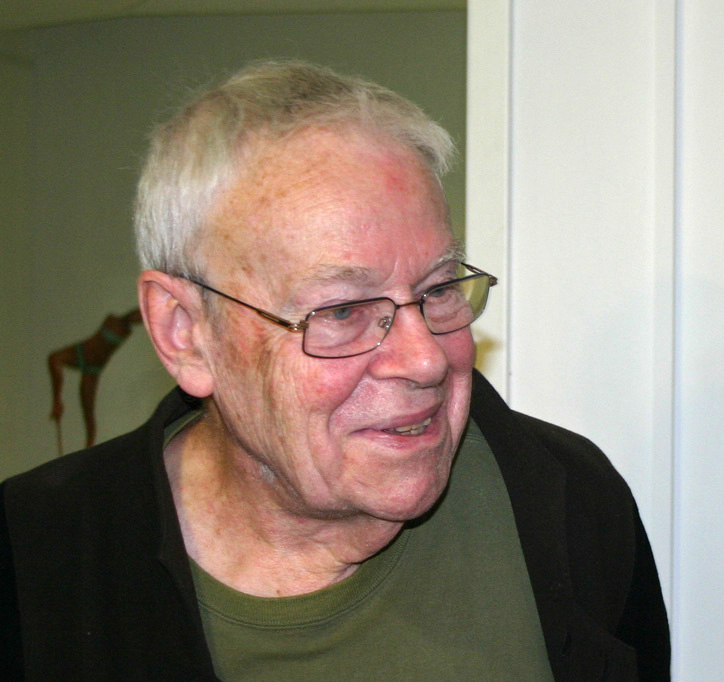
Waldemar Otto (1929–2020)

- Otto, Walter (1878–1941), deutscher Althistoriker
- Otto, Walter (1907–1998), deutscher Jurist
- Otto, Walter (1911–1971), deutscher Kunsthistoriker
- Otto, Walter F. (1874–1958), deutscher Klassischer Philologe
- Otto, Wayne (* 1966), britischer Karateka
- Otto, Welf-Gerrit (* 1977), deutscher Kulturwissenschaftler und Künstler
- Otto, Werner (1909–2011), deutscher UnternehmerWerner Otto (1909–2011)

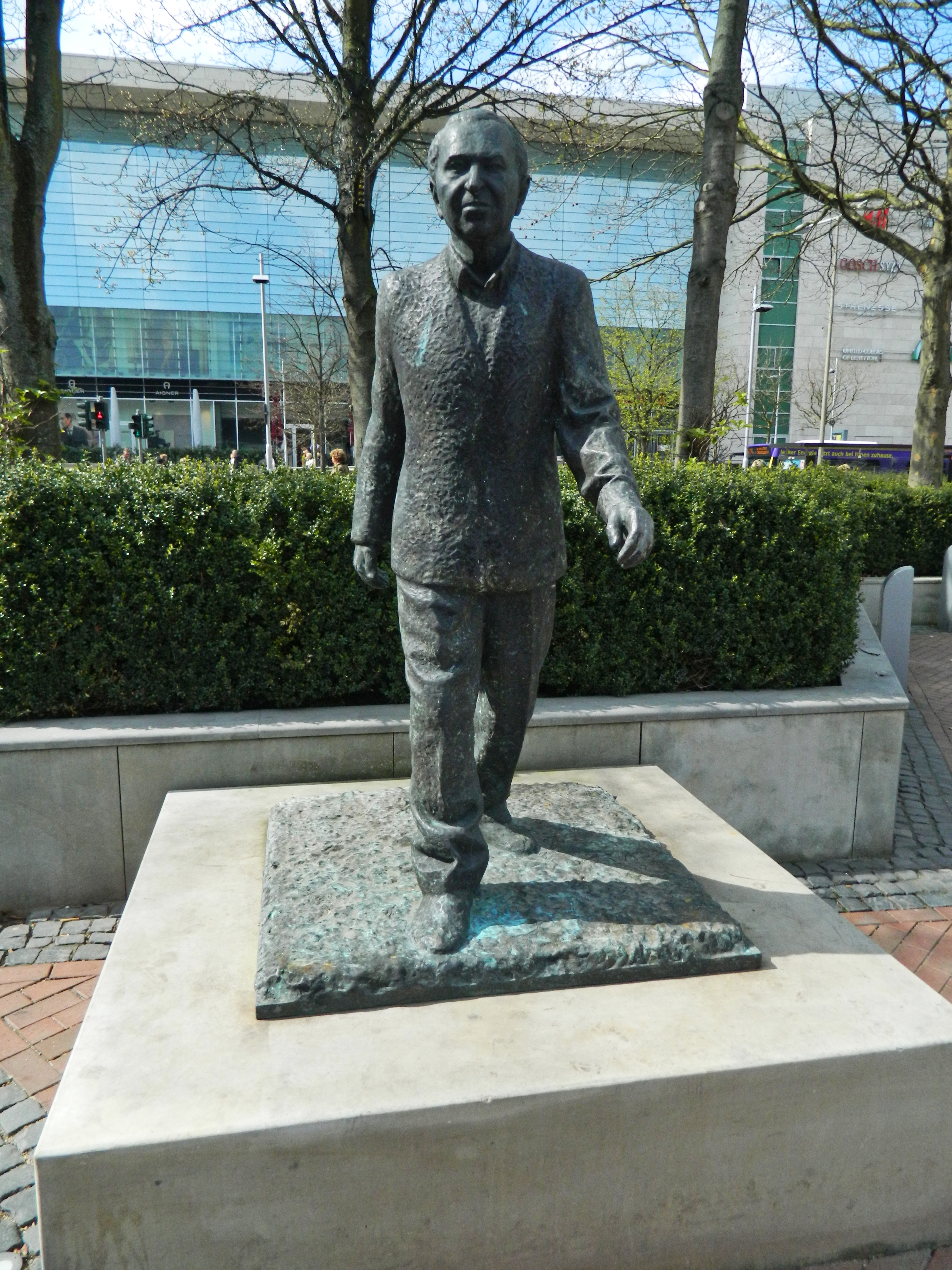
Werner Otto (1909–2011)

- Otto, Werner (1929–2025), saarländischer bzw. deutscher Fußballspieler
- Otto, Werner (* 1948), deutscher Radrennfahrer
- Otto, Werner von (1838–1927), preußischer Generalleutnant
- Otto, Wilfriede (1933–2015), deutsche Historikerin
- Otto, Wilhelm (1800–1871), deutscher evangelischer Theologe und Politiker
- Otto, Wilhelm (1825–1918), deutscher Theaterschauspieler
- Otto, Wilhelm (1868–1942), deutscher Maler
- Otto, Wilhelm (1871–1943), deutscher Bildhauer
- Otto, Wilhelm (1898–1956), deutscher Politiker (CDU), MdL
- Otto, Willy (* 1899), deutscher Staatsbeamter
- Otto, Wolfgang (1911–1989), deutscher SS-Stabsscharführer im KZ Buchenwald
- Otto, Wolfgang (1947–2025), deutscher Offizier, Generalleutnant des Heeres der Bundeswehr und Befehlshaber des Heeresführungskommandos

###### Otto, Y
- Otto, Yari (* 1999), deutscher FußballspielerYari Otto (* 1999)

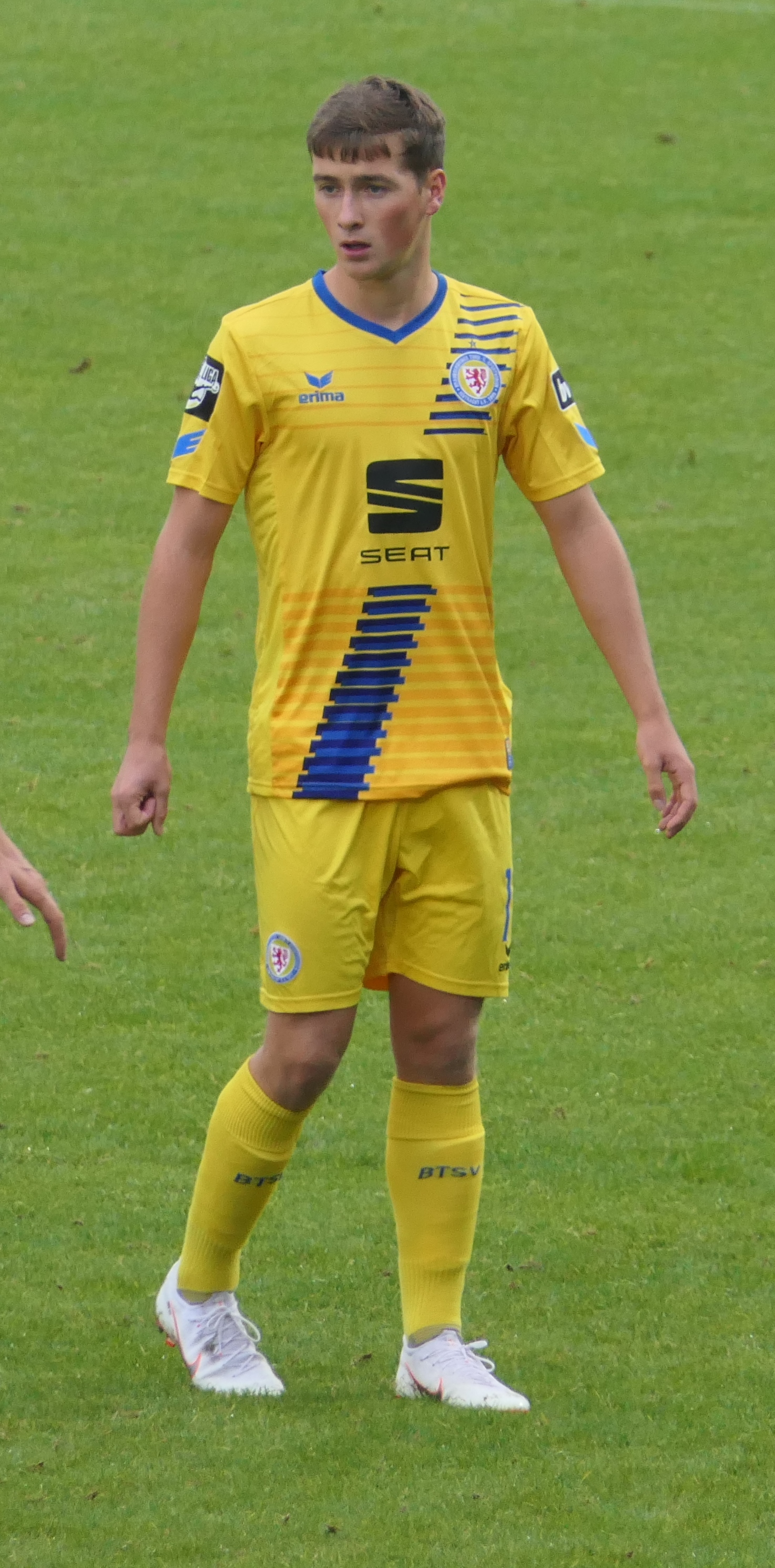
Yari Otto (* 1999)

##### Otto-

###### Otto-A
- Otto-Alvsleben, Melitta (1842–1893), deutsche Opernsängerin (Sopran)

###### Otto-B
- Otto-Bernstein, Katharina (* 1964), deutsch-US-amerikanische Filmemacherin und Miterbin der Otto Group

###### Otto-C
- Otto-Crépin, Margit (1945–2020), französische Dressurreiterin

###### Otto-D
- Otto-Dorn, Katharina (1908–1999), deutsche Kunsthistorikerin mit Schwerpunkt Islamische Kunst

###### Otto-F
- Otto-Franke, Doris (* 1953), deutsche Schauspielerin

###### Otto-K
- Otto-Knapp, Silke (1970–2022), deutsche Malerin
- Otto-Körner, Margarethe (1868–1937), deutsche Theater- und Stummfilmschauspielerin
- Otto-Kreckwitz, Ernst von (1861–1938), deutscher Kynologe und Publizist

###### Otto-M
- Otto-Martineck, Rosa (1836–1928), deutsche Theaterschauspielerin

###### Otto-P
- Otto-Peters, Louise (1819–1895), Schriftstellerin und Mitbegründerin der deutschen Frauenbewegung

###### Otto-T
- Otto-Thate, Karoline († 1897), deutsche Theaterschauspielerin

###### Otto-W
- Otto-Walster, August (1834–1898), deutscher Politiker, Journalist und Schriftsteller
- Otto-Wernthal, Auguste (1833–1856), deutsche Theaterschauspielerin und Opernsängerin (Sopran)

###### Otto-Z
- Otto-Zimmermann, Konrad (* 1951), deutscher Umweltplaner und Verwaltungswissenschaftler

##### Ottob
- Ottoboni, Pietro (1667–1740), italienischer Kardinal, Mäzen und Librettist
- Ottobre, Mauro (* 1974), italienischer Politiker, Mitglied der Camera dei deputati

##### Ottok
- Ottokar aus der Gaal, steirischer Historiker und Dichter
- Ottokar I., Markgraf der Steiermark
- Ottokar I. Přemysl († 1230), König von Böhmen
- Ottokar II. († 1122), Markgraf der Steiermark
- Ottokar II. Přemysl († 1278), König von Böhmen, Herzog von Österreich, der Steiermark, Kärnten und Krain
- Ottokar III. († 1164), Markgraf der Steiermark
- Ottokar IV. (1163–1192), Herzog der Steiermark

##### Ottol
- Ottolenghi, Adolfo (* 1885), venezianischer jüdischer Gelehrter und Oberrabbiner von Venedig
- Ottolenghi, Emanuele (* 1969), italienischer Politikwissenschaftler und Publizist
- Ottolenghi, Giuseppe (1838–1904), italienischer Generalleutnant
- Ottolenghi, Salvatore (1861–1934), italienischer Arzt, Professor der gerichtlichen Medizin
- Ottolenghi, Yotam (* 1968), israelisch-britischer Koch und KochbuchautorYotam Ottolenghi (* 1968)

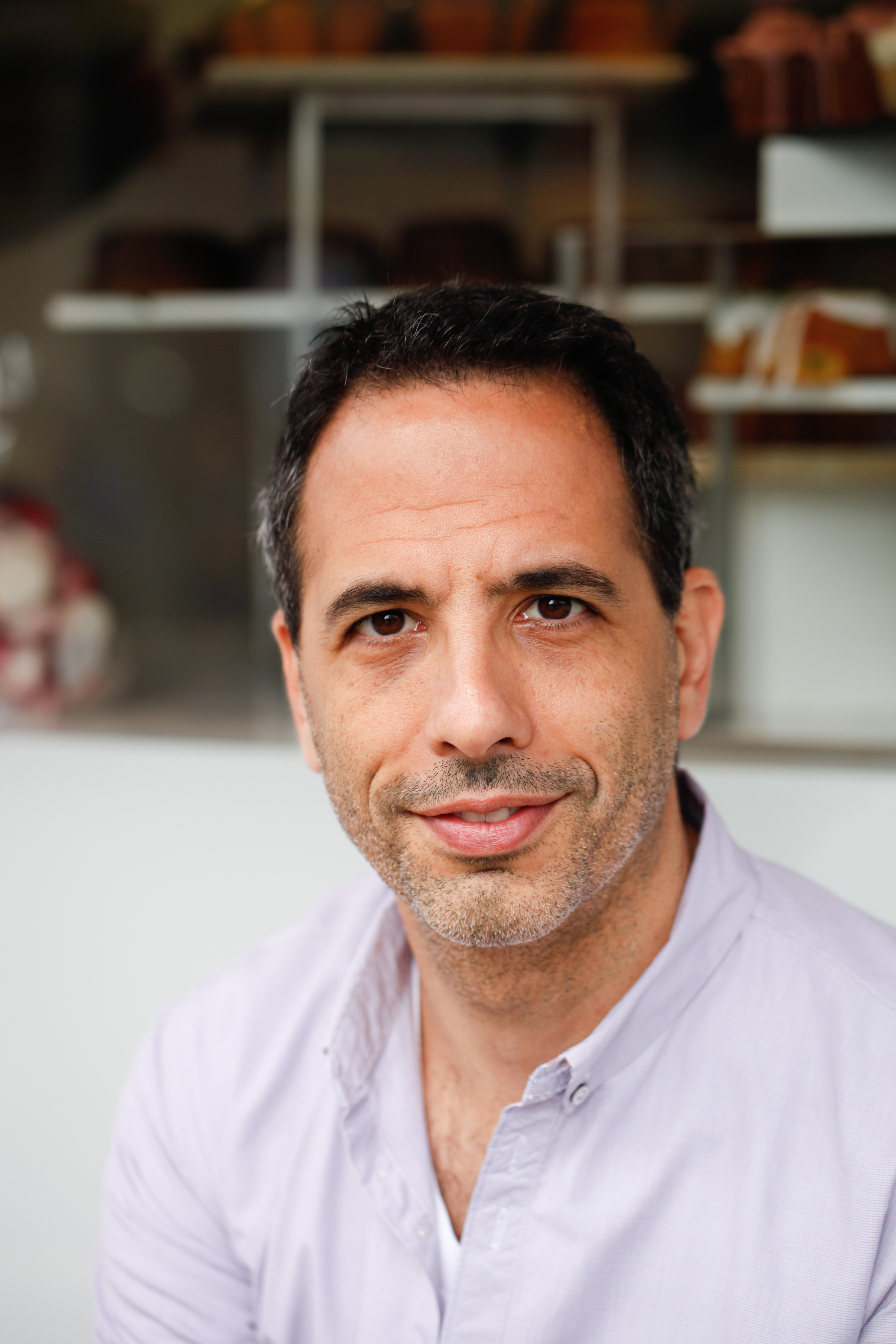
Yotam Ottolenghi (* 1968)

- Ottolina, Renny (1928–1978), venezolanischer Fernsehentertainer und -produzent
- Ottolina, Sergio (1942–2023), italienischer Sprinter
- Ottolini, Mauro (* 1972), italienischer Jazzmusiker (Posaune, Tuba, Komposition)

##### Ottom
- Ottomano, Sara (* 1996), Schweizer Tennisspielerin
- Ottományi, Katalin (* 1956), ungarische Archäologin
- Ottomeyer, Friedrich (1838–1895), deutscher Unternehmer
- Ottomeyer, Hans (* 1946), deutscher Kunsthistoriker, Präsident des Deutschen Historischen Museums in Berlin (2009–2011)Hans Ottomeyer (* 1946)

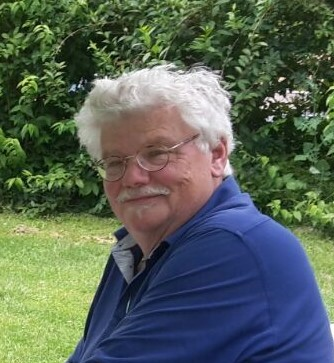
Hans Ottomeyer (* 1946)

- Ottomeyer, Klaus (* 1949), deutscher Sozialpsychologie, Ethnopsychoanalytiker und Psychotraumatologe
- Ottomeyer, Wilhelm (1867–1950), deutscher Unternehmer

##### Otton
- Otton de Grandson († 1328), Aus Savoyen stammender Adliger, Militär und Diplomat in englischen Diensten
- Otton, Cade (* 1999), US-amerikanischer American-Football-Spieler
- Ottonello, Giacomo Guido (* 1946), italienischer Geistlicher, emeritierter römisch-katholischer Erzbischof und Diplomat des Heiligen Stuhls
- Ottoni, Filippo (1938–2023), italienischer Drehbuchautor und Film- sowie Synchronregisseur
- Ottoni, Teófilo (1807–1869), brasilianischer Journalist, Geschäftsmann, Politiker und Unternehmer
- Ottonis, Nicolaus (1592–1649), deutscher evangelischer Geistlicher und Konrektor

##### Ottos
- Ottosen, Bentiaraq (* 1994), grönländischer Politiker (Atassut)
- Ottosen, Carl (1918–1972), dänischer Schauspieler, Regisseur, Drehbuchautor und Synchronsprecher
- Ottosen, Karina (* 1981), färöische Triathletin
- Ottosson, Anna (* 1976), schwedische Skirennläuferin
- Ottosson, Jan (* 1960), schwedischer Skilangläufer
- Ottosson, Kristofer (* 1976), schwedischer Eishockeyspieler
- Ottosson, Markus (* 1986), schwedischer Skilangläufer
- Ottosson, Paul (* 1966), schwedischer Tontechniker
- Ottosson, Ulf (* 1968), schwedischer Fußballspieler

##### Ottow
- Ottow, Benno (1884–1975), deutsch-baltischer Gynäkologe und Geburtshelfer
- Ottow, Fred (1886–1969), deutsch-baltischer Publizist, Schriftsteller und Übersetzer
- Ottow, Johann-Christoph (1922–2012), deutscher Architekt und Hochschullehrer
- Ottow, Johannes C. G. (1935–2011), deutsch-niederländischer Mikrobiologe
- Ottow, Mutius Aloys (1809–1884), deutscher Richter

##### Ottoz
- Ottoz, Eddy (* 1944), italienischer Leichtathlet

#### Ottr
- Ottrembka, Sebastian (* 1976), deutscher Badmintonspieler
- Ottrubay, Josef (1926–2015), ungarisch-schweizerischer Elektrotechniker, Hochschuldirektor, Mitbegründer und Vorstand der Stiftungsgruppe Esterházy
- Ottrubay, Stefan (* 1954), Schweizer ManagerStefan Ottrubay (* 1954)

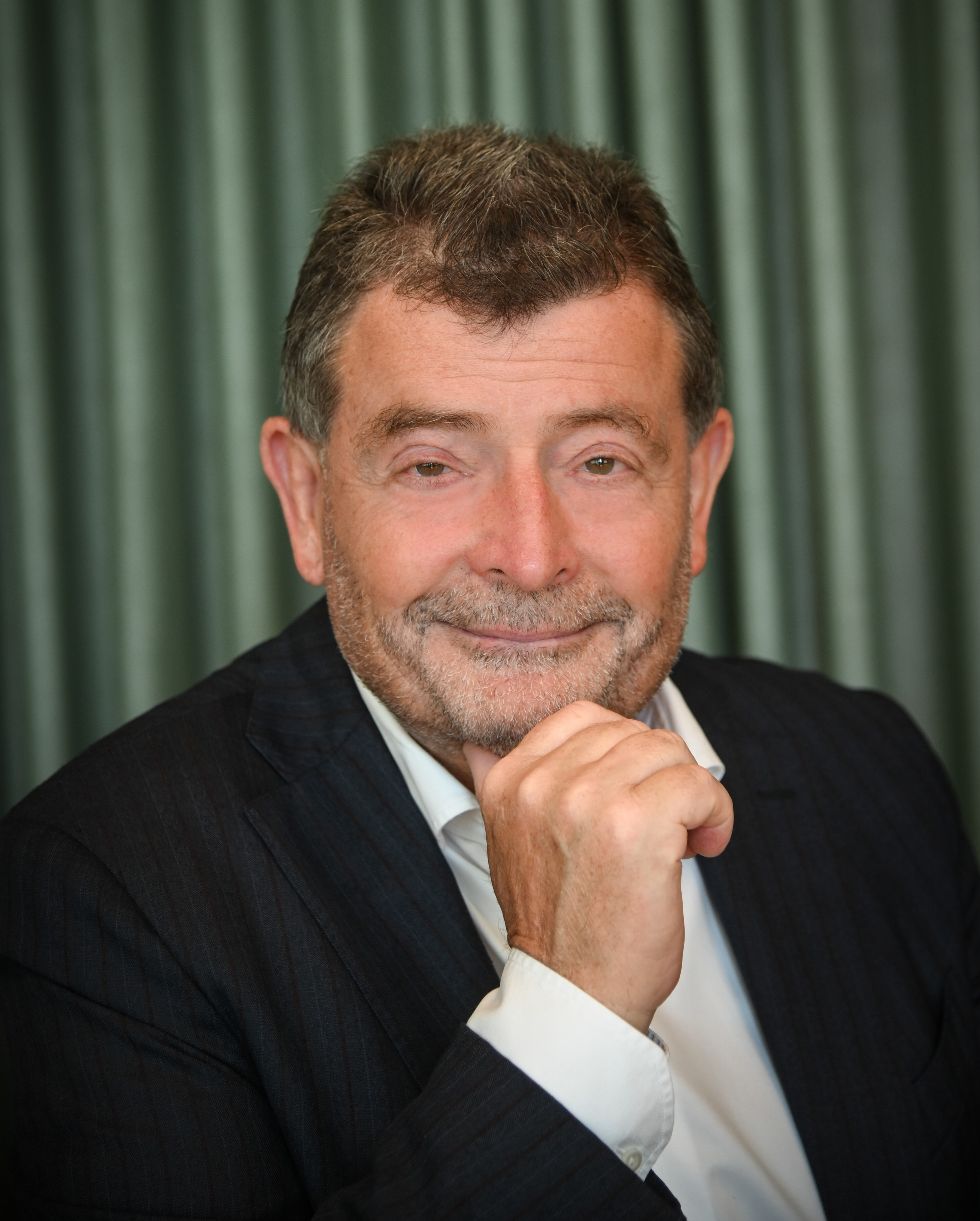
Stefan Ottrubay (* 1954)

#### Otts
- Ottschenasch, Natalija (* 1983), russisch-ukrainische Biathletin
- Ottsen, Otto (1869–1954), Lehrer am Seminar in Moers und Autor

#### Ottw
- Ottwalt, Ernst (1901–1943), deutscher Schriftsteller und Hörspielautor
- Ottweiler, Adolph von (1789–1812), Sohn des Herzogs Ludwig von Nassau-Saarbrücken und Teilnehmer der Koalitionskriege
- Ottwin († 1019), Graf im Lurngau und Pustertal

### Otu
- Otu, Idara (* 1987), nigerianisch-US-amerikanische Sprinterin
- Otuali, Moses (* 2002), nigerianisch-deutscher Fußballspieler
- Otubanjo, Yusuf (* 1992), nigerianischer Fußballspieler
- Otule, Chris (* 1990), US-amerikanischer Basketballspieler
- Otunbajewa, Rosa (* 1950), kirgisische Politikerin
- Otunga, David (* 1980), amerikanischer Wrestler
- Otunga, Maurice Michael (1923–2003), kenianischer Geistlicher, Erzbischof von Nairobi und Kardinal
- Otunla, Bilikis (* 1994), nigerianische Gewichtheberin
- Otuonye, Ifeanyichukwu (* 1994), britischer Weitspringer (Turks- und Caicosinseln)

### Otw
- Otway, Jade (* 2003), neuseeländische Tennisspielerin
- Otway, John (* 1952), britischer Songtexter und Sänger
- Otway, Thomas (1652–1685), englischer Dramatiker in der Zeit der Stuart-Restauration
- Otwell, Marshall (* 1944), US-amerikanischer Jazzmusiker (Piano)

### Otx
- Otxandiano, Pello (* 1983), spanischer Politiker
- Otxoa Palacios, Javier (1974–2018), baskischer Radrennfahrer
- Otxotorena, Xabat (* 1980), spanischer Radrennfahrer

### Otz
- Otzelberger, Manfred (* 1959), deutscher Journalist
- Otzen, Christina (* 1975), dänische Seglerin
- Otzen, Johannes (1839–1911), deutscher Architekt, Stadtplaner und Hochschullehrer
- Otzen, Peter (1810–1891), schleswig-holsteinischer evangelisch-lutherischer Geistlicher und Politiker
- Otzen, Robert (1872–1934), deutscher Bauingenieur und Hochschullehrer, Erfinder des Wortes „Autobahn“
- Ötzi, GletschermumieÖtzi

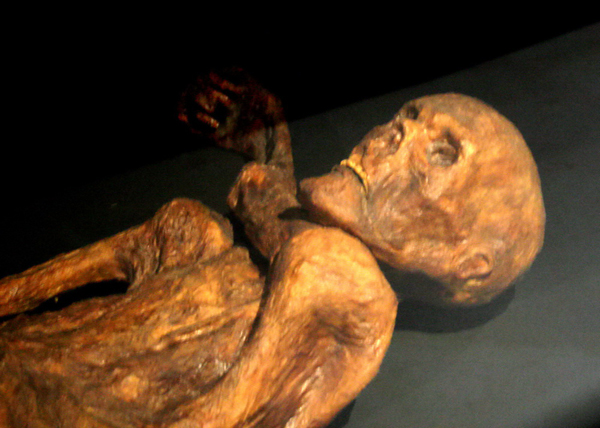
Ötzi

- Otzoup, Serge (1886–1974), russischer Filmproduzent